# 名鉄特急

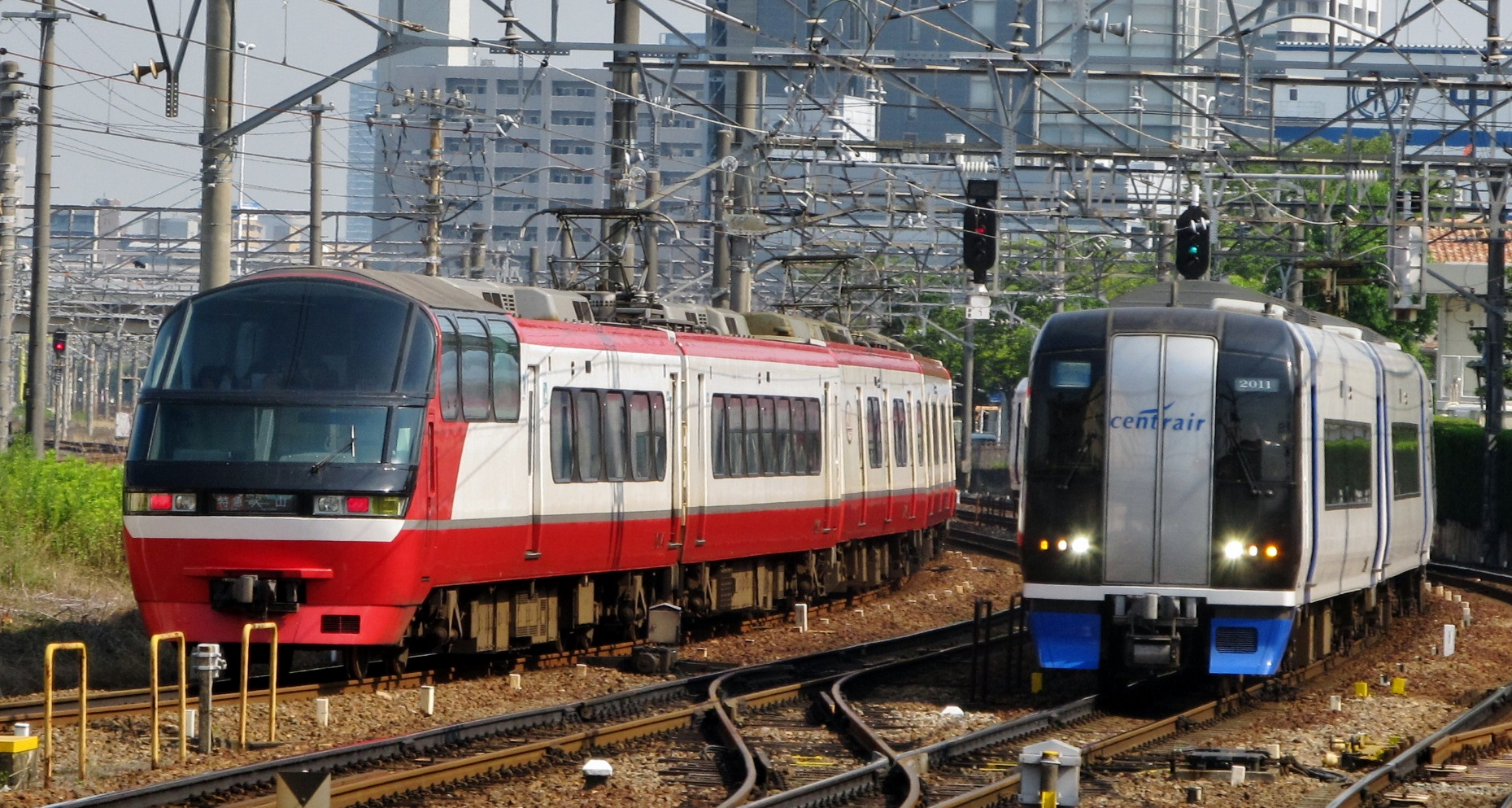
名鉄特急

名鉄特急（めいてつとっきゅう）では、名古屋鉄道（名鉄）の鉄道・軌道線で運行されている列車種別「ミュースカイ」・「快速特急（2代）」・「特急」について詳述する。また、過去に設定されていた列車（超特急「あさひ」や特急「北アルプス」など）や特急の変形というべき種別（「高速」、2003年3月までの「快速急行」など）についても解説する。

## 概要

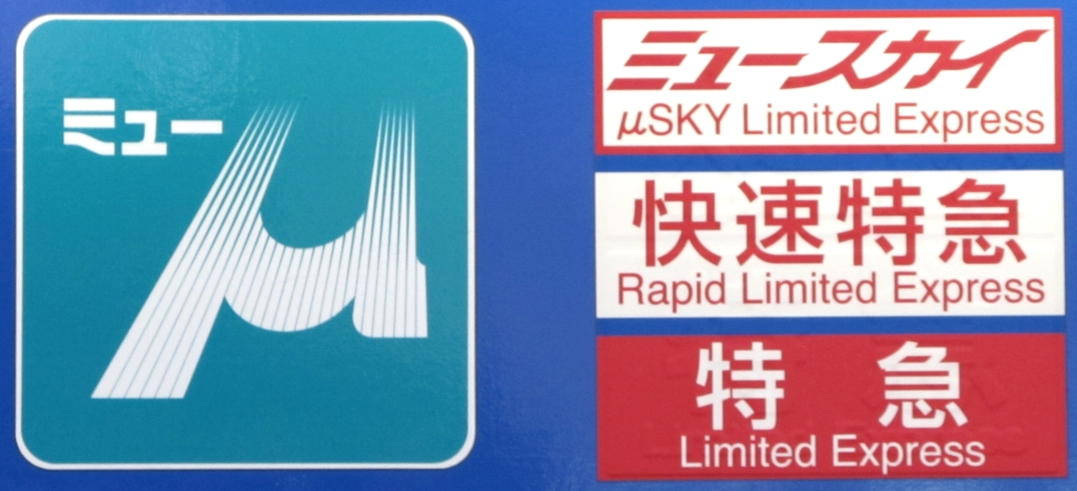
名鉄特急の列車種別

名鉄の「ミュースカイ （μSKY Limited Express）」・「快速特急（快速特別急行：Rapid Limited Express）」・「特急（特別急行：Limited Express）」列車は名古屋市と沿線各都市・空港・観光地を結ぶ路線に設定されている。このうち「ミュースカイ」は他社の全車座席指定列車に相当する「全車特別車」列車のみで運転され、「快速特急」と「特急」は基本的に特別車（指定席車両）に一般車（自由席車両）を連結した「一部特別車」（異制度混結）列車で運転される（2008年12月27日ダイヤ改正以降）。このほか、一部の「特急」列車には特別車（指定席）を連結しない「全車一般車」列車が存在する。特別車へ乗車するためには、manaca・TOICAおよび、これらと相互利用が可能な交通系ICカードを含む乗車券（運賃）のほかに特別車両券（「ミューチケット」、旧称「座席指定券」）が必要である。
“特別車”と“一般車”の区別や「ミューチケット」の詳細などについては、下記「料金制度」の項を参照のこと。

## 運転系統

### 常滑線・空港線（ミュースカイ）

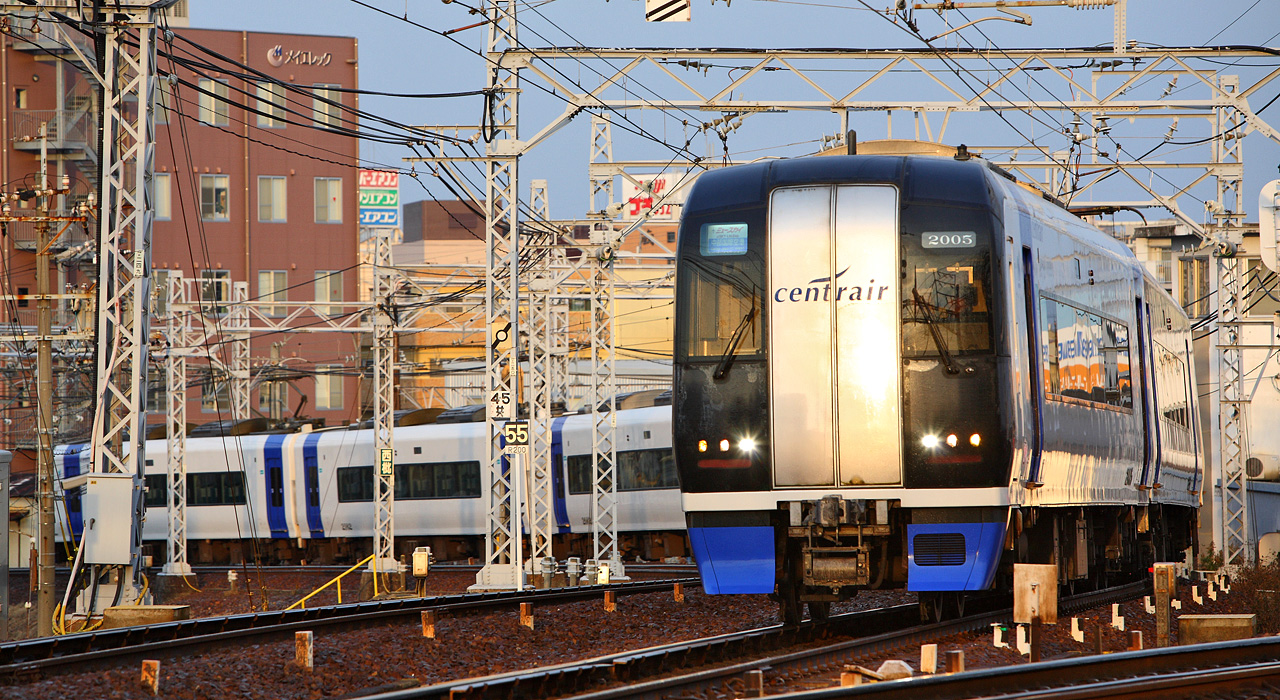
2000系「ミュースカイ」

常滑線・空港線の神宮前駅 - 中部国際空港駅間を無停車で運行し、名鉄名古屋駅と中部国際空港駅を最速28分（一部を除く）で結ぶ名鉄の最優等列車。2008年のダイヤ改正以降、名鉄で唯一の全車特別車列車である。
空港線（常滑駅 - 中部国際空港駅間）開業に伴って登場した系統で、当初は全車特別車の「快速特急」として運行されていたが、2008年12月27日改正からは2000系を使用した定期列車は停車駅にかかわらず「ミュースカイ」という新種別となった。この際、早朝に存在した全車特別車の特急もミュースカイに統合したため、元・特急の各列車は神宮前駅 - 中部国際空港駅間の特急停車駅に特別停車している。
2011年3月26日改正で名鉄岐阜駅 - 名鉄名古屋駅間の直通便が削減され、昼間帯は名鉄名古屋駅での折り返し運転となった。また、朝間帯に岐阜・新鵜沼方面から名古屋・中部国際空港方面への通勤対策として数本増発された。
2011年3月26日改正時点では、名古屋本線の名鉄名古屋駅 - 中部国際空港駅間と犬山線の新鵜沼駅 - 中部国際空港駅間の列車がそれぞれ1時間に1本ずつ設定されており、朝及び夕方ダイヤ以降は名鉄名古屋駅折り返し系統が名鉄岐阜駅まで延長運転を行っていた。このほか、中部国際空港行きにおいては広見線の新可児駅始発（平日3本、休日1本）や各務原線の三柿野駅始発（508列車1本のみ。犬山駅 - 中部国際空港駅間は新可児駅始発列車と併結）の列車、さらには上下線ともに区間運行の列車もあり、夕方の下りには「新鵜沼・新可児」行きの併結列車（平日は17時から21時台、休日は17時台から20時台（空港始発時間）にそれぞれ運行）、下り最終列車には柏森駅に特別停車する神宮前発新鵜沼行きがあった。その後2021年5月22日改正で三柿野駅始発や夕方下りの「新鵜沼・新可児」行き併結列車、神宮前発新鵜沼行きの設定がなくなり、犬山線系統のミュースカイもほとんどが名鉄名古屋駅 - 中部国際空港駅間の運転に短縮された。他方、新型コロナウイルス感染症（コロナ禍）による利用者減少に伴い、日中の一部列車の（多客時を除く）運休措置が2020年5月2日から2022年11月18日までの期間中に実施されていた。2025年5月24日より、中部国際空港や愛知県国際展示場（Aichi Sky Expo）への利用が多い土休日ダイヤにおいて、8両に増結して運転される列車が空港行き32本中18本、空港発31本中17本から空港行き24本、空港発23本に増加した。
お盆や年末年始などには増発や車両増結がよく行われるほか、2017年までは毎年夏に岐阜の長良川で開催される全国花火大会の日には臨時のミュースカイが名鉄岐阜駅から神宮前駅まで運転されていた。
停車駅（名古屋本線系統）
名鉄岐阜駅 - 名鉄一宮駅 - 国府宮駅 - 名鉄名古屋駅 - 金山駅 - 神宮前駅 - （太田川駅） - （尾張横須賀駅） - （朝倉駅） - （新舞子駅） - （常滑駅） - 中部国際空港駅
停車駅（犬山線系統）
新可児駅 → 日本ライン今渡駅 → 可児川駅 → 西可児駅 → 犬山駅（犬山駅で新鵜沼駅発の列車と増結）
新鵜沼駅 - 犬山遊園駅 - 犬山駅 - 江南駅 - 岩倉駅 - 名鉄名古屋駅 - 金山駅 - 神宮前駅 - （太田川駅） - （尾張横須賀駅） - （朝倉駅） - （新舞子駅） - （常滑駅） - 中部国際空港駅
- （　）は特別停車駅
- 常滑駅、新舞子駅、朝倉駅、尾張横須賀駅、太田川駅には朝間帯に設定された上り列車4本（1、3、5、7列車）が特別停車する。朝倉駅と尾張横須賀駅ではホームが6両分のため、8両の場合は後ろの2両がドアカットとなる（新舞子駅は上りのみ8両対応）。

### 名古屋本線（快速特急・特急）

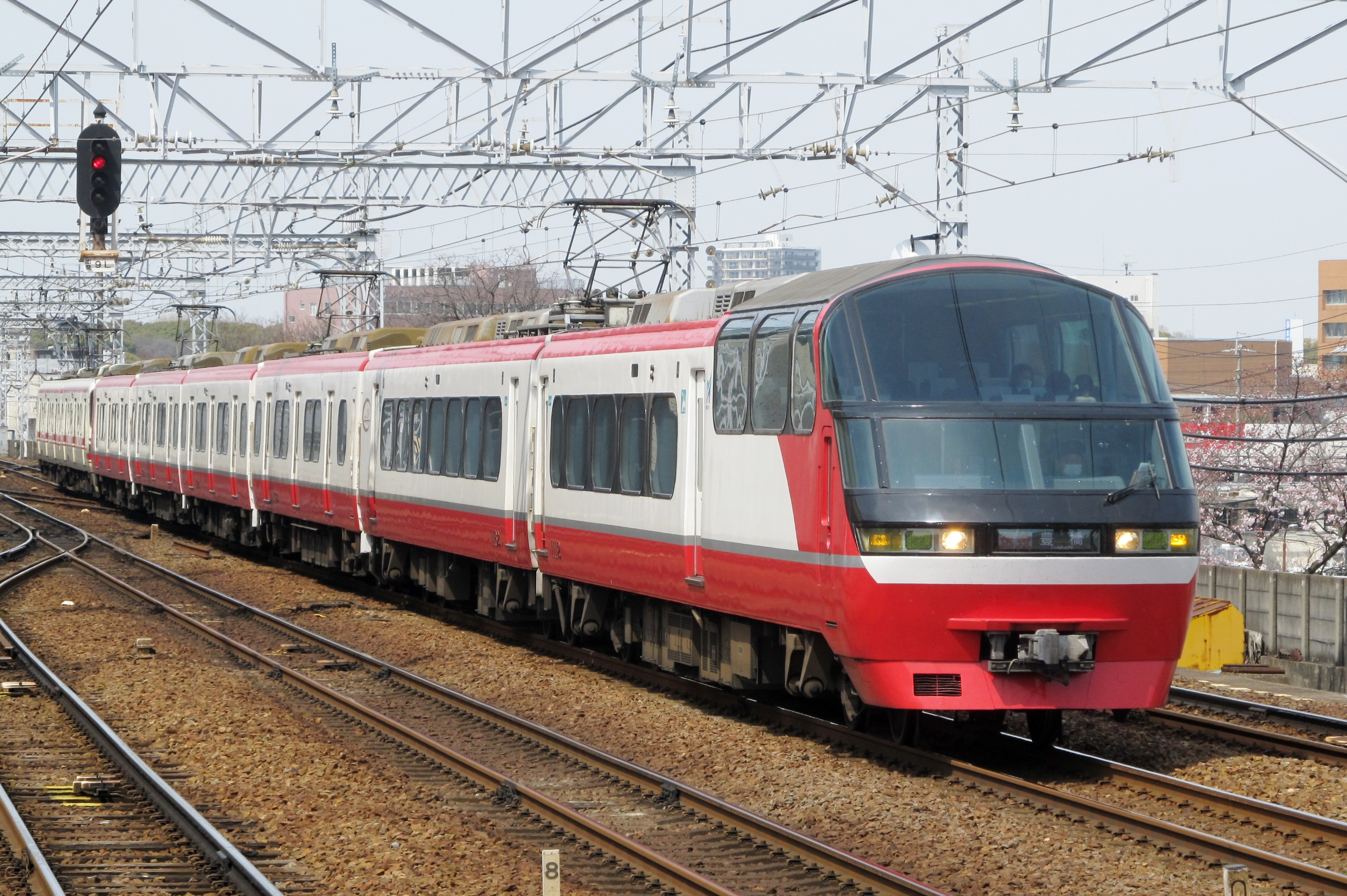
1200系「パノラマsuper」

名古屋本線の全区間（名鉄岐阜駅 - 名鉄名古屋駅 - 豊橋駅間）を走破する系統であり、一般的に「本線特急」と呼ばれている。現在は基本的に岐阜発豊橋行きが新安城駅と国府駅を通過する「快速特急」、豊橋発岐阜行きがその2駅にも停車する「特急」で運転されている。
この系統が初めに設定されたのは東西直通運転が始まった1948年5月のダイヤ改正である。以後、1965年の改正で毎時4本体制が確立し、併せて座席確保特急の運転も始まった。座席確保特急は当初国鉄乗り入れ車両のキハ8000系を使用した朝1往復のみであったが、1967年からは「座席特急」の名称で7000系・7500系・7700系使用の列車にも拡大した。
1977年3月から1990年10月までの間は、「特急」は座席指定とし、座席指定されない特急列車を「高速」と称した。昼間帯は「特急」と「高速」をそれぞれ毎時2本運転していた。
1990年10月の改正で「高速」が再び特急に統合され、一部指定席特急（1999年5月から指定席車を特別車に改称）が登場すると、昼間帯の運転はすべて一部指定席特急になった。旧特急は標準停車駅にのみ停まり（1992年から1999年までは一部が知立駅を特別通過）、旧高速は国府宮（1999年に標準停車駅に昇格）と新安城に特別停車するパターンが確立し、現行列車の原型が出来上がった。この時点では朝夕時間帯に全車指定席特急と全車一般席特急が残っていたが、1992年11月の改正でほとんどが一部指定席特急に変更され、この改正で1本だけとなった全車一般席特急は1995年4月の改正で「快速急行」（後述）に変更された。豊橋駅発着の全車指定席特急は1997年4月の改正で消滅している。
2005年の改正で新たに「快速特急」が創設され、標準停車駅にのみ停まる特急を「快速特急」に格上げし、新安城と国府（2000年3月より）に特別停車していた特急は、この両駅を正式停車駅に格上げした上で「特急」とした。この改正で新たに豊橋 - 中部国際空港間の特急を新設したため、本線特急は毎時3本となった。なお、後述する初代の快速特急とは異なり、今回創設された快速特急では、駅の発車標や旅客案内放送のみならず、車両側の種別表示についても「快速特急」および「快特」を用意した。
2008年12月の改正では豊橋 - 中部国際空港直通特急の昼間運用が廃止された一方、新たに本線東部 - 犬山線直通系統が創設され、本線全線を走破する特急は毎時2本になった。この改正以前は快速特急・特急とが別々に運転されていたが、以降は上り・下りで種別が異なる運用になった。豊橋発岐阜行きの快速特急は平日の朝と深夜に、岐阜発豊橋行きの特急は平日朝と全日の深夜にごく数本残っている。
2023年3月の改正では日中のパターンダイヤにおける急行が名鉄一宮駅での折り返しに短縮されたため、名古屋本線の全区間を走破する列車は本系統の毎時2本のみとなった。このとき平日朝の上り特急の新木曽川駅と笠松駅の特別通過（2008年12月の改正で朝以外パターンダイヤにて両駅への特別停車を実施、2011年3月の改正で標準停車駅に昇格する一方で平日朝の一部がいずれか一方を特別通過）が消滅している。
使用車両は1200系、2200系の6両編成のほか、1200系に1800系、2200系に3100系・3150系・9100系を連結した8両編成が充当される。2011年3月の改正より全日とも名鉄名古屋駅23時57分発（2021年5月の改正から2024年3月の改正まで23時52分発）東岡崎行きの全車一般車特急（438列車）が設定されたが、この列車には3000・9000番台の車両（6両編成）が使用されている。
国府宮神社でのはだか祭（2021・2022年は増結なし）など、沿線でイベントや平日の夕方ラッシュが行われる際は昼間および夕方以降にも車両増結が行われ、この日はほとんどの時間帯において8両での運転となる。2019年3月16日改正および2024年3月16日改正からは土休日においても夕方の一部列車で8両運転が行われるようになった。1999年5月の改正までは国府宮駅は特急の標準停車駅ではなかったために一部の列車（主に新安城駅を通過する系統）は通過していたが、はだか祭の開催日は日中を中心に臨時停車していた。また、臨時特急も名鉄一宮駅（当時は新一宮駅）発着で名古屋方面から運転されていた。
停車駅（快速特急）
名鉄岐阜駅 - 笠松駅 - 新木曽川駅 - 名鉄一宮駅 - 国府宮駅 - 名鉄名古屋駅 - 金山駅 - 神宮前駅 - 知立駅 - （新安城駅） - 東岡崎駅 - （国府駅） - 豊橋駅
停車駅（特急）
名鉄岐阜駅 - 笠松駅 - 新木曽川駅 - 名鉄一宮駅 - 国府宮駅 - （須ヶ口駅） - 名鉄名古屋駅 - 金山駅 - 神宮前駅 - （鳴海駅） - 知立駅 - 新安城駅 - 東岡崎駅 - （美合駅） - 国府駅 - （伊奈駅） - 豊橋駅
- （　）は特別停車駅。
- 須ヶ口駅には平日朝ラッシュ時に設定された下り列車1本（97列車）のみ特別停車する。また、平日朝には須ヶ口駅終着の特急が2本設定されている（93列車、481列車）。
- 鳴海駅には平日朝ラッシュ時に設定された上り列車2本（64列車、80列車）が特別停車する（64列車は伊奈駅にも停車）。
- 新安城駅には平日朝に下り1本（77列車）、深夜に豊橋駅の終電となる上り1本（230列車）の快速特急が特別停車する。
- 美合駅には終電となる上り列車1本のみが特別停車する（平日は名鉄名古屋駅始発の234列車、休日は名鉄岐阜駅始発の232列車）。
- 豊橋口の急行を補完するため、朝間帯（下り）や夜間帯（上り）に一部の快速特急が国府駅に、特急が伊奈駅に特別停車するほか、伊奈駅始発列車がある。

### 名古屋本線東部・犬山線（快速特急・特急）

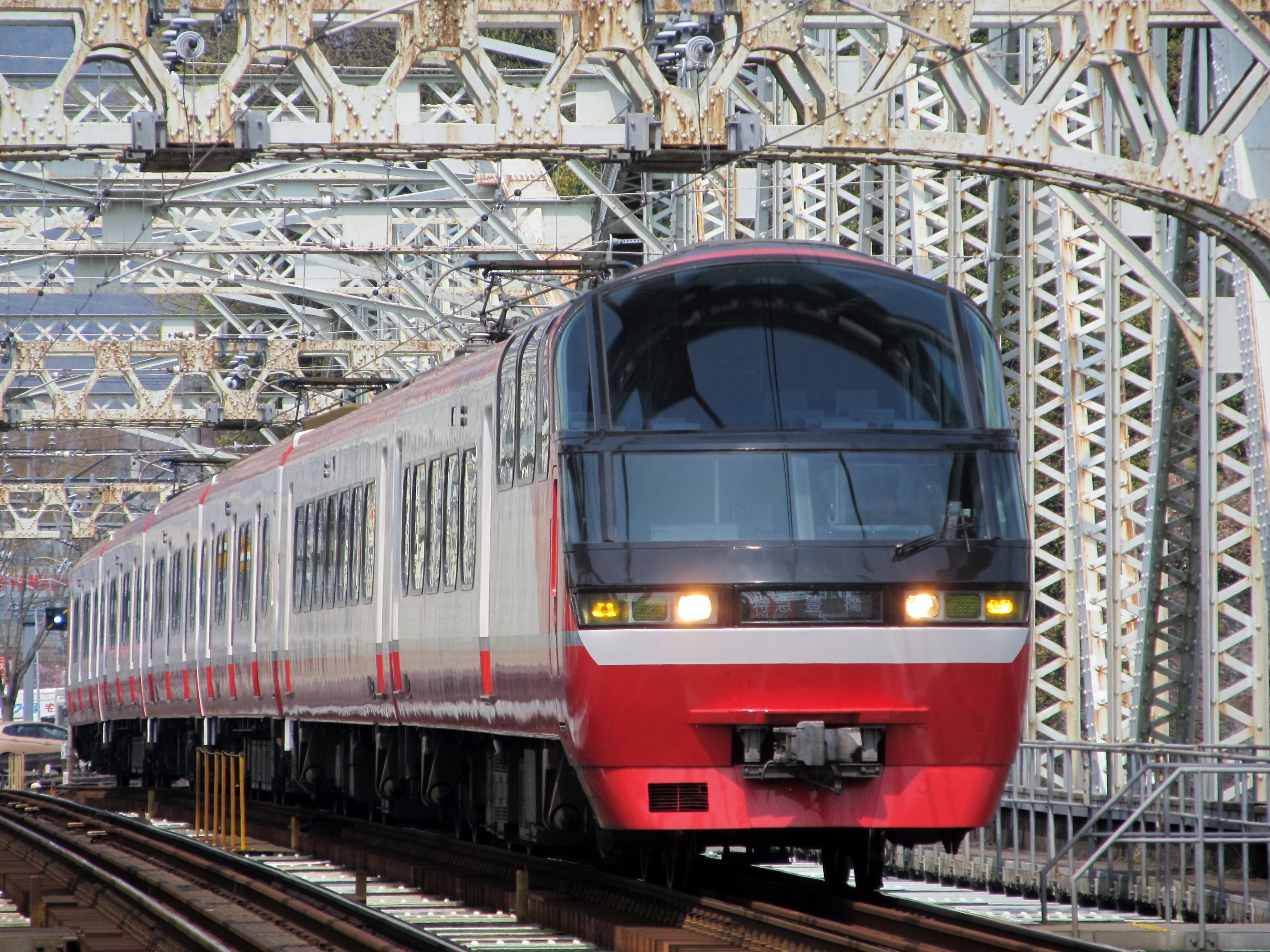
1200系「パノラマsuper」

2008年12月のダイヤ改正で新設された系統で、犬山線と名古屋本線東部（新鵜沼駅 - 名鉄名古屋駅 - 豊橋駅）とを結び、昼間帯のパターンダイヤでは豊橋発新鵜沼行きが「快速特急」、新鵜沼発豊橋行きが「特急」で運転されている。
この系統が設定された理由としては、空港需要が比較的多い本線西部区間に空港特急を毎時2本通した結果、本線東部の特急毎時2本を別系統に逃がす必要があったこと、ラッシュ時の輸送量が多い犬山線には8両編成の特急が必要とされたこと、犬山方面と豊橋方面という流路を創ることで新たな需要を喚起しようとしたこと、などが挙げられる。
2023年3月改正までは休日の朝に3本、広見線・新可児発豊橋行きが設定されていた。この列車の走行距離は111・1キロで、名鉄特急では当時最長の走行距離を走る列車であった。この特急の3本のうち2本は広見線内は6両で運転され、犬山駅で岐阜寄りに2両増結される運用が組まれていた（残りの1本は犬山線・名古屋本線内も6両で運転された）。なお、2008年12月改正時から2011年3月改正までは平日の朝にも同じ経路の列車（74列車）が1本設定されていた。
使用車両は本線特急と共通で、1200系、2200系による6両編成か、1200系＋1800系、2200系＋3100系・3150系・9100系の8両編成である。
この系統が頻繁運転されるようになったのは2008年12月改正以降だが、それ以前の列車としては1993年8月改正で設定された「空港ライナー」があった。この列車は朝間帯に西春駅（名古屋空港へのバス連絡駅）に特別停車する特急として設定された列車の一つだったが、1996年4月改正で一部指定席特急に変更され、当時犬山線では唯一の一部指定席（後に一部特別車）特急だった。
設定時より各務原線へは定期列車は直通しないが、航空自衛隊岐阜基地で航空祭が開催される日にのみごく数本が各務原線三柿野駅まで区間延長されることがある。
停車駅（快速特急）
新鵜沼駅 ← 犬山遊園駅 ← 犬山駅 ← 柏森駅 ← 江南駅 ← 岩倉駅 ← 名鉄名古屋駅 ← 金山駅 ← 神宮前駅 ← 知立駅 ← 東岡崎駅 ← （国府駅） ← （伊奈駅） ← 豊橋駅
停車駅（特急）
新鵜沼駅発着：新鵜沼駅 - 犬山遊園駅 - 犬山駅 - 柏森駅 - 江南駅 - 岩倉駅 - 名鉄名古屋駅 - 金山駅 - 神宮前駅 - 知立駅 - 新安城駅 - 東岡崎駅 - （美合駅） - 国府駅 - （伊奈駅） - 豊橋駅
- （　）は特別停車駅。
- 美合駅には平日深夜に設定された新鵜沼駅始発の伊奈駅行き列車1本（232列車）のみが特別停車する。
- 豊橋口の急行を補完するため、朝間帯（下り）や夜間帯（上り）に一部の快速特急が国府駅と伊奈駅に、特急が伊奈駅に特別停車する他、伊奈駅終着列車がある。

### 常滑線・空港線（特急）

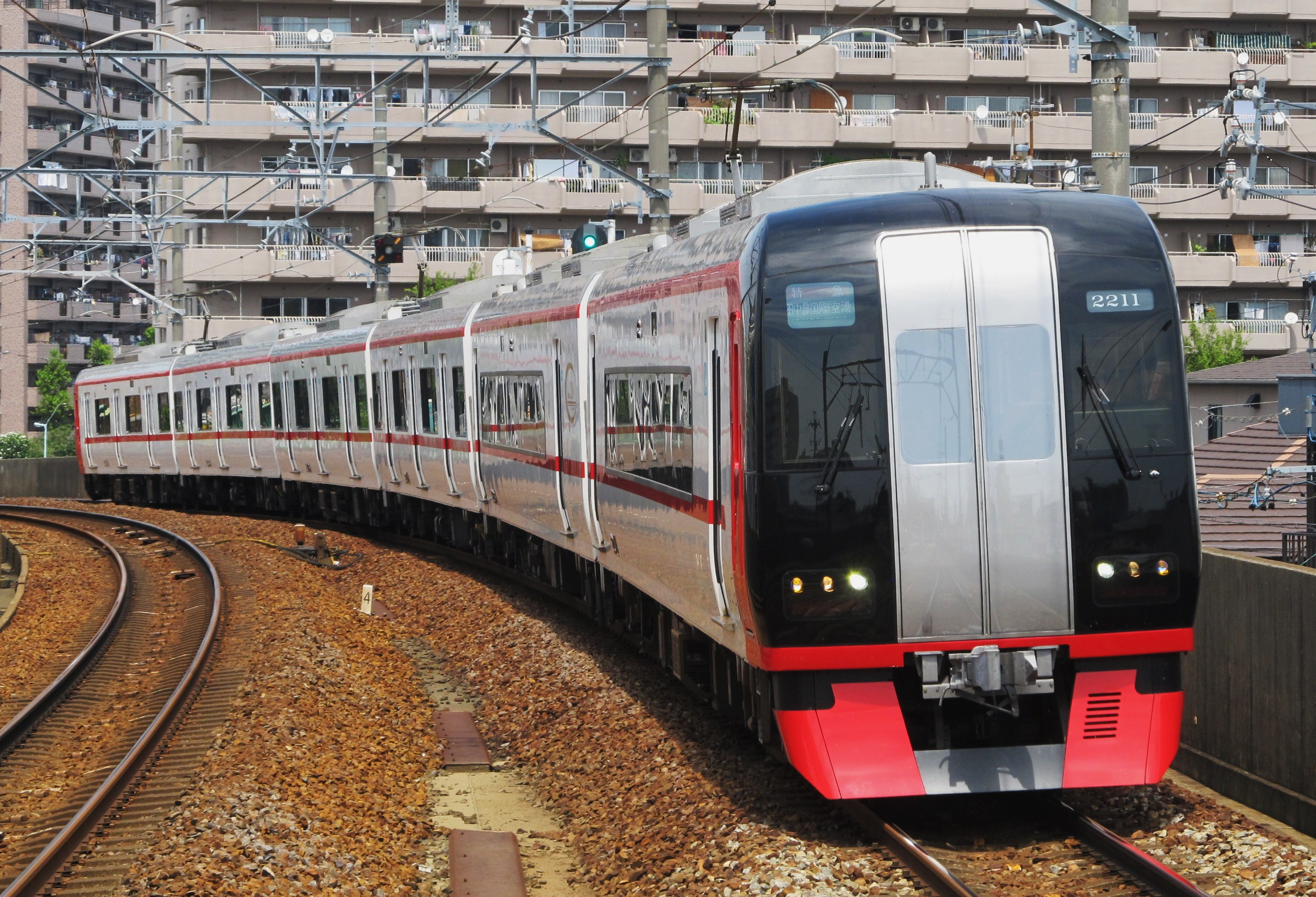
2200系

ミュースカイ（旧・全車特別車「快速特急」）と同様、2005年1月の改正で登場した系統で、ミュースカイとあわせて『空港特急』とよく呼ばれている。名古屋本線西部と常滑線・空港線（名鉄岐阜駅 - 名鉄名古屋駅 - 中部国際空港駅）とを結ぶほか、1往復だけ犬山線の新鵜沼駅発着列車（280列車、423列車）が設定されている（休日は271列車の終着便のみ）。
空港連絡を目的に設定された本系統だが、空港線開業以前にも1992年ダイヤ改正から前身というべき「特急」が存在し、昼間の運行はなく、午前中と夕方以降に運行していた。同列車は、常滑線内では太田川駅は全列車停車し、午前中の常滑発及び夕方以降の常滑行きは尾張横須賀駅・朝倉駅・新舞子駅・大野町駅に停車していた（尾張横須賀駅と新舞子駅は2000年ダイヤ改正から停車。榎戸駅 - 常滑駅間休止中は榎戸駅にも停車）。2005年改正で大野町駅をのぞく各駅が標準停車駅となって全列車停車となり、大野町駅は特急通過駅に降格した。また、1997年から2001年には北アルプス号の間合い運用でキハ8500系の運用も存在した。2011年以降、この系統には特別停車駅はない。
登場当初は約半数が豊橋方面直通となっており、昼間帯は岐阜方面、豊橋方面が各1本ずつ運転されていた。2006年4月のダイヤ改正から2008年12月のダイヤ改正までは、夕方以降の列車は名鉄名古屋駅発着（2006年4月までは金山駅発着）だったが、この場合も、名古屋本線の一部特別車の特急との接続は、同方向ならば金山駅または神宮前駅で2分待つのみであった。なお、金山駅発着のものはその後も2011年3月改正まで平日朝に1往復設定されていた。
2008年12月の改正で豊橋方面直通系統が削減され、名古屋本線・常滑線・空港線の名鉄岐阜駅 - 中部国際空港駅間の運行に統一された。これにより昼間帯の運行本数は毎時2本に増発された。また、この改正で全車一般車特急が快速急行に変更され、いったん消滅した。
2011年3月の改正では朝間帯のミュースカイが増発されたため、それに対応する形で平日朝ラッシュにおける本系統の運行を取り止め、上述の快速急行を増発することで対応した（空港行きのみ。空港発はミュースカイの特急停車駅への特別停車で対応）。一方で、夜間に存在した中部国際空港発金山行き快速急行を、名鉄岐阜行きに改めたうえで全車一般車特急（441列車）とし、本系統における全車一般車特急を復活させた。
車両編成数は基本的に6両編成である。平日夕ラッシュ時には8両編成での運転も一部で見られるが、夕方の岐阜行きは太田川駅で岐阜方に2両増結という措置がとられていて、夕ラッシュ時の岐阜行きは名鉄岐阜駅到着後に増結した2両を切り離す。このため、空港発はすべて太田川駅以南は6両で運転され、空港行きで8両編成で運転されるのは前述の平日朝の新鵜沼駅発の1本のみである。この列車は常滑線・空港線内の停車駅でホームが8両まで対応している駅が神宮前・太田川・常滑・中部国際空港の4駅のみのため（新舞子駅は上りのみ8両対応）、その他の駅では後ろ2両（7・8号車）はドアカットを行う。常滑線内停車駅のホーム長の関係上、ミュースカイや本線特急のような繁忙期の車両増結は行われず、後述のように臨時列車を増発して対応することが多い。
車両は、基本的に2200系で運転され、平日のラッシュ時の増結車には3100・3150・9100系が使われる。2007年6月30日のダイヤ改正から2008年12月27日ダイヤ改正前における夕方以降の名鉄名古屋発着列車もすべて2200系での運行となっていた。また、2007年6月改正までは一部の列車が1200系で運転されていた。
2019年以降、愛知県国際展示場（Aichi Sky Expo）でイベントが開催される際に全車一般車特急および快速急行が名鉄名古屋駅・金山駅 - 中部国際空港駅間に臨時で設定されることがある。
停車駅
名鉄岐阜駅発着：名鉄岐阜駅 - 笠松駅 - 新木曽川駅 - 名鉄一宮駅 - 国府宮駅 - 名鉄名古屋駅 - 金山駅 - 神宮前駅 - 太田川駅 - 尾張横須賀駅 - 朝倉駅 - 新舞子駅 - 常滑駅 - 中部国際空港駅
新鵜沼駅発着：新鵜沼駅 - 犬山遊園駅 - 犬山駅 - 柏森駅 - 江南駅 - 岩倉駅 - 名鉄名古屋駅 - 金山駅 - 神宮前駅 - 太田川駅 - 尾張横須賀駅 - 朝倉駅 - 新舞子駅 - 常滑駅 - 中部国際空港駅

### 河和線方面（特急）
有料座席指定特急の端緒となった系統である。

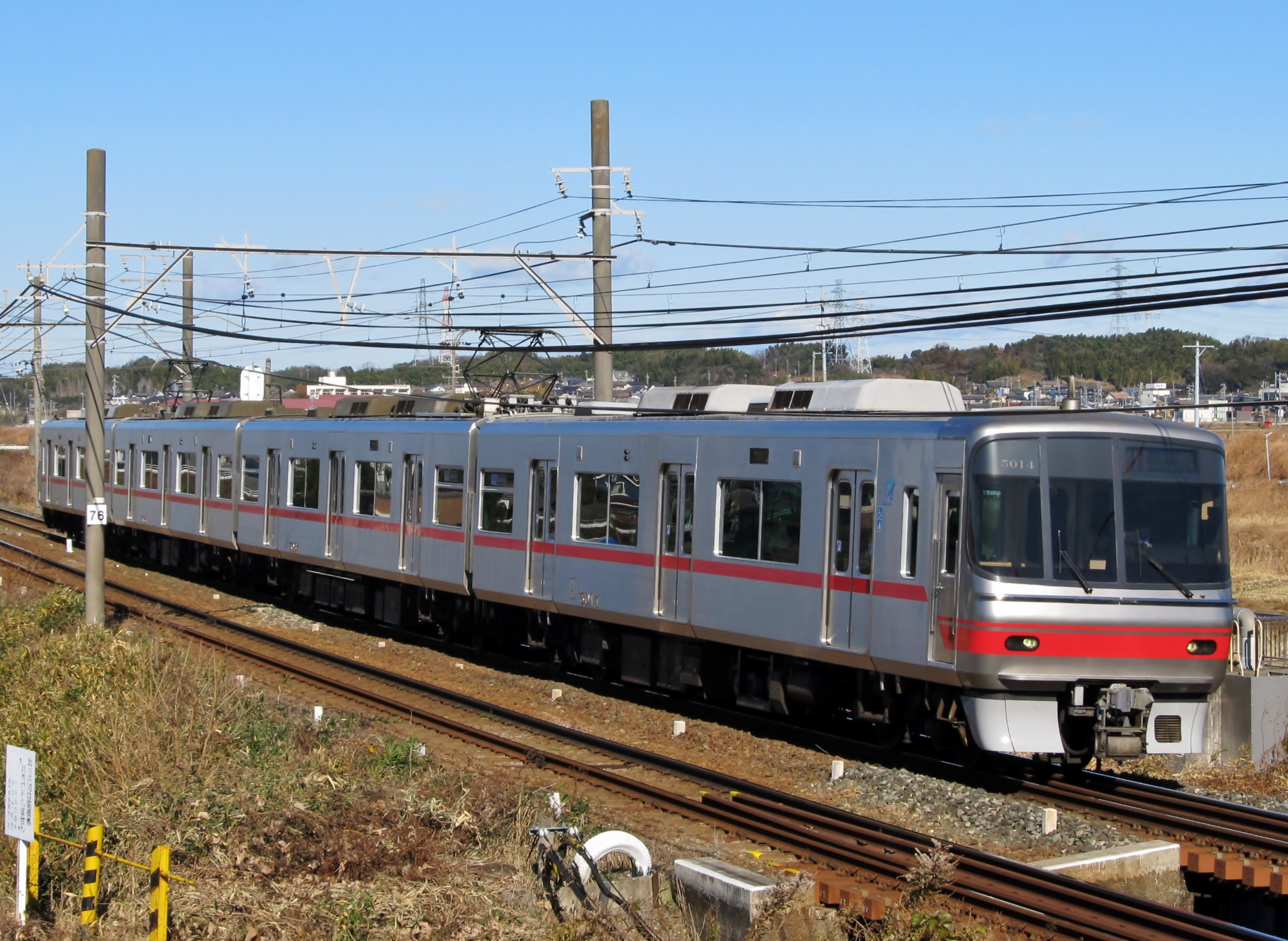
5000系

名鉄名古屋駅 - 河和駅間を30分間隔で運転され、平日昼間帯の列車が全車一般車で運転されるほかは一部特別車で運転されている（早朝・深夜帯にのみ知多新線内海駅発着となる列車がある）。また、朝と深夜には名古屋本線や犬山線との直通列車が存在するほか、平日の夕方のみ（17時台 - 20時台）津島線・尾西線の佐屋駅まで延長運転され、津島線・尾西線唯一の特急運転を実施している（折り返しは名鉄名古屋方面へ回送される）。深夜帯の上り2本は金山駅止まりとなる。
河和線の特急運転は戦前の知多鉄道時代から実施されていた。名鉄合併後は取り止められたが、1953年3月22日には3900系を使用した臨時特急「南知多号」が運転され、1964年9月からは定期運転の特急列車が復活した。なお、1961年7月23日に運転された海水浴特急「内海号」（5500系使用）は名鉄における初の有料座席指定特急となった。
以降も海水浴シーズンには「南知多号」「内海号」「ヤングビーチ号」などといった臨時特急が運転され、知多新線開業後は内海方面にも設定された。また、1990年代までは河和行きと内海行きを併結した列車も運転され、このときには知多半田駅で分割していた。列車愛称は定期列車にも付与され、1999年5月改正以前にみられた、7000系や7700系の白帯車による新鵜沼行き列車には犬山、新可児行き列車には日本ラインなどと表示されていた。
2005年1月の改正以前は河和発着、内海発着ともに新鵜沼駅まで直通運転されており、2007年6月改正まではすべて全車指定席車（全車特別車）で運転されていた。これが2007年6月の改正で新鵜沼駅 - 河和駅間（一部特別車）、名鉄名古屋駅 - 内海駅間（全車特別車）とするパターンに変更され、2008年12月の改正では昼間帯の運転を河和発着に統一、列車はすべて一部特別車に整理された。この改正で阿久比駅と青山駅が特急停車駅に昇格し、旧来の特急を「快速特急」としたが、快速特急は平日の朝数本のみの設定に留まった。その後、2011年3月の改正で「快速特急」は廃止され、運転系統も2008年改正以前のように河和・内海発着を交互に運転するパターンが基本となったが、2023年3月の改正で内海駅発着の列車は再び削減され、早朝・深夜の数本を除いて河和駅発着に統一された。
一部特別車特急は1200系、2200系による6両編成で運用される。2008年12月の改正より運転されている佐屋行きの列車は全て6両編成であり、津島線・尾西線内において特急列車のドアカットは行われない。こちらも1200系、2200系によって運行されていたが、2024年3月改正以降は基本的に1200系で運用される。全車特別車時代には1000系が使用されたほか、1999年5月改正から2005年1月改正までは一部の列車に1600系も使用されていた。
全車一般車特急は4両編成であり、3300系、3500系、3700系、5000系、6000系、6500系、9500系といった4両固定編成か、3100系、3150系、6800系、9100系といった2両編成車両の連結によって運用される。かつては1800系・1850系（2015年6月の運用変更まで）、5700系・5300系（2019年3月のダイヤ改正まで）による運用もあった。
2009・2010年夏の尾張津島天王祭開催時は、本来名古屋発の内海行きを1本だけ津島発に変更して対応した。
停車駅（河和線系統）
名鉄岐阜駅発着：名鉄岐阜駅 - 笠松駅 - 新木曽川駅 - 名鉄一宮駅 - 国府宮駅 - （須ヶ口駅） - 名鉄名古屋駅 - 金山駅 - 神宮前駅 - 太田川駅 - （南加木屋駅） - （巽ヶ丘駅） - 阿久比駅 - （住吉町駅） - 知多半田駅 - 青山駅 - 知多武豊駅 - 富貴駅 - 河和口駅 - 河和駅
新鵜沼駅発着：新鵜沼駅 - 犬山遊園駅 - 犬山駅 - 柏森駅 - 江南駅 - 岩倉駅 - 名鉄名古屋駅 - 金山駅 - 神宮前駅 - 太田川駅 - （南加木屋駅） - （巽ヶ丘駅） - 阿久比駅 - 知多半田駅 - 青山駅 - 知多武豊駅 - 富貴駅 - 河和口駅 - 河和駅
佐屋駅終着：佐屋駅 ← 日比野駅 ← 津島駅 ← 勝幡駅 ← 木田駅 ← 甚目寺駅 ← 須ヶ口駅※ ← 名鉄名古屋駅 ← 金山駅 ← 神宮前駅 ← 太田川駅 ← 阿久比駅 ← 知多半田駅 ← 青山駅 ← 知多武豊駅 ← 富貴駅 ← 河和口駅 ← 河和駅
- （　）は特別停車駅。
- ※津島線直通系統の須ヶ口駅は標準停車駅扱い。
- 平日朝に須ヶ口駅終着の特急が1本（279列車）設定されている。
- 南加木屋駅と巽ヶ丘駅には朝間帯の上りと夕方以降の下り列車が特別停車する。例外として、朝間帯の下りに1本だけ両駅に加えて住吉町駅にも停車する列車（276列車）が存在する。

停車駅（知多新線系統）
新鵜沼駅発着：新鵜沼駅 - 犬山遊園駅 - 犬山駅 - 柏森駅 - 江南駅 - 岩倉駅 - 名鉄名古屋駅 - 金山駅 - 神宮前駅 - 太田川駅 - （南加木屋駅） - （巽ヶ丘駅） - 阿久比駅 - 知多半田駅 - 青山駅 - 知多武豊駅 - 富貴駅 - 上野間駅 - 美浜緑苑駅 - 知多奥田駅 - 野間駅 - 内海駅
名鉄岐阜駅終着：名鉄岐阜駅 ← 笠松駅 ← 新木曽川駅 ← 名鉄一宮駅 ← 国府宮駅 ← 名鉄名古屋駅 ← 金山駅 ← 神宮前駅 ← 太田川駅 ← （南加木屋駅） ← （巽ヶ丘駅） ← 阿久比駅 ← 知多半田駅 ← 青山駅 ← 知多武豊駅 ← 富貴駅 ← 上野間駅 ← 美浜緑苑駅 ← 知多奥田駅 ← 野間駅 ← 内海駅
- （　）は特別停車駅。

平日・休日ともに早朝に内海駅始発が2本、夜間に内海駅終着が2本設定されている。この8本は全て南加木屋駅と巽ヶ丘駅に特別停車する。

### 西尾線方面（特急）

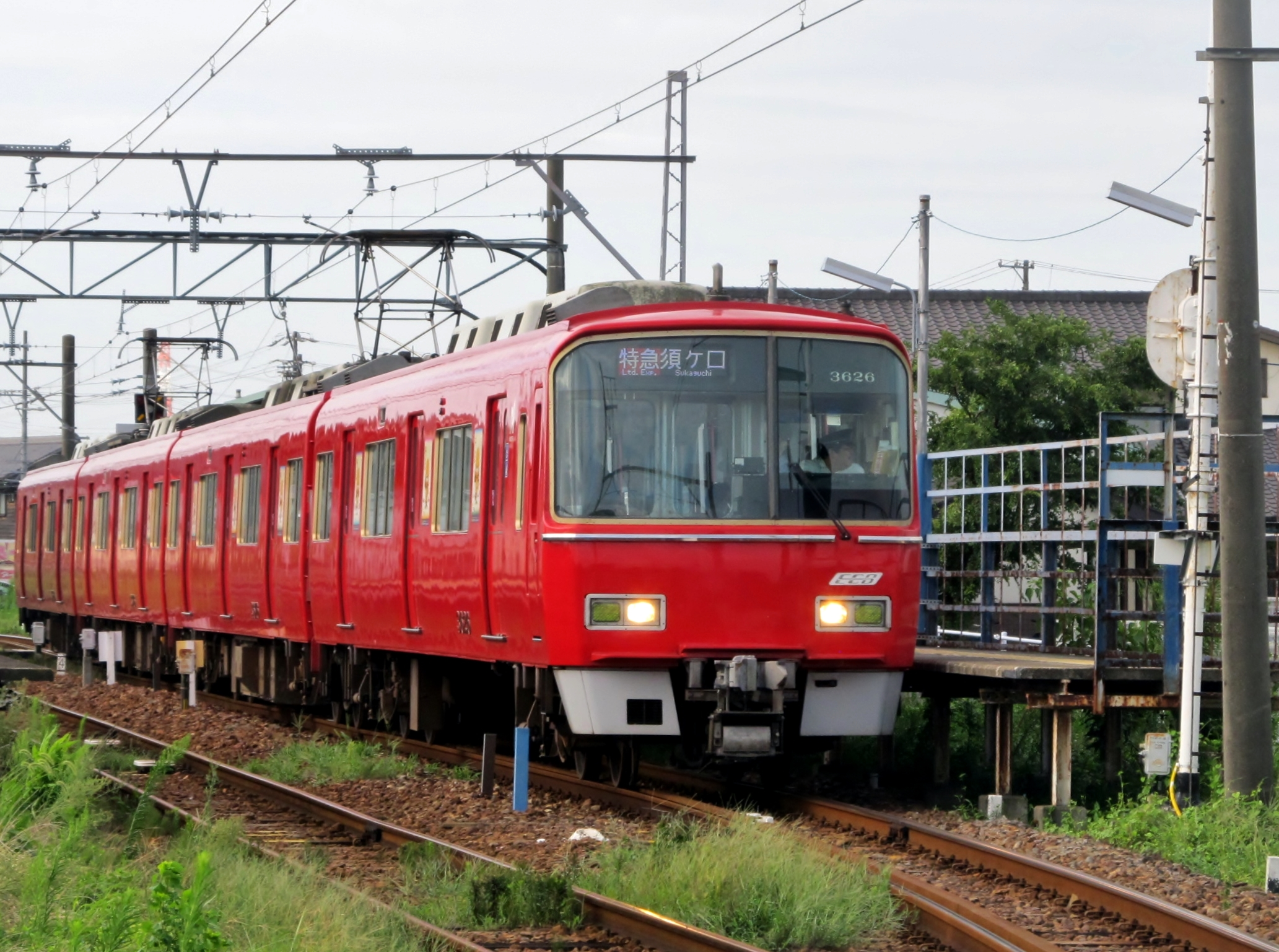
3500系

現在は平日早朝の285列車（吉良吉田駅始発、須ヶ口駅行き、全車一般車特急）1本のみが設定されている。2023年3月改正以前の285列車は一部特別車で西尾駅始発であったほか、休日にも名鉄名古屋駅行きとして存在した。285列車は2008年6月改正で往復1本体制となる前から全車指定席車（全車特別車）として運転されており、当時標準停車駅だった西幡豆駅、上横須賀駅、米津駅の3駅や碧海桜井駅（現、桜井駅）を特別通過していた（平日のみ。1999年以前は知立駅も通過）。
現行ダイヤでは上り方面に設定はないが、2023年3月改正までは名鉄名古屋23:08発の西尾行き（434列車）が終日運行されていた（2008年12月改正時から2011年3月改正までは424列車で、始発駅も新鵜沼駅であった）。
西尾線・蒲郡線の特急運転は1958年3月10日に運転された観光特急「いでゆ号」（複電圧車3600形を使用）から始まった。これは同年4月に誕生した三河湾国定公園への観光輸送を目的に設定されたもので、1500V昇圧後は5500系を使用し、「三ヶ根号」に名を変えて運転された。1964年9月改正からは名称を再度「三河湾号」に変更して毎日運転されるようになった。
当初は栄生駅 - 蒲郡駅間に1日2往復のみ設定されていたが、1966年3月からは昼間帯に毎時2本設定されるようになり、直通先も本線西部、津島線と変遷したのち、1969年7月改正からは犬山線・広見線（一部は各務原線）方面へ直通するようになった。この改正で三河湾と日本ラインという2つの観光地を直結する特急ルートが確立され、蒲郡線は観光路線としての絶頂期を迎えた。
以降は運転本数の削減が進み、1992年11月の改正で蒲郡線内の特急は1日1往復に減便された。また、この改正で西尾線特急（毎時1本）は基本的に津島線・尾西線に乗り入れて佐屋駅まで直通するようになり、このパターンが2008年6月改正まで継続された。標準停車駅は形原駅、西浦駅、東幡豆駅、西幡豆駅、吉良吉田駅、上横須賀駅、西尾駅、米津駅、碧海桜井駅、南安城駅で、本線では鳴海駅に特別停車（2005年1月改正以前）し、直通先の津島線・尾西線では木田駅、勝幡駅、津島駅、日比野駅に停車していた（木田、勝幡の2駅は2001年に標準停車駅昇格）。その後、蒲郡線の特急は2005年1月の改正で廃止され、西尾線の特急も2008年6月改正で上述した1往復を除いて消滅し、現行体制に至った。
なお、特急がなくなった穴埋めとしてそれまで西尾駅 - 佐屋駅間に毎時1往復設定されていた急行を毎時2往復に増発し、西尾から吉良吉田まで運転区間が延長された。
使用車両は3300系、3500系、3700系、9500系による4両固定編成である。全車指定席車（全車特別車）時代には7000系白帯車（1999年まで）や7700系（7000系増結用）、8800系（1992年 - 2005年）、1000系（1989年 - 2000年、2005年 - 2008年）、1600系（1999年 - 2008年）が使用された。このうち1000系は吉良吉田駅のホームの都合上、西尾以南の運転に使用することができなかったため、8800系が引退した2005年以降、吉良吉田駅発着の列車はすべて1600系を使用していた。また6両編成の285列車には8800系（引退後は1600系）が充当された。2005年以降は1600系が検査などで離脱した際に2000系が代走に入ったこともある。2005年までは8800系が使用されていたため、他の特急が120km/hで運行する名古屋本線内でも最高速度は110km/hのままであった。
2008年6月改正から2023年3月改正までの一部特別車特急時代は通常1200系6両編成が充当され、夜の西尾行きが西尾駅で停泊後、翌朝の須ケ口行き（休日は名古屋行き）として折り返していた。改正後に全車一般車特急となった後は新安城6:45発の普通吉良吉田行きの折り返しが充当される。
停車駅
（須ヶ口駅） ← 名鉄名古屋駅 ← 金山駅 ← 神宮前駅 ← 知立駅 ← 新安城駅 ← 南安城駅 ← 桜井駅 ← 西尾駅 ← 福地駅 ← 上横須賀駅 ← 吉良吉田駅
- （　）は特別停車駅。

### 豊川線方面（快速特急・特急）

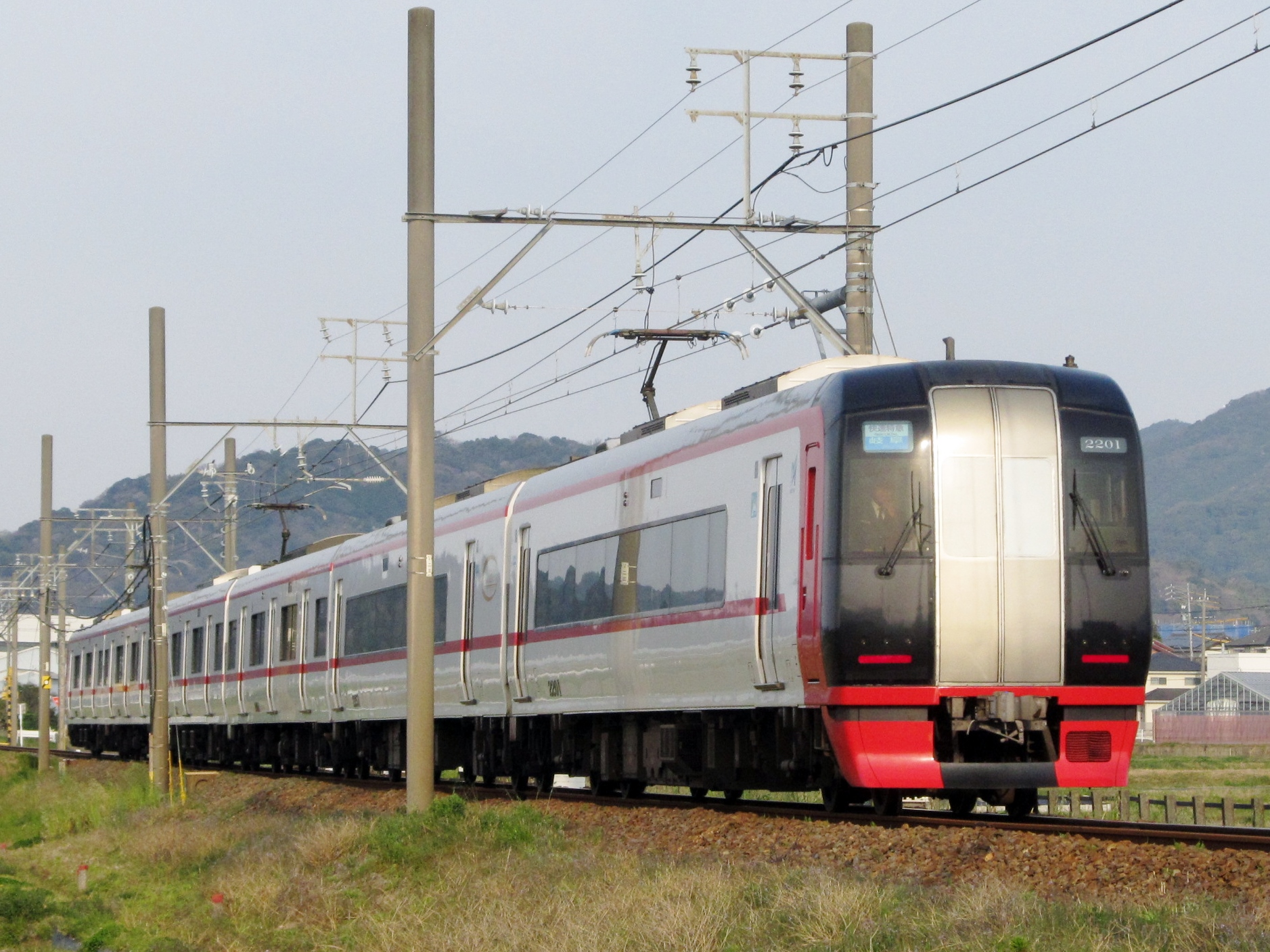
2200系

平日早朝の下りに快速特急（83列車）および特急（91列車）が各1本設定されている。両列車の違いは新安城駅に停車するか否かで、いずれも本宿駅と美合駅に特別停車する。設定当初は2本とも快速特急だったが、2011年12月の改正より91列車が特急に変更された。当該列車は国府駅で伊奈駅発の普通と接続する。
現在は豊川線内各駅が快速特急停車駅となっているが、2023年3月改正までは急行標準停車駅であり、始発駅の豊川稲荷駅を含む豊川線内各駅の特急・快速特急は特別停車扱いであった。
2005年1月のダイヤ改正以前には朝と夜の数本のみだが新岐阜駅・新鵜沼駅・新名古屋駅 - 豊川稲荷駅間に定期特急が毎時1本、全車特別車で運転されていた。全車特別車特急の設定はその後削減され、2008年12月の改正以前の段階では平日1往復のみ（412列車、283列車）になっていた。全車特別車特急は基本的に1000系によって運用されており、1600系による運用はごくわずかだった。なお、豊川線ではホームが6両までしか対応していないため、豊川線内で1000系の重連運用はできなかった（平日朝に見られた豊川稲荷発の8両編成の特急は、国府で増結していた）。
このほか、2005年1月改正から2011年3月改正までは平日朝のみ一部特別車特急が1往復（66列車→64列車、93列車）設定されていた。2008年12月改正当時は93列車のみ美合駅に特別停車していたが、上下列車とも豊川線内では諏訪町駅にのみ停車していた。この時の車両は2200系または1700‐2300系による6両編成で運用された。
2005年までは正月シーズン（1月1日から2月11日まで。2005年はダイヤ改正前日の1月28日までだった）に臨時特急（全車特別車）が各地（名鉄名古屋駅・名鉄岐阜駅・新鵜沼駅・新可児駅・佐屋駅）と豊川稲荷駅との間に多数設定されていた（1977年改正前の座席特急時代も含む）。かつては知立駅・東岡崎駅を通過するものもあった。また、1999年の正月までは7000系4連+7700系2連の白帯車6両編成の特急も頻繁に見かけることができたが、2006年以降は設定されていない。
停車駅（快速特急）
名鉄岐阜駅 ← 笠松駅 ← 新木曽川駅 ← 名鉄一宮駅 ← 国府宮駅 ← 名鉄名古屋駅 ← 金山駅 ← 神宮前駅 ← 知立駅 ← 東岡崎駅 ← （美合駅） ← （本宿駅） ← 国府駅※ ← 八幡駅 ← 諏訪町駅 ← 稲荷口駅 ← 豊川稲荷駅
停車駅（特急）
名鉄岐阜駅 ← 笠松駅 ← 新木曽川駅 ← 名鉄一宮駅 ← 国府宮駅 ← 名鉄名古屋駅 ← 金山駅 ← 神宮前駅 ← 知立駅 ← 新安城駅 ← 東岡崎駅 ← （美合駅） ← （本宿駅） ← 国府駅 ← 八幡駅 ← 諏訪町駅 ← 稲荷口駅 ← 豊川稲荷駅
- （　）は特別停車駅。
- ※豊川線始発系統の国府駅は標準停車駅扱い。

### 臨時系統
1990年代半ばまでは海水浴シーズン（7月中旬から8月中旬まで）に臨時特急（全車特別車）が各地（新名古屋駅・新岐阜駅・新鵜沼駅・新可児駅・佐屋駅・森上駅）と河和・内海駅との間に多数設定されていた。太田川駅・知多半田駅・知多武豊駅を通過するものもあった。河和から名古屋方面行きでは富貴駅を通過するものもあった。
各務原線 - 広見線（ミュースカイ）
毎年夏に開催される全国選抜長良川中日花火大会と長良川全国花火大会の日の夜、各務原線経由で名鉄岐阜発新可児行きのミュースカイが片道1本のみ臨時運行される。この列車は従来は特急であったが、2009年度からはミュースカイに変更となった。2011年現在は他の系統と同じく2000系で運転されるが、特急だったころは1000系や7000系白帯車で運転されており、すべて全車特別車（1999年以前は全車指定席）であった。2012年度以降は設定されていない。
各務原線内の停車駅は急行停車駅から切通駅を除いたもので岐阜駅 - 犬山駅間の所要時分は急行とあまり変わらない。広見線内の停車駅は、定期運行されている「ミュースカイ」・「特急」と同じである。かつては花フェスタ95ぎふが開催されたときなどに新可児発岐阜行きの臨時特急も運転され、六軒駅と名電各務原駅と可児川駅を通過していたこともある。名鉄名古屋駅や金山駅を通らない珍しい特急である。
なお、2008年8月30日には臨時列車として当時7000系の元白帯車で唯一現存していた7011編成により、岐阜発新可児行きの全車一般車特急「日本ライン号」が運転された（このときは各務原線内は三柿野駅のみ停車）。
停車駅
名鉄岐阜駅 - 新那加駅 - 各務原市役所前駅 - 六軒駅 - 三柿野駅 - 名電各務原駅 - 新鵜沼駅 - 犬山遊園駅 - 犬山駅 - 西可児駅 - 可児川駅 - 日本ライン今渡駅 - 新可児駅

## かつて運行された特急
高山本線との直通運転については「高山本線直通列車」の項を参照のこと。

### 超特急「あさひ」

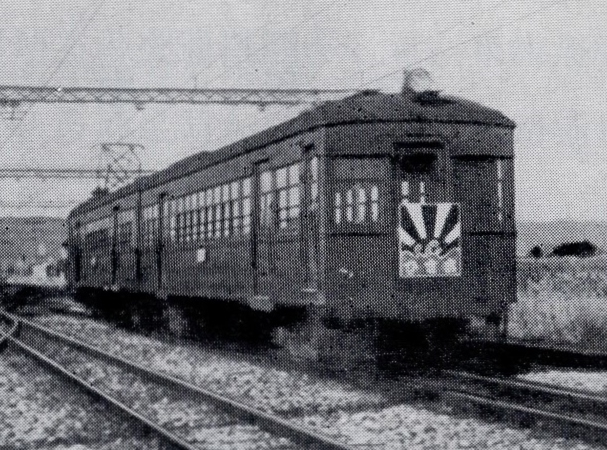
デハ3300形

名古屋本線東部（豊橋線）を建設した愛知電気鉄道（愛電）が太平洋戦争前に運行していた列車で、1日1往復のみ設定されていた。
愛電は1927年（昭和2年）から神宮前駅 - 吉田（現・豊橋）駅間を特急63分、急行72分で結ぶ高速運転を実施していたが、1930年（昭和5年）9月20日のダイヤ改正で特急を所要60分、急行を所要70分に短縮した上に、特急と同じ停車駅ながら3分速い所要57分で全線を走破する「超特急」を上位種別として新たに設定した。運用にはデハ3300形が使用された。超特急の表定速度は65.7 km/hに達し、当時は日本一の速度を誇っていた。
当初この列車に愛称はなかったが、同年10月1日より鉄道省で運行開始された「燕」号がツバメのテールマークを掲げていたことに倣い、「あさひ」の愛称と朝日（旭日）のヘッドマークが後に用意された。
停車駅（当時の特急と同じ）
神宮前駅 - 堀田駅 - 新知立駅 - 東岡崎駅 - 伊奈駅 - 吉田駅
「超特急」の列車種別を掲げた運行は1935年（昭和10年）頃までで、1936年（昭和11年）時点のダイヤでは特急に統合されていた。

### 三河線特急
かつては三河線にも特急が設定されていた。

3700系

三河線と名古屋本線との直通運転が開始されたのは1950年9月改正からで、この時に大浜港駅 - 新岐阜駅間の直通特急（三河線内は普通）が1日2往復設定された。これは1950年10月から運行開始された東海道本線の快速列車に対抗するため、国鉄に先んじて設定されたものだったが、この時点ではまだ知立駅が現在の配線になっておらず、直通運転は知立連絡線を介して実施しており、列車の折り返しに8分を要していた。また、車両は三河線で使用されていたHL車を使用した。この直通運転は好評で、1955年9月改正からは三河平坂駅、猿投駅始発も登場し、山線からの直通運転も実現した。
1959年4月1日に現在の知立駅が開業し、配線が変更された。この変更で三河線と名古屋本線との直通運転が容易になったため、同時に実施したダイヤ改正で碧南駅（一部は三河吉田駅） - 栄生駅間の直通特急（三河線内は急行）が昼間帯に毎時1本設定された。
1964年9月改正からは運転区間を碧南駅 - 新一宮駅間（三河線内は各駅停車）に、列車を5000系・5200系に変更し、「快速特急」の標示板を掲げて運転された。種別ではなく愛称としてだが、この列車が「快速特急」という名称を名鉄で初めて使用した事例となった。
1966年3月改正からは三河線内でも特急運転を開始し、引き続き「快速特急」を掲げて運転された。特急運転区間は碧南駅 - 知立駅、知立駅 - 豊田市駅間で、吉良吉田駅 - 碧南駅、豊田市駅 - 西中金駅間は各駅に停車した。1968年8月改正からは刈谷市駅（1969年7月改正からは三河高浜駅）始発着列車が毎時2本新設され、津島線、尾西線（弥富・森上方面）へと直通運転するようになった（森上方面は1969年7月改正から津島駅以北を準急に種別変更）。
三河線の特急運転は1960年代が最盛期で、以降は本数削減に転じていく。1974年9月改正で朝夕の津島行き特急（三河線内普通、津島線内急行）などを残して直通特急が大減便され、1977年3月改正で定期特急は全廃された。
三河線の臨時特急としては、臨時急行「かえで号」（三河線内の停車駅は豊田市駅、平戸橋駅のみ）を特急化した「かえで号」が1967年から三河線西中金方面に運転されていたほか、1970年以降は「みかわ号」「ラインパーク号」などといった三河線・犬山線直通の座席指定特急が季節運転されていた。
季節臨時特急の停車駅（1984年3月20日改正）
豊田市駅 → 上挙母駅 → 土橋駅 → 若林駅 → 知立駅（碧南始発列車と併結）
碧南駅 → 碧南中央駅 → 新川町駅 → 北新川駅 → 高浜港駅 → 三河高浜駅 → 小垣江駅 → 刈谷市駅 → 刈谷駅 → 知立駅（豊田市始発列車と併結）
知立駅 - 鳴海駅 - 神宮前駅 - 金山橋駅 - 新名古屋駅 - 江南駅 - 犬山駅 - 犬山遊園駅 - 新鵜沼駅
- 三河線内の特急運転は往路（碧南・豊田市駅始発）のみで、復路（碧南・猿投駅終着）は知立駅から普通に種別変更された。

三河線・犬山線直通の季節臨時特急は列車名を変えながら1991年10月まで（碧南方面は1990年12月まで）運転されており、初期の『名鉄電車・バス時刻表』には季節運転ダイヤが掲載されていた。

### 「たかやま」・「北アルプス」の間合い運用特急
「たかやま」の間合い運用として、キハ8000系を使用した座席指定特急が1965年12月改正で新設された。以後、同列車による間合い運用特急が1988年まで設定され、後継車両のキハ8500系による間合い運用も1991年5月改正から1993年8月改正まで、および1995年4月改正から「北アルプス」が廃止された2001年まで設定されていた。なお、名鉄線内での間合い運用では自由席車を含めた「全車特別車（1990年までは座席指定特急、1999年までは全車指定席）」として運行された。
キハ8000系のころは原則としてヘッドマークを無表示としていたが、「犬山うかい」号のみ専用の愛称板が用意されていた。キハ8500系では前面の「北アルプス」の表示が通常の操作では変更できないため、間合い運用中も「北アルプス」の表示を掲示していた。また、北アルプスでは喫煙車となっていた車両（キハ8500系の場合は2号車）も間合い運用では全車禁煙であった。
定期運用はなかったが、正月の初詣臨時特急としてキハ8000系が豊川線豊川稲荷駅まで乗り入れたことがある。
- 1965年12月30日改正 - 新名古屋駅 - 豊橋駅間に朝1往復の座席確保の特急列車（ディーゼル特急）を設定[85]。高山本線では通常行われない、8両編成での運行も見られた。この豊橋駅発着のディーゼル特急は表定速度の低さをカバーするため、知立駅を通過していたことがある。
- 1966年3月25日改正 - 同区間の夕方にも1往復設定。6両編成での運行も見られた[54]。
- 1966年7月1日改定 - 社線内運行のディーゼル特急に一等運賃・料金を設定[84]。
- 1969年8月31日改定 - 「たかやま」のグリーン車（同年5月10日に一等車を改称）の連結取りやめにより、グリーン運賃（同、一等運賃）を廃止[84]。
- 1973年11月12日改正 - 夕方の運行を神宮前駅 - 津島駅間片道1本に変更[84]。
- 1975年9月16日改正 - 夕方の運行を神宮前駅 - 新鵜沼駅間1往復に変更[84]。
- 1976年6月1日 - 上記列車を夏季は「犬山うかい」として運行（1981年6月1日からは絵入りヘッドマークを使用）[84]。
- 1988年7月8日改正 - 自社線内間合い運用が1000系に置き換えられて消滅[83]。
- 1991年5月20日改正 - キハ8500系による間合い運用特急を新設。朝の東岡崎駅 - 金山駅間上り1本、夕方の神宮前駅 - 犬山駅間下り1本に変更。後に前者は東岡崎駅 - 新名古屋駅間の運行となり、朝に新名古屋駅 - 東岡崎駅間1本を追加設定[84]。
- 1992年11月24日改正 - 新名古屋駅 - 東岡崎駅間2往復（朝・夕各1往復）となる。なお夕方の新名古屋発東岡崎行き列車は「北アルプス」を延長運転する形態となった（料金制度上は別列車）[84]。
- 1993年8月12日改正 - 間合い運用を廃止[84]。
- 1997年4月5日改正 - 間合い運用の特急が復活。朝に新岐阜駅 - 常滑駅間1本と常滑駅 - 金山駅間1本を設定[84][注釈 13]。
- 2001年10月1日改正 - 「北アルプス」の廃止に伴い、間合い運用の特急も消滅[84][注釈 14]。

### 瀬戸線特急

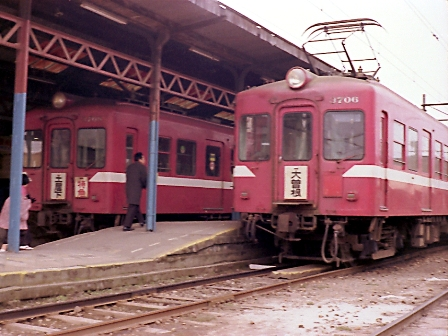
尾張瀬戸駅に停車中の土居下行き特急と大曽根行き普通（1977年）

名鉄路線網の中では孤立路線となっている瀬戸線にも1966年3月改正から1977年3月改正までの間、料金不要の「特急」列車が存在していた。運転区間は当時の名古屋側のターミナル駅であった大津町 - 尾張瀬戸駅（平日朝ラッシュ時のみ堀川駅まで運転）間で、クロスシートを装備した900形-2300形（3編成、後に900形-2320形の4編成も加わる）に、パノラマカーと同様の「逆さ富士」型行先・種別表示器とミュージックホーンを取り付け、スカーレットに白帯の特急用塗装を施して運行していた。1973年（昭和48年）には、本線で運行していたHL制御車の3700系（5編成）を600V仕様に改造し、900形と同様の塗装に変更して使用した（「逆さ富士」などは取り付けていない）。編成は普通列車と同じく2両編成で、全区間の所要時間は約30分であった。1977年3月改正で、本線系統各線では座席指定特急以外の特急が「高速」に改称されたが、瀬戸線では「急行」に改称され、瀬戸線特急は消滅した。
停車駅
堀川駅 - 大津町駅（廃止後は土居下駅） - 大曽根駅 - 三郷駅 - 尾張瀬戸駅
- 堀川駅 - 大津町駅間は平日朝ラッシュ時のみ設定。

なお、上記の特急用塗装は本線用の各車両と同時期にスカーレット一色へ塗り替えが進められ、1978年（昭和53年）3月の瀬戸線1,500V昇圧時に900形などの廃車によって白帯塗装の車両は一旦消滅したが、1982年（昭和57年）の7000系「特急専用車」改造に際し、再び特急用塗装の通称「白帯車」として復活した。

### 各線に特急があった時代

特急系統図（1970年10月1日）

1967年8月改正から1974年9月白紙改正（一部路線・時間帯では1970年12月改正）までの間は「急行」を廃止して「特急」・「準急」・「普通」の3本立てによる輸送を行っており、名古屋本線と直通輸送を行っている各線（西尾線・蒲郡線・三河線・常滑線・河和線・各務原線・広見線・八百津線・犬山線・津島線・尾西線）や廃止された挙母線に、それまでの「急行」に代わって「特急」が日中毎時1 - 4本設定されていた。停車パターンは複雑で、運転系統によって特別停車や特別通過が頻発し、ペアを組む支線の組み合わせもダイヤ改正で大胆に変更された。
これら支線直通特急には7000系・7700系や5500系などの特急用車両に限らず、もともとは支線への直通特急用として造られた吊り掛け駆動の7300系や3780系をはじめとして旧型車（AL車・HL車）のほとんども日常的に使用されていた。ただし、座席指定制の特急には旧型車は使用されず、高性能車・冷房車・クロスシート車など一定の条件を満たした車両のみを使用していた。
この特急政策はモータリゼーションが急速に進行していた名古屋都市圏に対し、速達性を最重要視することで鉄道利用の巻き返しを図るべく実施されたものだった。しかし、普通停車駅の停車本数が2時間に1本になるなど、小駅の利便性が犠牲になっており、目的の駅に向かうのに反対方面の優等停車駅からUターンした方が早いなどといったダイヤに批判が相次いだ。主要駅間の速達性、利便性確保の点では一定の成果があったものの、全体的には小駅利用客の鉄道離れがより目立つ結果となり、1970年（昭和45年）12月改正以降は普通列車の増発、「急行」の復活、支線区の特急廃止といった方針転換を迫られることになる。

#### 停車駅
1967年（昭和42年）8月22日改正（尾西線（森上方面）のみ1968年（昭和43年）5月12日改正）
名古屋本線
新岐阜駅 - 新一宮駅 - 新名古屋駅 - 金山橋駅 - 神宮前駅 - 知立駅 - 東岡崎駅 - 豊橋駅
名古屋本線・常滑線/河和線
新岐阜駅 → 新一宮駅 → 新名古屋駅 → 金山橋駅 → 神宮前駅 → 太田川駅 → 知多半田駅 → 知多武豊駅 → 河和駅
新岐阜駅 ← 新一宮駅 ← 新名古屋駅 ← 金山橋駅 ← 神宮前駅 ← 太田川駅 ← 尾張横須賀駅 ← 大野町駅 ← 常滑駅
尾西線（弥富方面）・津島線・名古屋本線・西尾線・蒲郡線
弥富駅 - 佐屋駅 - 津島駅 - 須ヶ口駅 - 新名古屋駅 - 金山橋駅 - 神宮前駅 - 知立駅 - 今村駅 - 西尾駅 - 吉良吉田駅 - 東幡豆駅 - 西浦駅 - 形原駅 - 蒲郡駅
挙母線・三河線
大樹寺駅 - トヨタ自動車前駅 - 上挙母駅 - 豊田市駅
八百津線・広見線・犬山線・名古屋本線・三河線
八百津駅 - 兼山駅 - /御嵩駅 - 伏見口駅 - 新広見駅 - 今渡駅 - 犬山駅 - 新名古屋駅 - 金山橋駅 - 神宮前駅 - 知立駅 - 刈谷駅 - 刈谷市駅 - 三河高浜駅 - 北新川駅 - 碧南駅/土橋駅 - 上挙母駅 - 豊田市駅
各務原線・犬山線・名古屋本線・常滑線/河和線
新岐阜駅 → 新那加駅 → 各務原飛行場駅 → 三柿野駅 → 新鵜沼駅 → 犬山遊園駅 → 犬山駅 → 古知野駅 → 岩倉駅 → 新名古屋駅 → 金山橋駅 → 神宮前駅 → 太田川駅 → 尾張横須賀駅 → 大野町駅 → 常滑駅
新岐阜駅 ← 新那加駅 ← 各務原飛行場駅 ← 三柿野駅 ← 新鵜沼駅 ← 犬山遊園駅 ← 犬山駅 ← 古知野駅 ← 岩倉駅 ← 新名古屋駅 ← 金山橋駅 ← 神宮前駅 ← 太田川駅 ← 知多半田駅 ← 知多武豊駅 ← 河和駅
尾西線（森上方面）・津島線・名古屋本線
玉ノ井駅 - 奥町駅 - 新一宮駅 - 苅安賀駅 - 萩原駅 - 森上駅 - 丸渕駅 - 六輪駅 - 津島駅 - 須ヶ口駅 - 新名古屋駅

### 快速特急（初代）
1969年7月改正から設定されていた種別で、知立駅を通過することで表定速度は全区間で78.8km/h、新名古屋 - 豊橋間では81.6km/hに達し、全区間を所要時間76分、新名古屋 - 豊橋間を50分で結んだ。
正式な種別として快速特急が名鉄に登場したのはこれが初めてだったが、現在運転している快速特急とは異なり、当時の車両設備には「快速特急」および「快特」の表示が用意されていなかったため、駅の時刻表などの掲示や駅案内放送、車内放送などの案内上は「快速特急」としつつも、車両の表示は特急と同じ「特」で対応していた。1970年12月改正で廃止された。
停車駅
新岐阜駅 - 新一宮駅 - 新名古屋駅 - 金山橋駅 - 神宮前駅 - 東岡崎駅 - 豊橋駅
なお、知立駅を通過する特急は1992年11月白紙改正から1999年5月改正までの間にも再び設定されたが、この時には快速特急とは名乗らず、特急の特別通過扱いとなっていた。

### デラックス特急

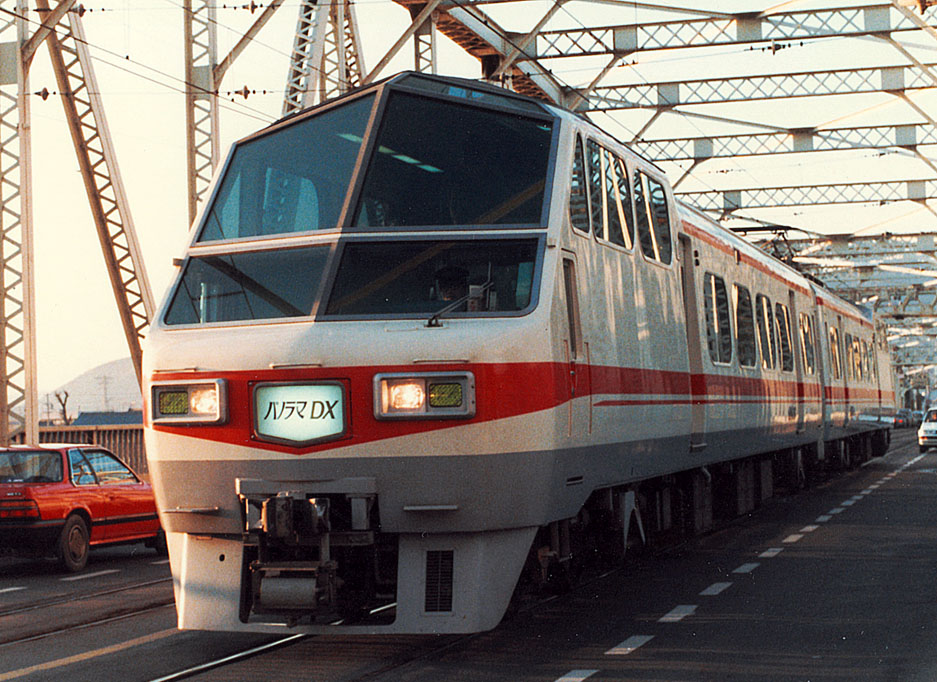
8800系「パノラマDX」

1984年12月改正から1992年11月白紙改正まで、新鵜沼駅 - 河和駅・内海駅間で運行されていた特急である。車両はすべて8800系（パノラマDX）を使用し、座席指定料金も他よりは高く500円（デラックス座席指定料金、1989年（平成元年）より520円）であった。
停車駅
新鵜沼駅 - 犬山遊園駅 - 犬山駅 - 江南駅 - 岩倉駅 - 新名古屋駅 - 金山橋駅（金山駅） - 神宮前駅 - 太田川駅 - 知多半田駅 - 富貴駅 - 河和駅/富貴駅 - 上野間駅 - 内海駅
なお8800系と7000系（パノラマカー）などによって「デラックス座席指定料金」・「普通の座席指定料金」の両方の編成を併結した列車も、正月の初詣輸送（豊川特急）などで見られた。
しかしながら、バブル経済の崩壊によって不況となったことや、後になって登場した1000系「パノラマsuper」と8800系の設備の差が少なかったことからデラックス料金は1992年（平成4年）に廃止され、8800系も普通の座席指定料金が適用される様になった。
8800系は4編成のうち3編成の中間車を一般的な座席に改造した上で引き続き西尾線・津島線などで使用されたが、2005年1月改正で引退した。

### 豊橋方面へ直通した空港特急

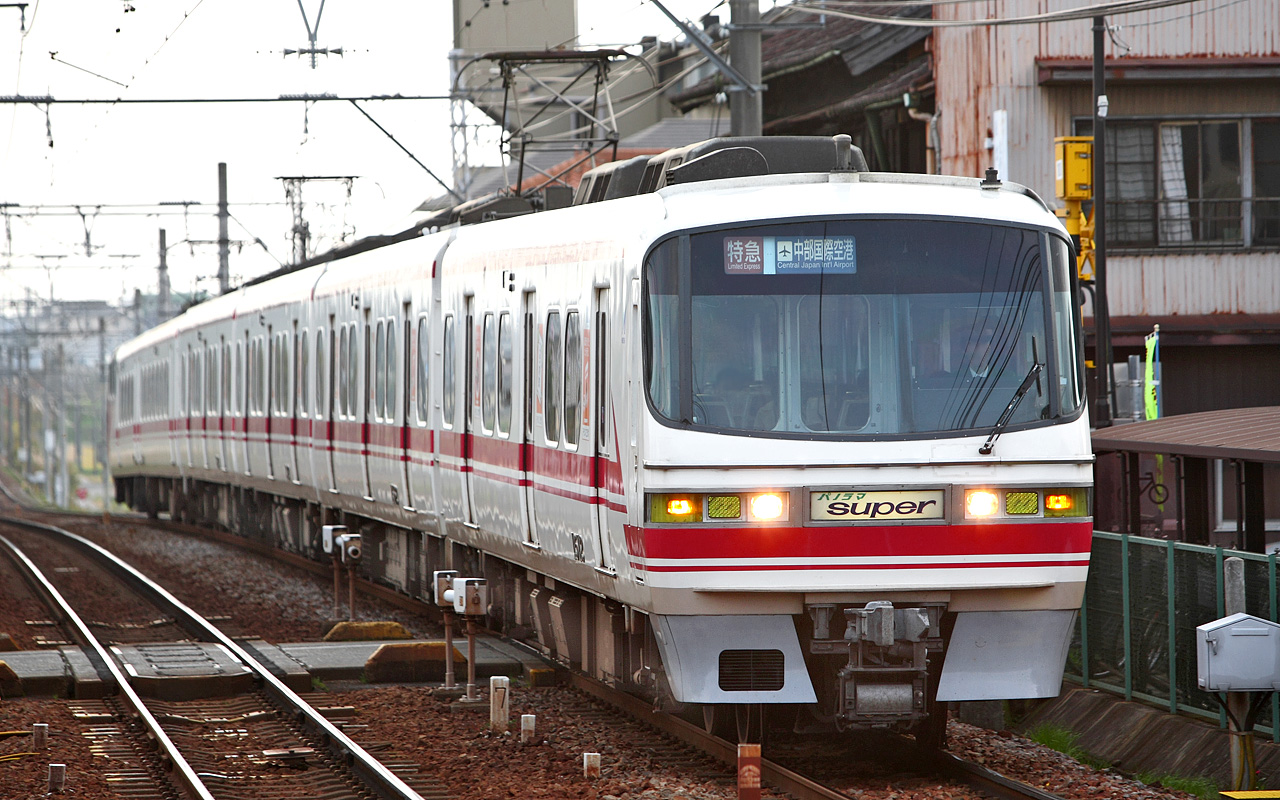
名古屋本線東部を走る中部国際空港行き特急（富士松付近、2008年）

2005年1月白紙改正から2011年3月改正まで存在した系統で、名古屋本線東部から中部国際空港への利用を意図して設定されていた。
常滑線・空港線と名古屋本線との分岐駅は神宮前駅だが、折り返しは西隣りの金山駅で行っていた。これは配線の問題もさることながら、神宮前駅で名鉄岐阜行特急と、方向転換を行う金山駅で豊橋行/空港行特急とそれぞれ接続させ、3方面への輸送を相互に補完する目的があった。ただし、これでは豊橋方面と常滑方面とを乗り通す乗客に金山駅 - 神宮前駅間の往復乗車を強いることになるため、本系統の設定を機に金山駅 - 神宮前駅間を往復し空港方面と豊橋方面とで直通運用する列車に乗車する場合に限り、同区間を区間外乗車として運賃を徴収しない特例が新たに設けられた。
しかし、設定以降も依然として本線東部からの輸送人員は空港方面よりも名古屋への利用が多くを占めていたため、空港旅客の多かった豊橋5時53分発の261列車を除き、日中毎時1本あったこの系統は2008年12月改正で廃止された。残された261列車も2011年3月改正をもって廃止された。
停車駅（2008年12月改正、261列車）
豊橋駅 - （伊奈駅） - 国府駅 - 東岡崎駅 - 新安城駅 - 知立駅 - 神宮前駅 - 金山駅 - 神宮前駅 - 太田川駅 - 尾張横須賀駅 - 朝倉駅 - 新舞子駅 - 常滑駅 - 中部国際空港駅
- （ ）の駅は特別停車駅。

車両は2007年6月改正までは基本的に1200系を使用していたが、同改正から2008年12月改正までは2往復（豊橋駅12時15分発と13時15分発）を除いて2200系が使用されていた。廃止時点で設定されていた1本は2200系または1700系での運転で、全区間6両での運転であった。
2008年12月改正まで設定のあった昼間帯の列車の中には平日に限り名古屋本線内を8両で運転される列車が存在し、豊橋駅9時15分発と10時15分発は金山駅まで8両で運転され、同駅で名鉄岐阜方2両を切り離し、中部国際空港駅16時発は金山駅で名鉄岐阜方に2両増結という運用が組まれていた。

## 高山本線直通列車
2001年10月のダイヤ改正によって廃止されるまで、名鉄犬山線 - 国鉄→JR東海高山本線間の直通優等列車として、同社唯一の気動車特急列車「北アルプス」が存在した。運転区間は何度か変化したが、末期は新名古屋駅（→名鉄名古屋駅） - 高山駅間を運行して、JRの特急列車「ひだ」の補完的な役割を果たしていた。また、1972年9月27日から廃止されるまで、列車は犬山橋北側から分岐する連絡線（事実上の新鵜沼駅／鵜沼駅各構内）を通過し高山本線に入線していたことから、JR線内にあたる鵜沼 - 美濃太田間も名鉄に所属する乗務員（甲種内燃車運転士と車掌）が担当し、美濃太田駅で国鉄→JR東海の乗務員と交代していた。また、名鉄自体も運行当時は末端区間に非電化区間を有していたが、この区間は近郊形気動車で運転されていたものの、この列車が通過する名鉄線は全て電化区間であった。
名鉄線内でも社線内特急券を購入すれば「北アルプス」に乗車できたが、利用できる乗車券は普通乗車券に限られ、3・3・SUNフリーきっぷなどのフリー乗車券や定期・回数乗車券などでは社線内特急券を購入しても一切乗車できなかった。直通する場合の運賃・料金は、名鉄各駅 - 新鵜沼駅間・鵜沼駅 - JR各駅間を合算していた。また、新幹線とJR在来線の特急を乗り継ぐ場合に適用される在来線特急料金の割引制度については、「北アルプス」は対象外であった。
「北アルプス」の利用者自体も廃止直前の10年間のうちにバブル崩壊による景気悪化や東海北陸自動車道の延伸の進捗などもあって半減し、2000年10月に高速バス（ひだ高山号）の運行開始後、「北アルプス」とグループ内で併存する状況となり、さらには最初で最後に大手私鉄が特急形気動車を保有している非効率さもあり、2001年9月30日限りで廃止された。
なお、名古屋 - 美濃太田間の鉄道路線については改正鉄道敷設法別表第72号に「愛知県名古屋ヨリ岐阜県太田ニ至ル鉄道」として記載されたほか、1961年の都市交通審議会第5号でも「（1985年度までを目処に）国鉄高山線の名古屋直結に関しては水分橋 - 大曽根（中央本線）間に新線を建設し、かつ鵜沼 - 水分橋間の名古屋鉄道を利用して高山線を大曽根に乗り入れさせる路線について検討すべきである。」と答申されたが、この路線は実現していない（未成線）。

### 停車駅
準急・急行「たかやま」
神宮前駅 - 金山橋駅 - 新名古屋駅 - 岩倉駅 - 新鵜沼駅（転線）鵜沼駅 - 美濃太田駅 - 白川口駅 - 下呂駅 - 飛騨小坂駅 - 高山駅 （- 飛騨古川駅）
- 1966年12月1日以降は運転区間を飛騨古川駅まで延長。

急行「北アルプス」
神宮前駅 - 金山橋駅 - 新名古屋駅 - 岩倉駅 - 新鵜沼駅（転線）鵜沼駅 - 美濃太田駅 - 白川口駅 - 下呂駅 - 飛騨小坂駅 - 高山駅 - 飛騨古川駅 - 猪谷駅 - 越中八尾駅 - 富山駅 - 寺田駅 - 五百石駅 - 岩峅寺駅 - 有峰口駅 - 立山駅
- 1972年9月27日以降は新鵜沼駅・鵜沼駅の転線を解消（貨物線のスイッチバックから連絡線の使用に変更）したため両駅を通過とし、代わりに犬山駅を追加。
- 飛騨古川駅 - 立山駅間は冬季期間（11月中旬ごろ - 4月下旬ごろ）運休。高山駅 - 立山駅間は3両編成で運行（冬季期間は全編成が飛騨古川行き）。

特急「北アルプス」（昇格時）
神宮前駅 - 新名古屋駅 - 犬山駅 - 美濃太田駅 - 下呂駅 - 高山駅 - 飛騨古川駅 - 富山駅 - 寺田駅 - 五百石駅 - 岩峅寺駅 - 有峰口駅 - 立山駅
- 飛騨古川駅 - 立山駅間は夏ダイヤ期間（7月中旬 - 11月上旬）のみ運行。高山駅 - 立山駅間は3両編成で運行（夏期期間以外は全編成が飛騨古川行き）。
- 後に金山橋駅・岩倉駅・猪谷駅・越中八尾駅など、急行時代の停車駅を順次追加（復活）した。なお、運転区間は1983年夏ダイヤまでが立山駅、1985年3月改正までが飛騨古川駅、1990年3月改正までが富山駅、以降は高山駅までと時代によって変化した。

廃止直前
新名古屋駅 - 岩倉駅 - 江南駅 - 犬山駅 - 犬山遊園駅 - 美濃太田駅 - 白川口駅（上りのみ）- 飛騨金山駅 - 下呂駅 - 飛騨萩原駅（上りのみ）- 飛騨小坂駅 - 久々野駅 - 高山駅

### 編成
準急（急行）「たかやま」の時代は中間車2両を2両の先頭車（片方は一等車→グリーン車）で挟んだ4両編成を基本とし、需要に応じて増結していた。
立山乗り入れ時代は高山駅以南では6両編成で運転し、以北は普通車のみの3両編成で運転していた（飛騨古川止まりの場合、終点まで6両のまま運転）。
廃止時点ではキハ8500系による3両編成が基本で、多客期には増結が行われていた。1999年からは特急「ひだ」（通常4両編成）と常時併結されていたが、「ひだ」の編成はここでは省略する。
| 北アルプス                                                                     |    |    |
| ← 新名古屋高山 →                                                               |    |    |
| \| 1 \| 2 \| 3 \| \| 指 \| 自 \| 自 \|                                         |    |    |
| - 1号車と3号車は禁煙車、2号車は喫煙車 凡例 指=普通車座席指定席 自=普通車自由席 |    |    |
| 1                                                                              | 2  | 3  |
| 指                                                                             | 自 | 自 |

### 直通列車の変遷

#### 戦前・高山本線直通列車

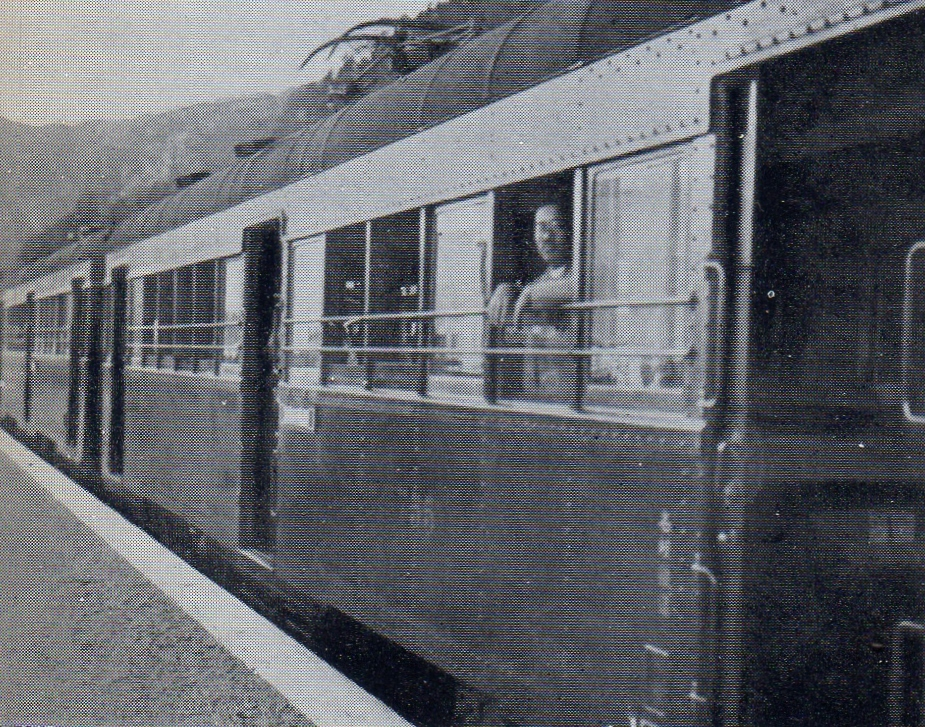
デセホ750形

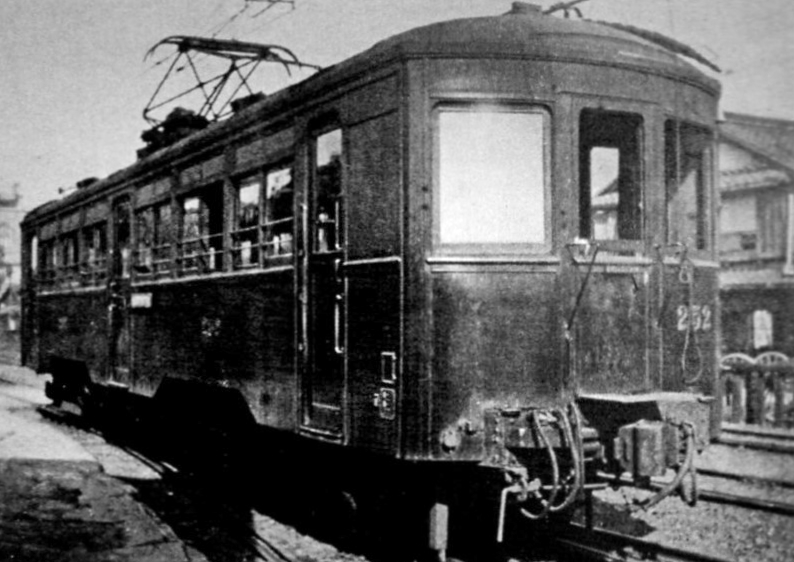
デボ250形

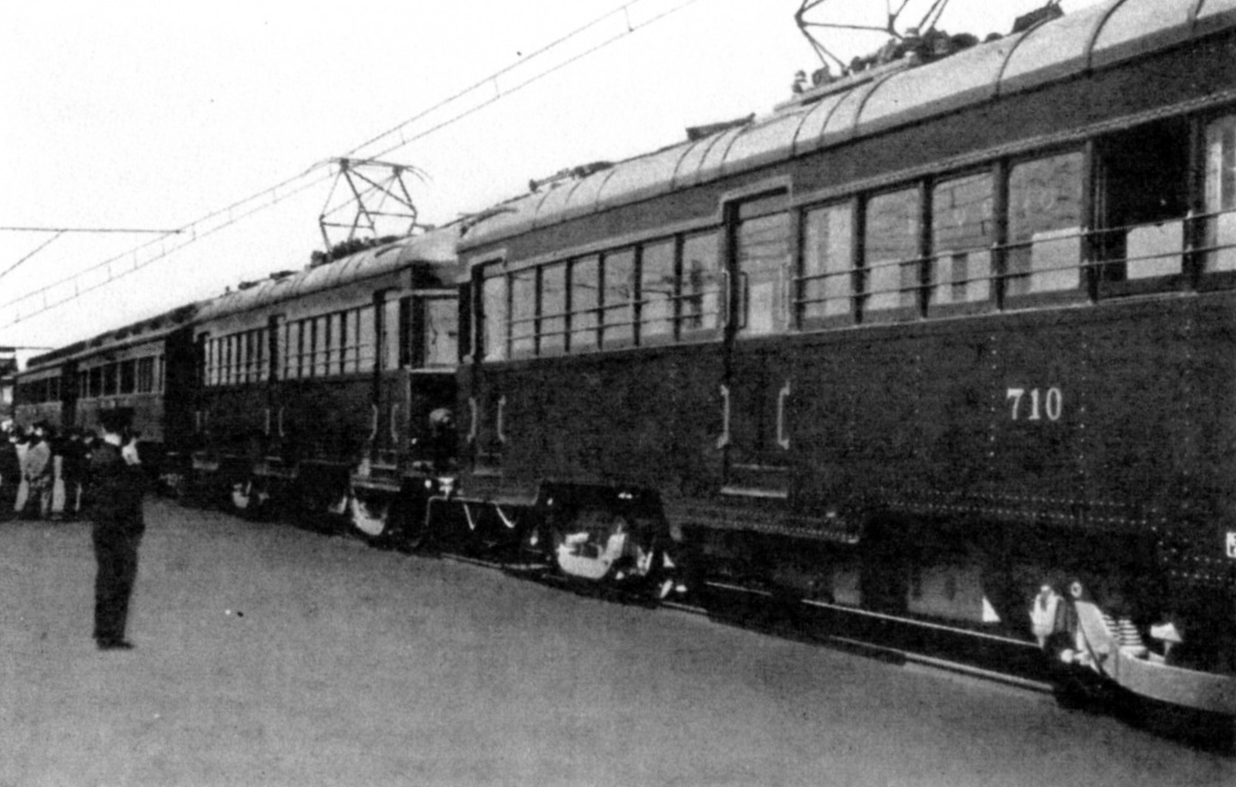
デセホ700形

- 1932年（昭和7年）10月8日 犬山線から省線高山本線へ直通する初の列車が、柳橋駅（当時の犬山線のターミナルで、現在の名古屋駅から東南東300m付近の場所にあった） - 下呂駅間に土曜・休日に運転を開始。直通列車にはモ750形（755・756号）を半室畳敷きに改造した車両を充当した。当時の所要時間は約2時間であった。
- 1933年（昭和8年）7月 乗り入れ専用車をトイレなどの特別整備を施したモ250形へ変更した。電車には高山線内での蒸気機関車牽引に備えて暖房用蒸気管が追加された。
- 1940年（昭和15年）10月10日 毎日1往復押切町駅（柳橋駅と同様名古屋の当時の名鉄ターミナル駅。現在の名古屋市営地下鉄鶴舞線浅間町駅から西北西400m付近の場所にあった） - 富山駅間に定期列車が新設された。名鉄線内（押切町駅 - 新鵜沼駅間）では国鉄の客車が押切町駅まで同社の電車（モ700形など）に牽引され、国鉄の鵜沼駅 - 富山駅間では岐阜駅 - 富山駅間運転の列車に併結した。国鉄客車は旧式な17m級の木造客車（ナハ22000形など）を使用していたため、名鉄の狭小な車両限界でも運行が可能であった。
- 1941年（昭和16年）8月12日 新名古屋駅（ → 名鉄名古屋駅）が開業し、直通列車の発着駅も同駅に変更。列車種別を特急から直通急行に改める[106]。
- 1945年（昭和20年）ごろ 戦況の悪化により直通列車は自然消滅（正確な時期・直接の中止理由は不詳）。

#### 準急・急行「たかやま」
- 1965年（昭和40年）8月5日 専用車両キハ8000系を使用し、国鉄（現在のJR）高山本線へ直通する準急「たかやま」が神宮前駅 - 高山駅間に運転を開始し、20年ぶりに直通列車が復活した。
  - 私鉄車両としては珍しく一等車（現在のグリーン車）を設定し、二等車（現在の普通車）も全席を座席指定席として座席指定料金50円を徴収した。
- 1966年（昭和41年）3月5日 国鉄の制度改正により、「たかやま」を準急から急行に格上げ。
- 1966年（昭和41年）12月1日 運転区間を飛騨古川駅まで延長。
- 1967年（昭和42年）7月 - 8月 国鉄からの要請で土曜日にキハ8000系を貸し出し、名古屋駅 - 岐阜駅 - 高山駅間で夜行の臨時急行「りんどう」を下り限定で運行した。
  - なお、翌日の「たかやま」運行に間に合わすため、上りは回送とした。
- 1969年（昭和44年）5月10日 国鉄の制度改正により、「たかやま」の一等車が「グリーン車」となる。
- 1969年（昭和44年）8月31日 翌年の立山乗り入れを控え、利用率の低いグリーン車を廃止した。グリーン車だった車両（キロ8101・キロ8151）は普通車に改造・転用（キハ8101・8102）された。

#### 急行・特急「北アルプス」

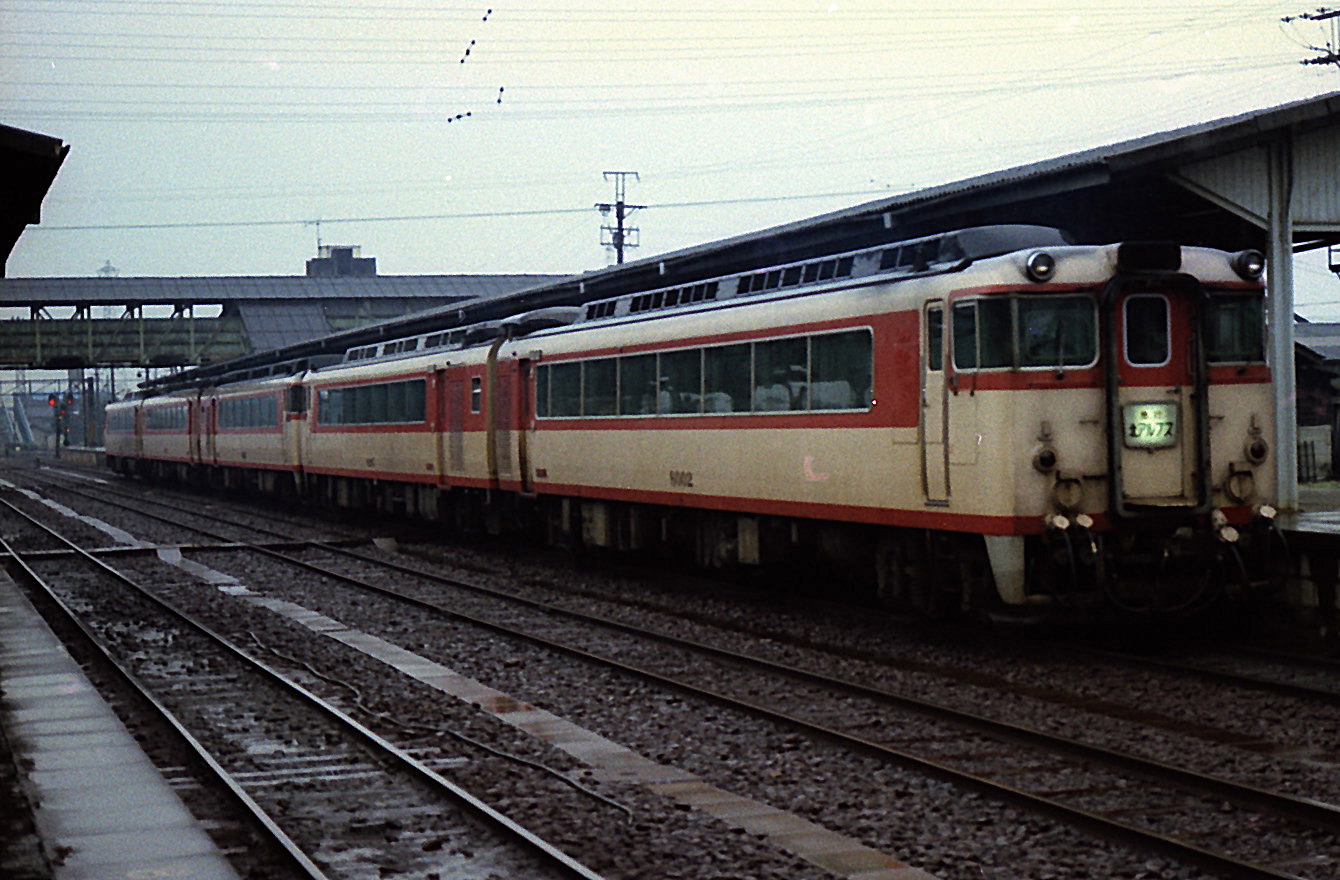
キハ8000系 急行「北アルプス」

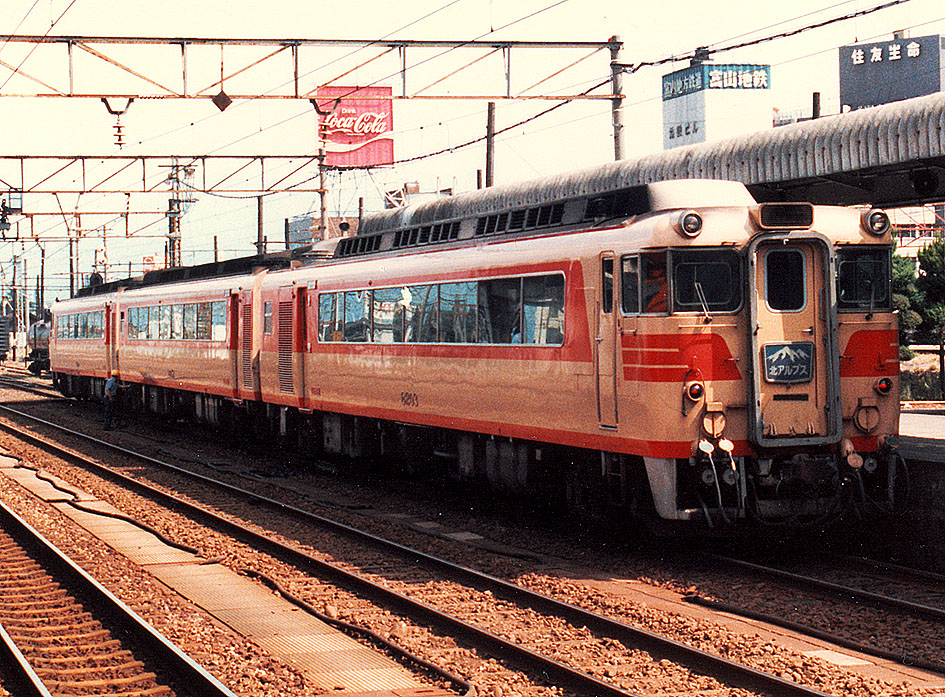
キハ8000系 特急「北アルプス」

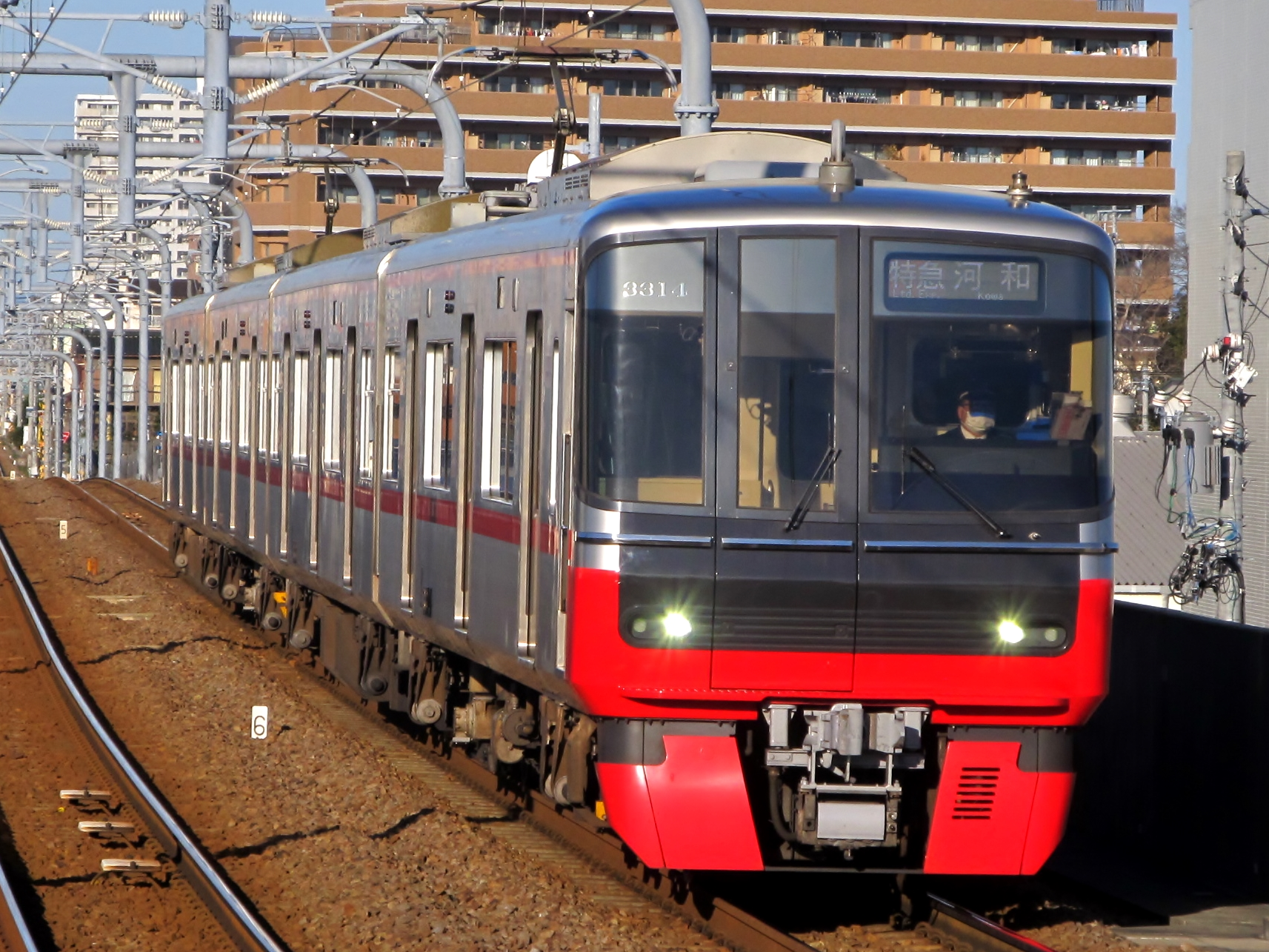
1970年（昭和45年）7月15日 「たかやま」を「北アルプス」と改称。同時に夏季（4 - 11月）は飛騨古川駅 - 富山地方鉄道立山線立山駅間の延長運転を行い、他に例がない「私鉄 - 国鉄 - 私鉄」の3路線直通運転を開始。
  - 立山到着後は翌日の出発までの間合い運用として、線内特急の「アルペン号」（立山駅 - 宇奈月温泉駅間）にも使用された。
  - なお、「たかやま」は後に大阪発着の急行列車の列車名に転用される。
  - この時に国鉄線内においては全車指定席をやめて、自由席車が設定された。
- 1972年（昭和47年）9月27日 新鵜沼駅構内の名鉄犬山線と高山本線を結ぶ短絡線を整備（配線変更）し、鵜沼駅での折り返し運転を廃止。「北アルプス」は同駅を通過とする代わりに犬山駅停車へ変更。
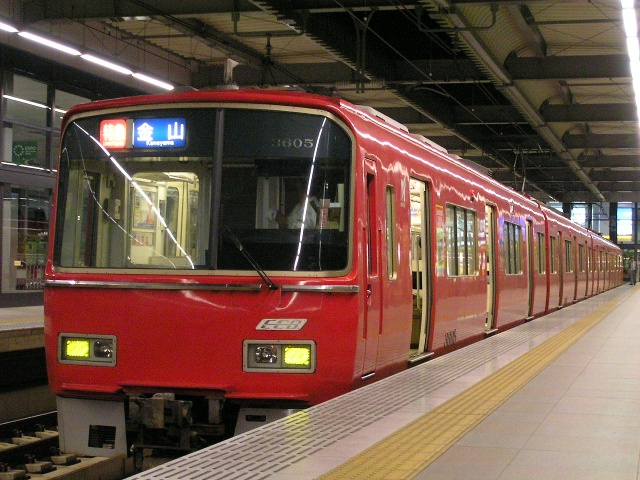
1976年（昭和51年）10月1日 国鉄ダイヤ改正で「北アルプス」は特急に格上げとなる。これに合わせて前面などを国鉄のキハ82系に準じた塗り分けを行う。ただし、塗色は国鉄急行形と同色とした[注釈 23]。
- 1980年（昭和55年）7月15日 立山駅直通10周年を記念して、ヘッドマークを立山連峰をモチーフとした絵入りのものに交換される。
- 1984年（昭和59年）7月1日 「北アルプス」飛騨古川駅 - 立山駅間の季節延長運転を廃止。事実上、1983年夏季ダイヤ限りで富山地鉄への乗り入れも廃止し、神宮前駅 - 飛騨古川駅間の通年運行となる。
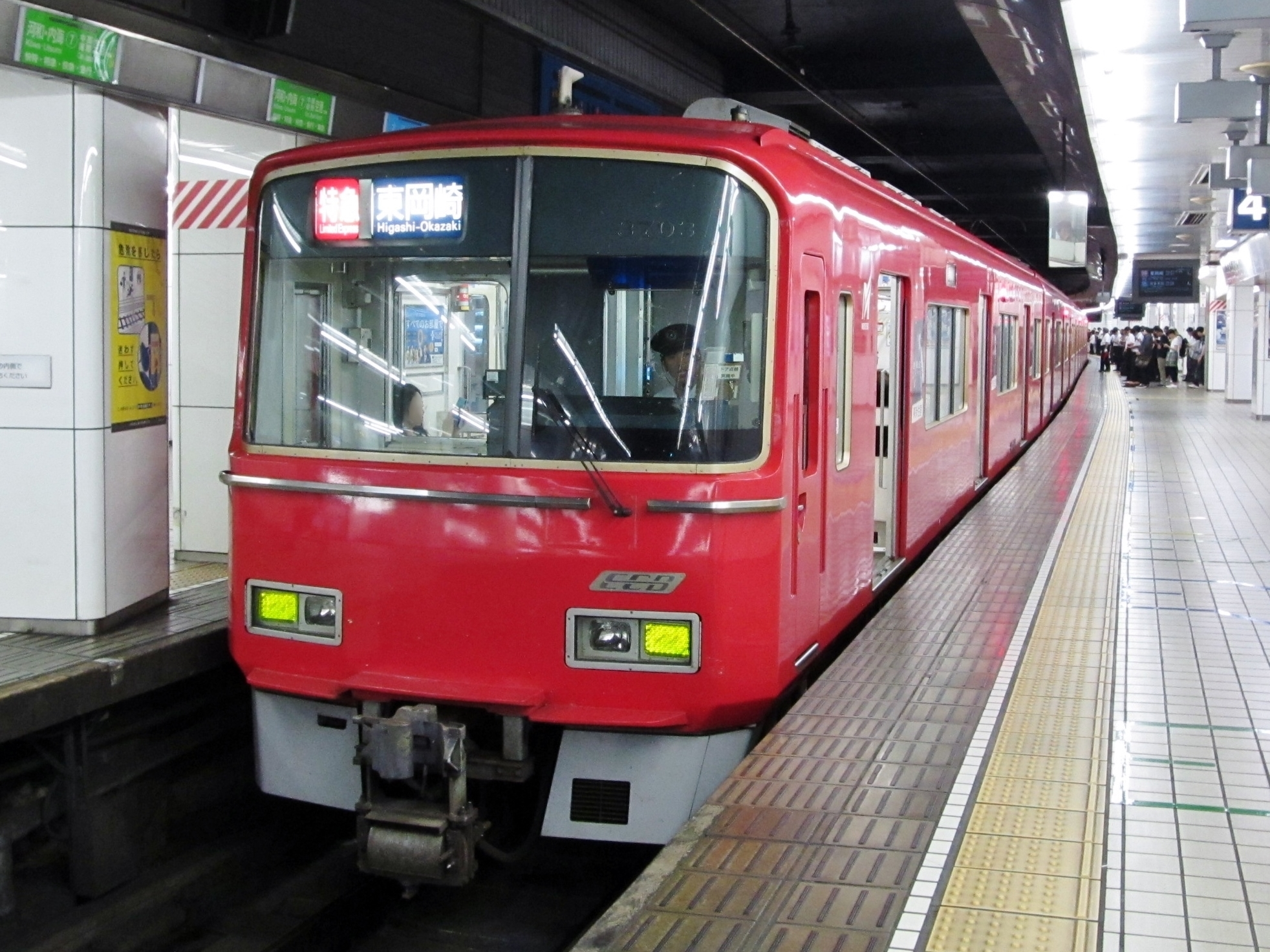
1985年（昭和60年）3月14日 運転区間を神宮前駅（国鉄ダイヤ上は新名古屋駅） - 富山駅間となる。
  - 国鉄が当時使用していたキハ80系の老朽化が進んだため、金沢行き「ひだ」の代替措置として富山まで運行する[注釈 24]。
  - 同ダイヤ改正より、国鉄の営業政策上から国鉄部内では「新名古屋」発着として扱う[注釈 25]旨の通告があった。このため、国鉄側が公表するダイヤなどではすべて「新名古屋」発着として表記される。ただし、名鉄側では従来どおり「神宮前」発着と公表。
- 1987年（昭和62年）4月1日 国鉄がJRとなり、名鉄 - JR東海 - JR西日本の3社直通となる。
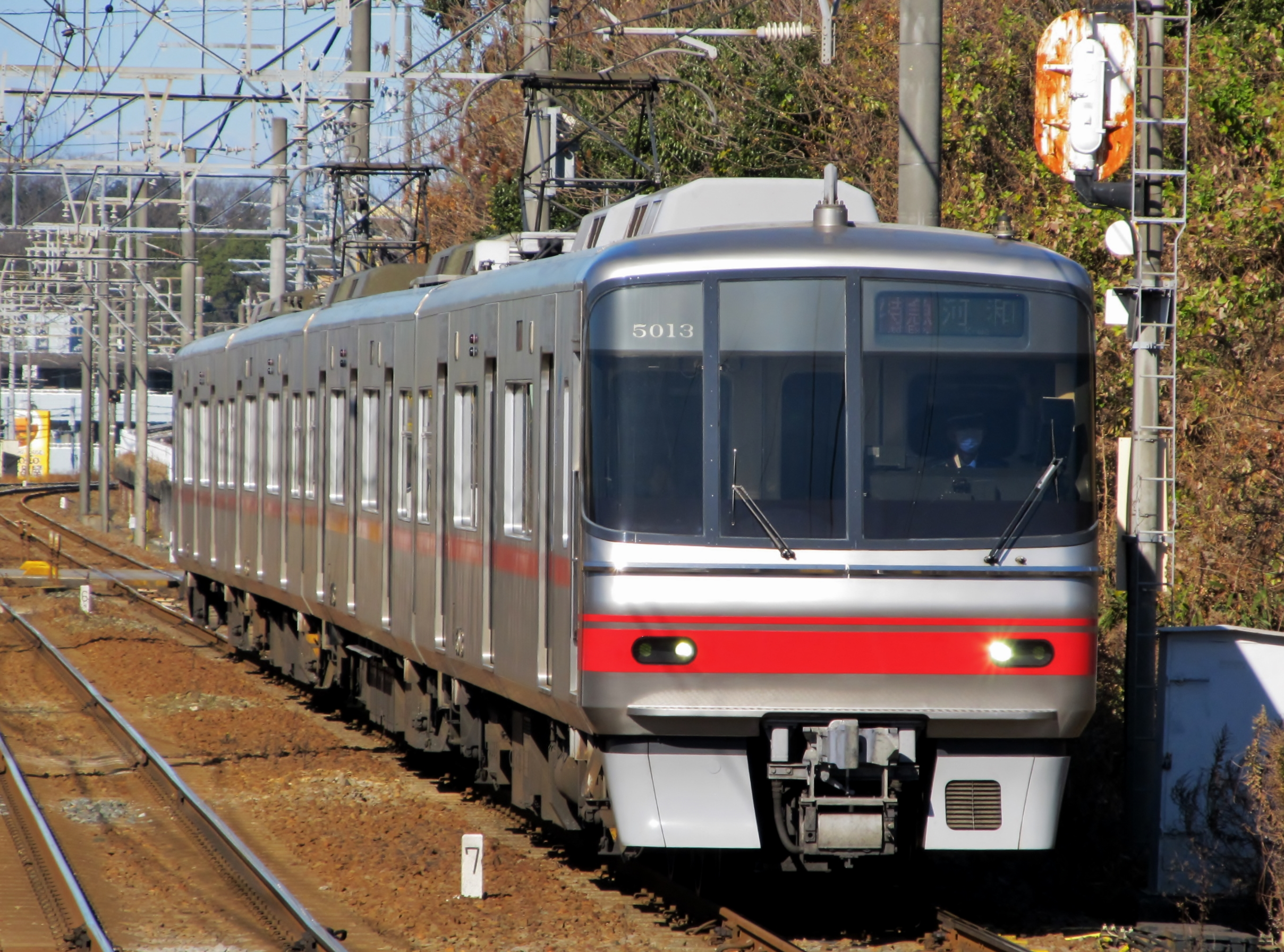
1990年（平成2年）3月10日 運転区間を神宮前駅（JRダイヤ上は新名古屋駅） - 高山駅間に短縮する。これにより名鉄車両の西日本旅客鉄道エリアでの運転はわずか3年で終了した。
  - 特急「ひだ」がキハ85系へ置き換えられたことにより代替措置が終了したため[注釈 26]。
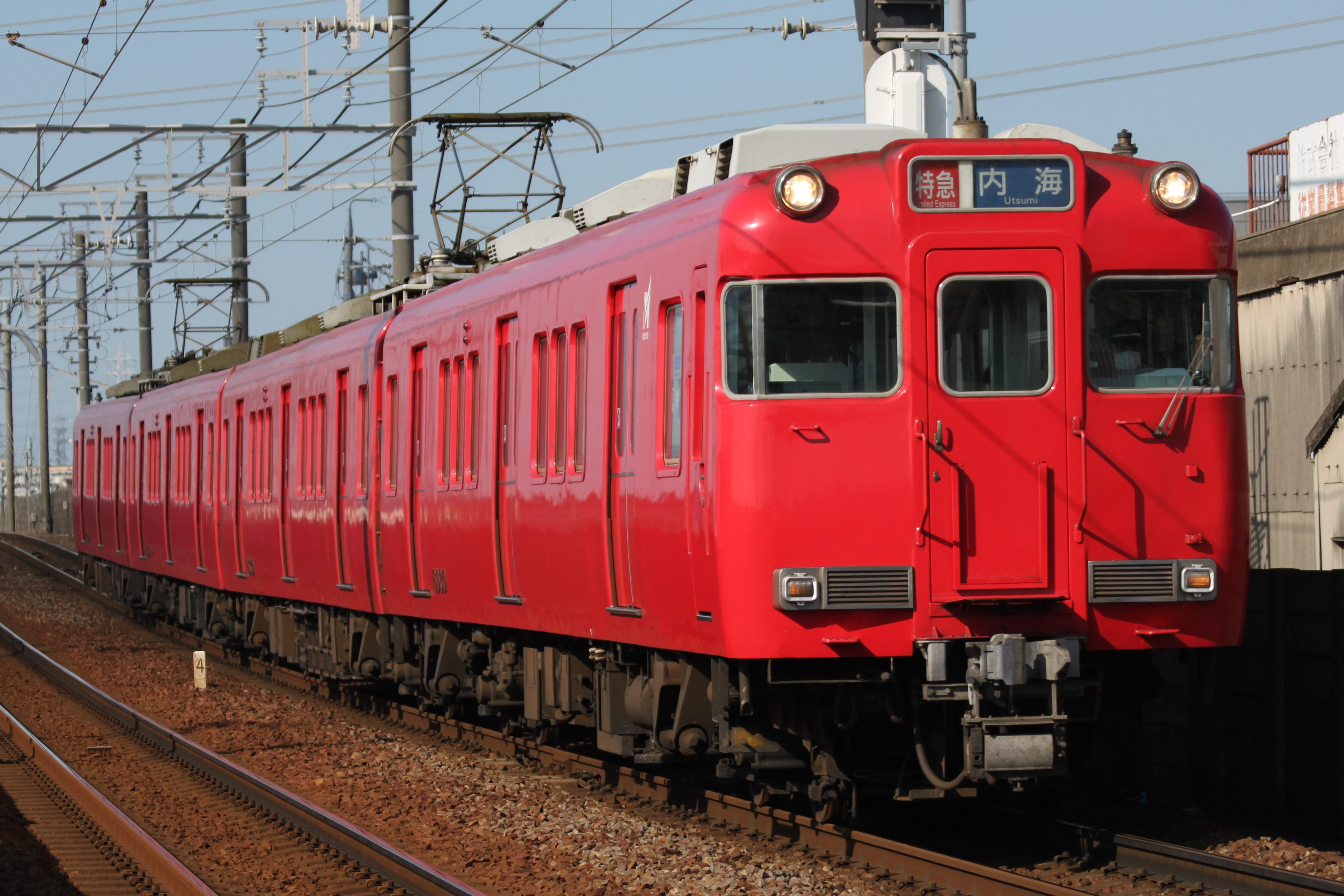
1991年（平成3年）3月16日 キハ8000系に代わってキハ8500系を導入し[107]、従来より所要時間を約30分短縮。JRのキハ85系と同等の性能を持ち、多客期にはJR名古屋発着の特急「ひだ」との併結運転[注釈 27]も開始される。このため、ダイヤ上もエル特急となった「ひだ」の一翼として設定された。
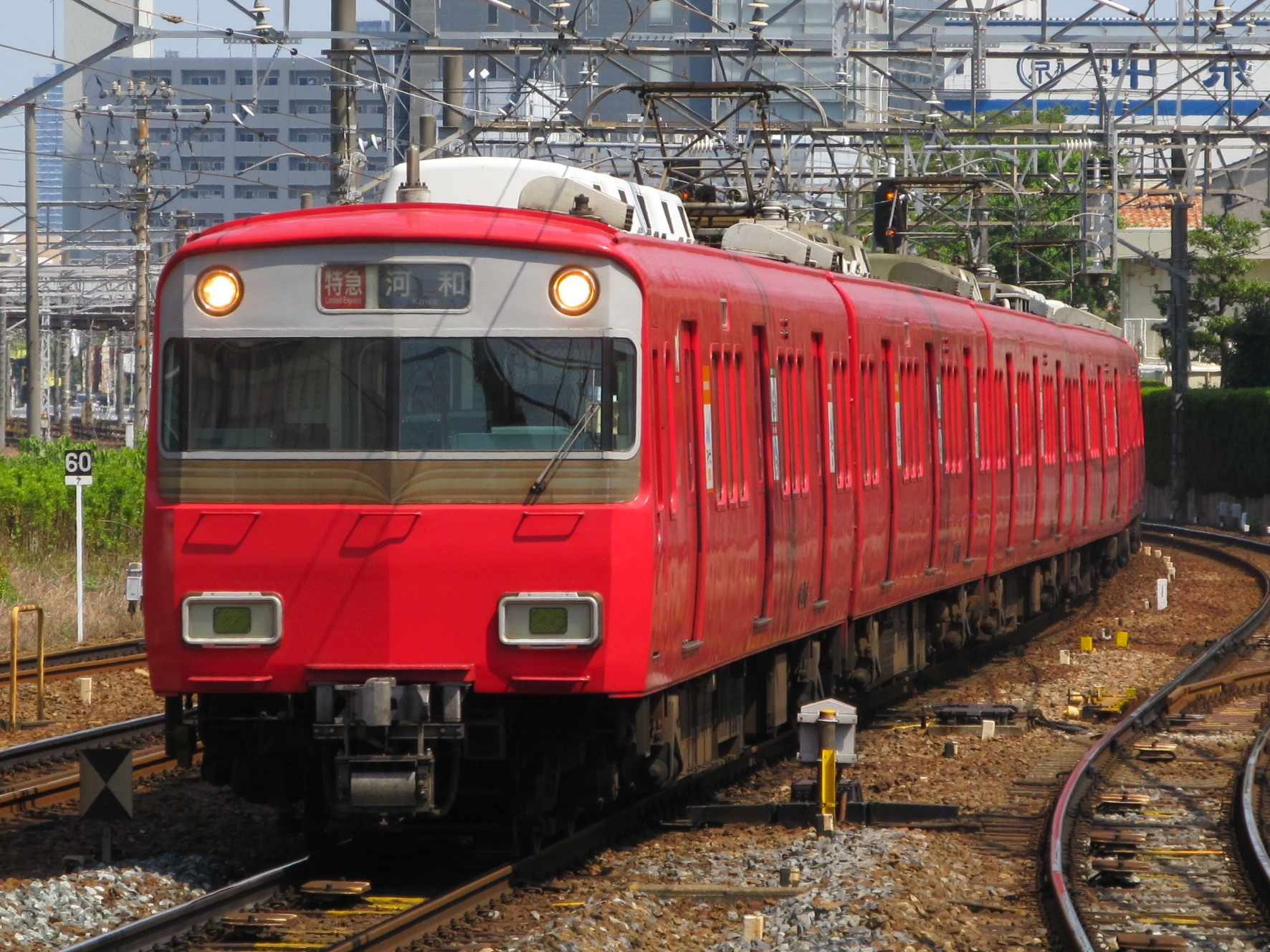
1997年（平成9年）4月5日 間合い運用の変更により、「北アルプス」運転区間を新名古屋駅 - 高山駅間に改める。
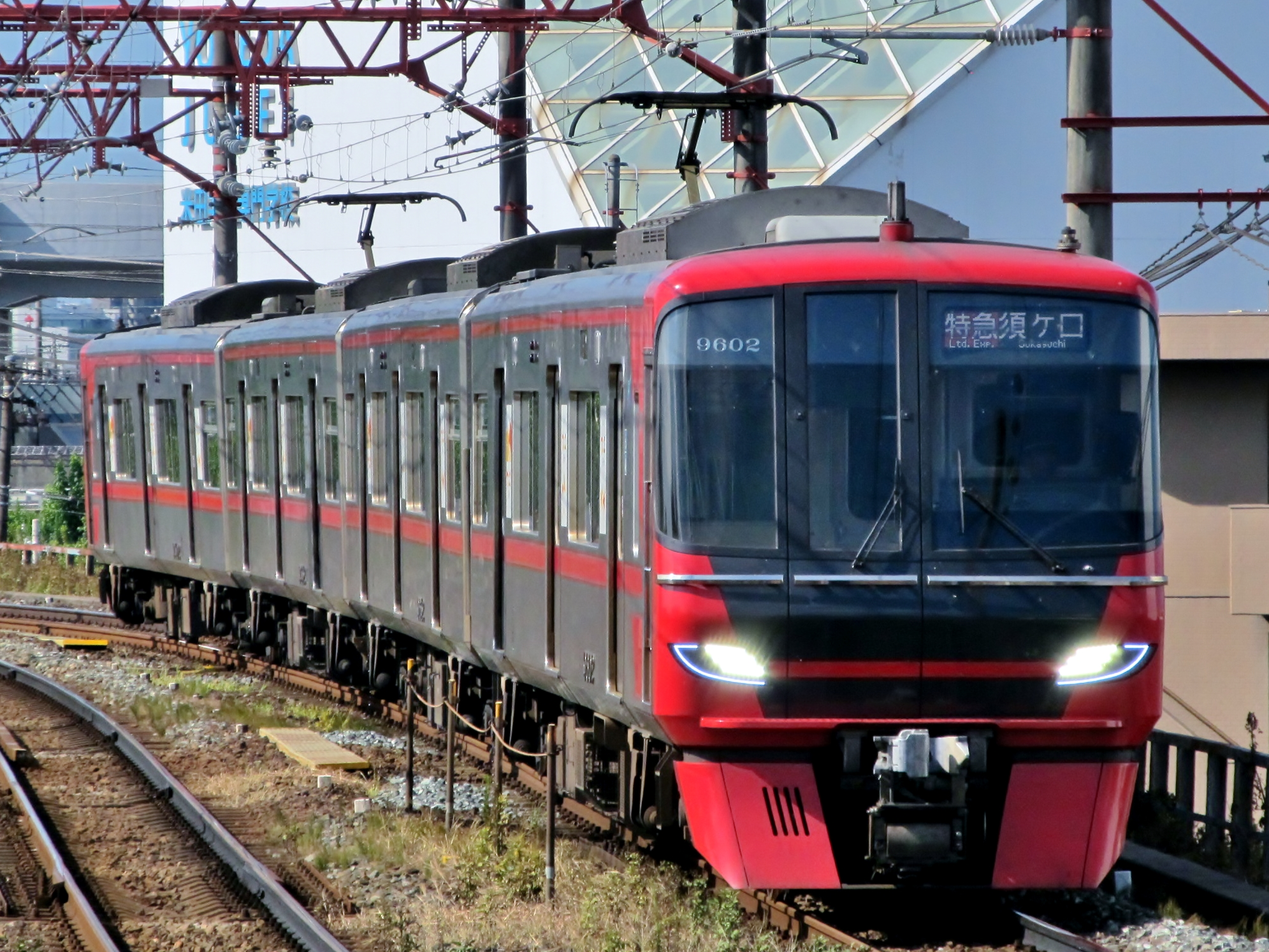
1999年（平成11年）12月4日 上下とも定期特急の「ひだ7・18号」と併結運転を開始（JR高山線内の単独運行が事実上消滅）。このときより従来は通過していた江南駅と犬山遊園駅にも停車するようになる。
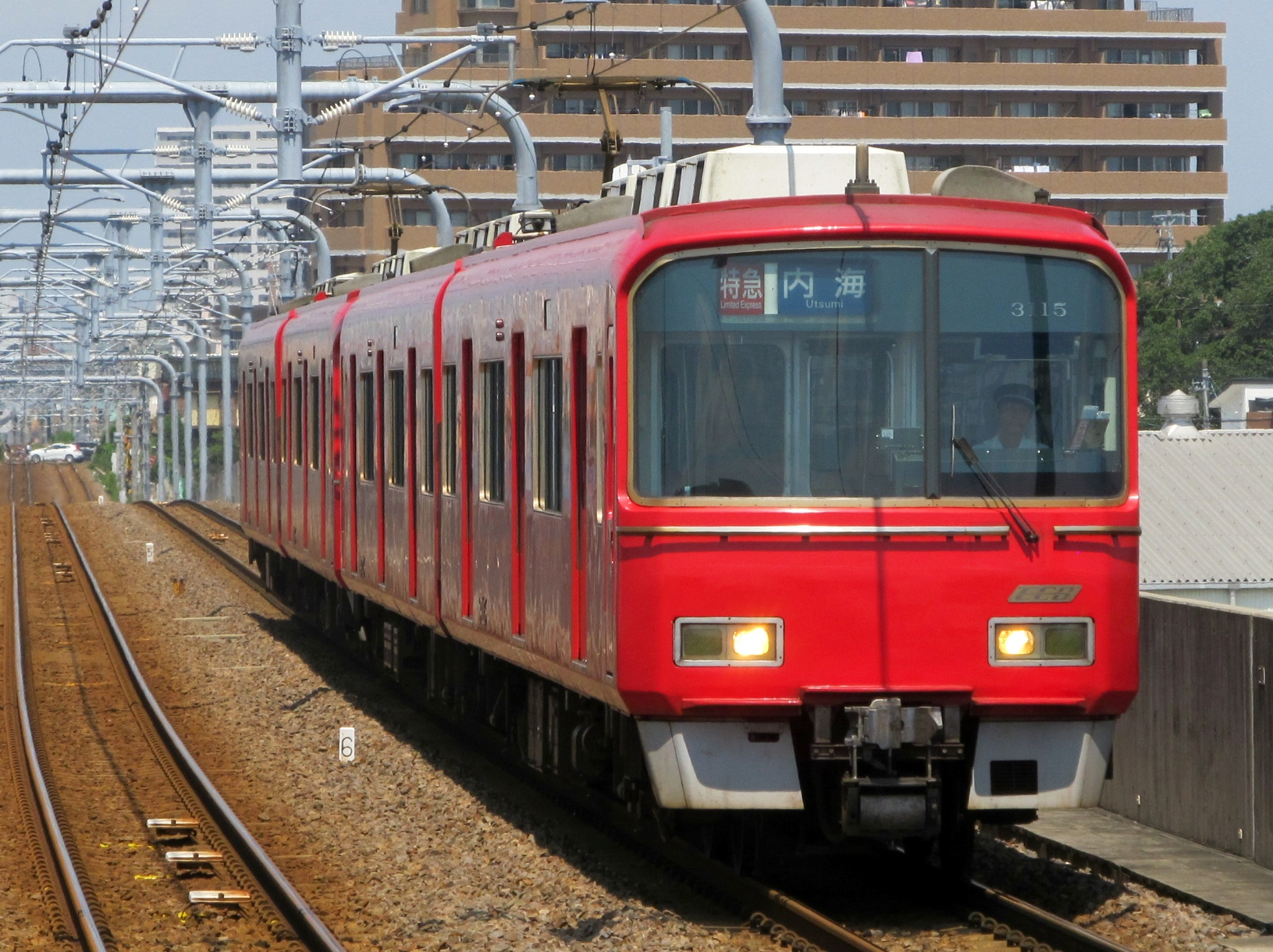
2001年（平成13年）10月1日 名鉄・JR両社のダイヤ改正に合わせて「北アルプス」（JR直通列車）を廃止[注釈 28]。「北アルプス」廃止後は以下の措置がとられた。
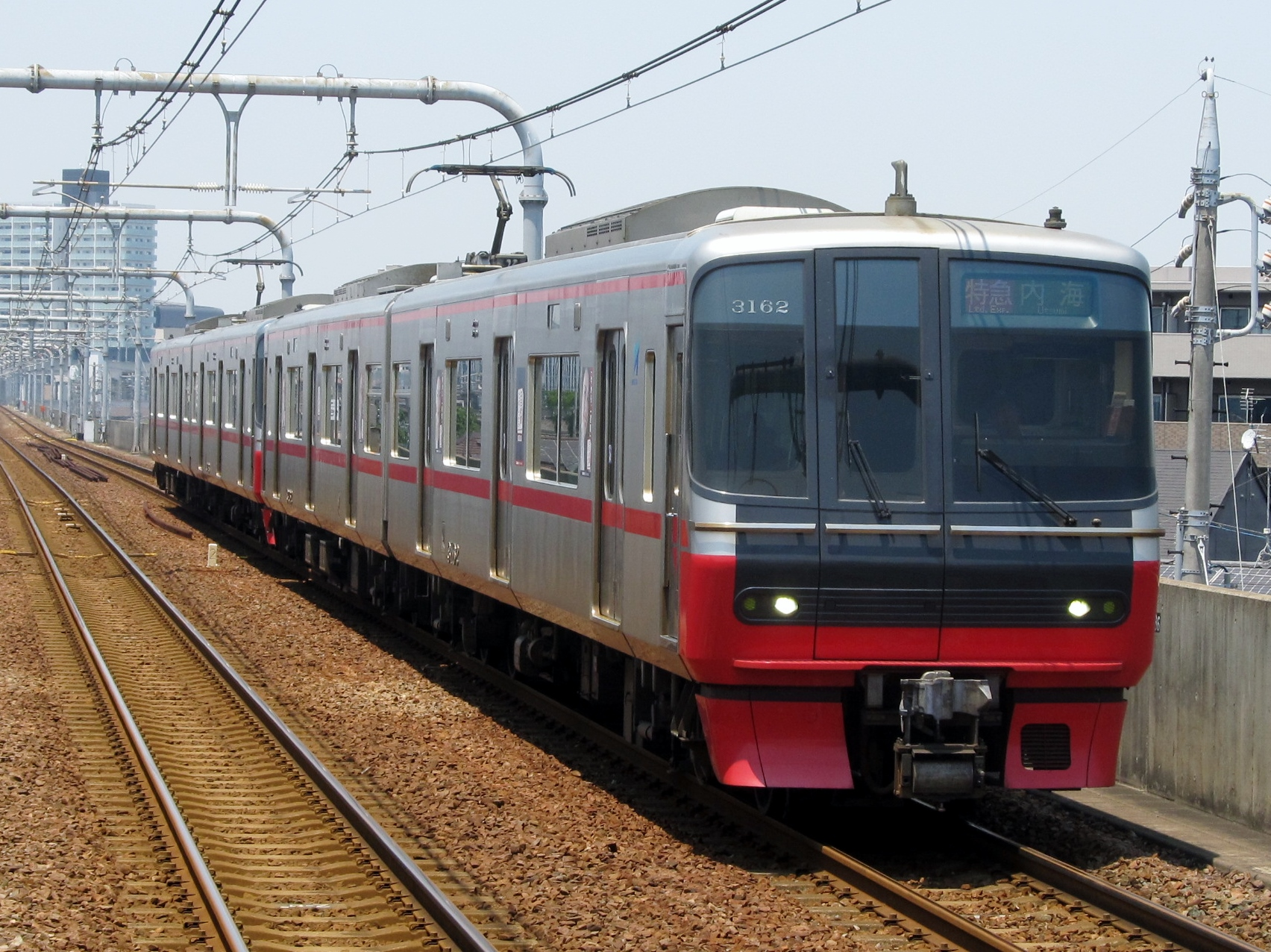
3150系
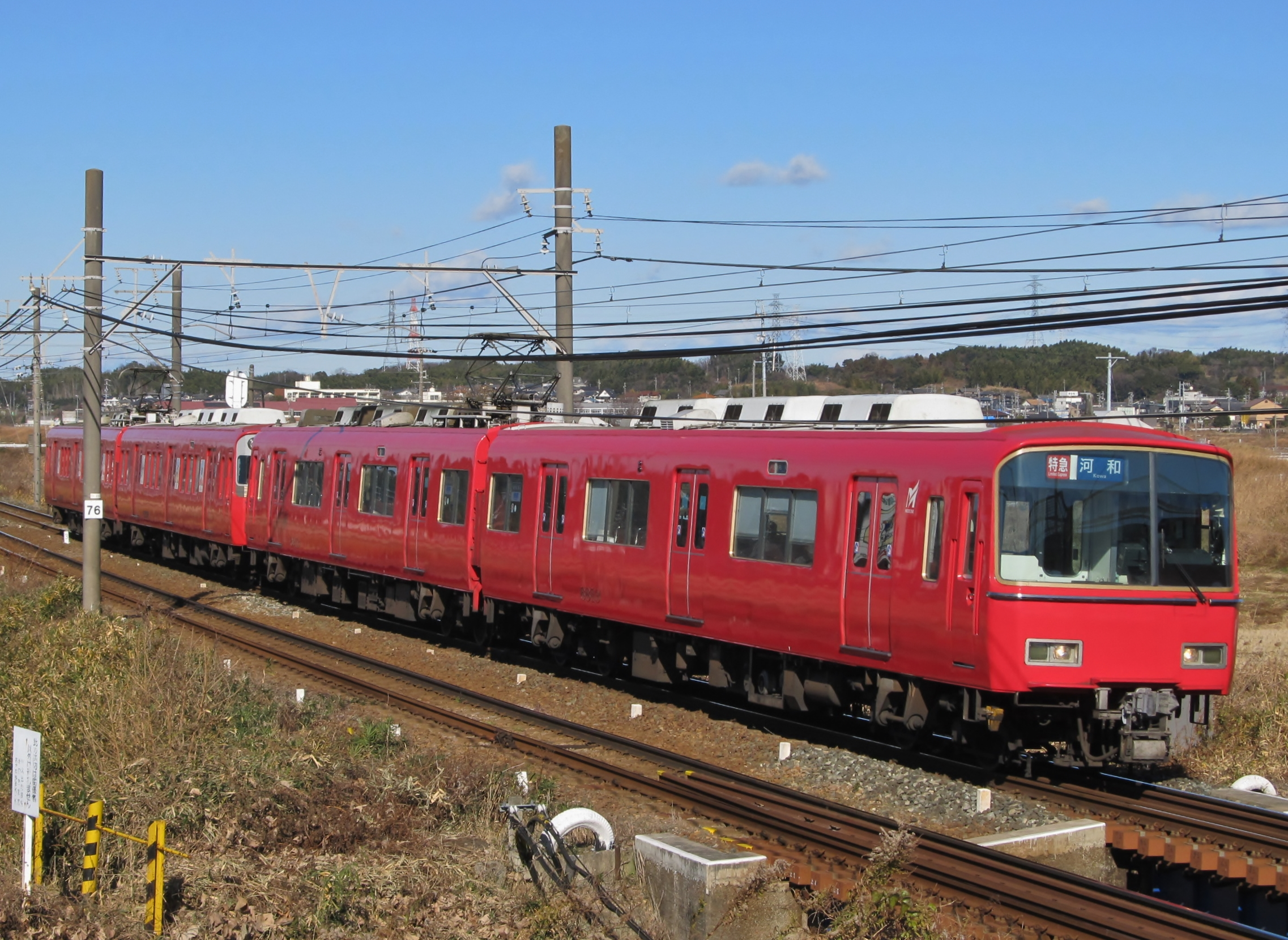
6800系
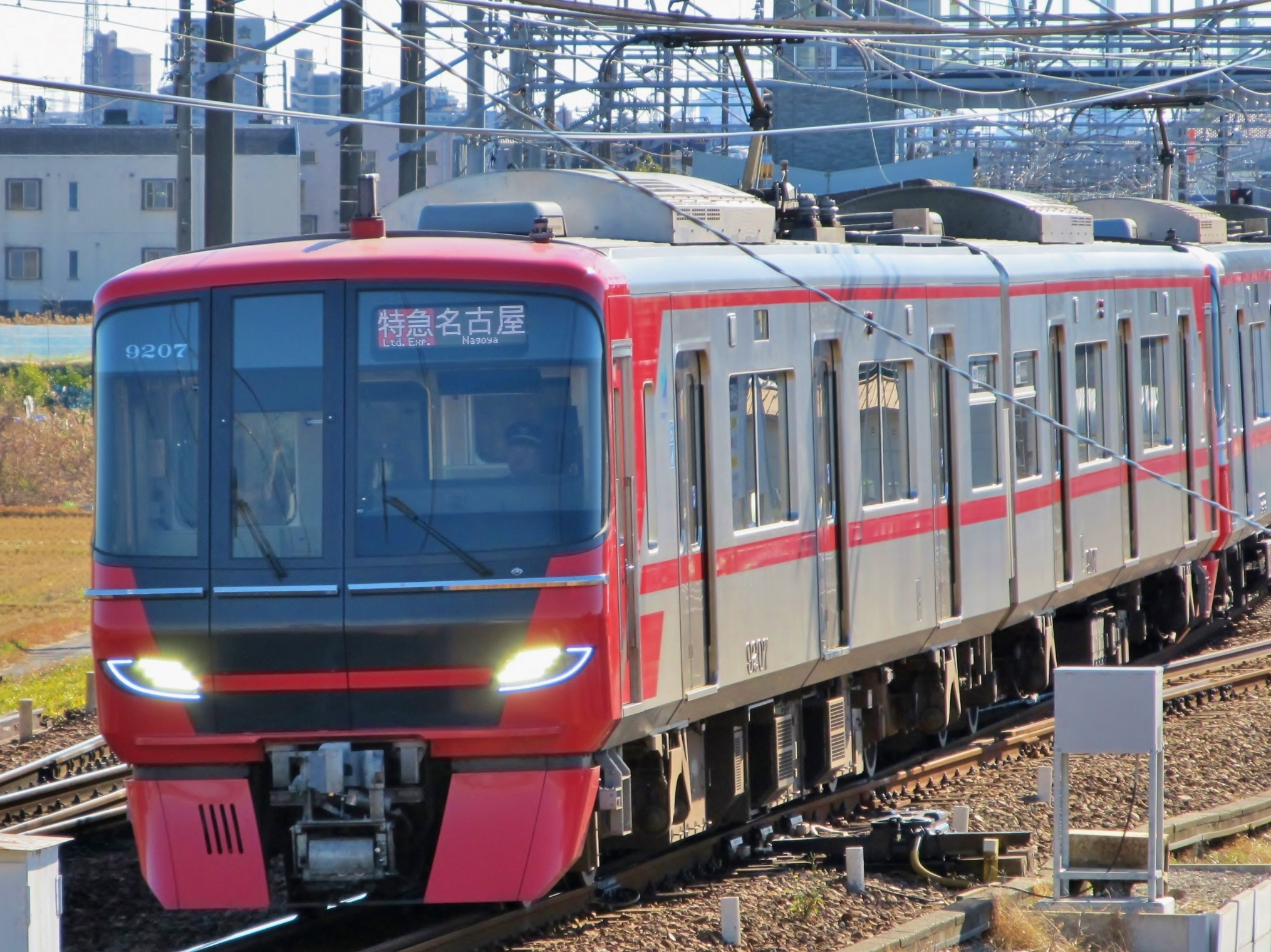
9100系
  - 余剰となった専用車両の8500系は、全車を会津鉄道へ譲渡（AIZUマウントエクスプレスとして使用された後、キハ8501と8504は2010年に廃車され、那珂川清流鉄道保存会で保存されている。キハ8502と8503はマレーシアのサバ州立鉄道へ再譲渡された）。
  - 新鵜沼駅構内の犬山線 - 高山本線を繋ぐ短絡線は、廃止後もしばらく残っていたが、同駅のホーム増設工事に伴って一部を撤去。現在は完全に撤去され、跡地は道路になった。
  - JR各社との連絡運輸（連絡乗車券などの発売）範囲は、JR東海の近郊各駅相互間に縮小。他のJR各社とは連絡運輸を解除。
  - 名鉄は「北アルプス」廃止の代替措置として1000系使用の新鵜沼発着の全車特別車特急を1往復増発した（2005年以降はさらに2000系に置き換え）。

## 特急に使用される車両

### 現用車両
全車特別車特急

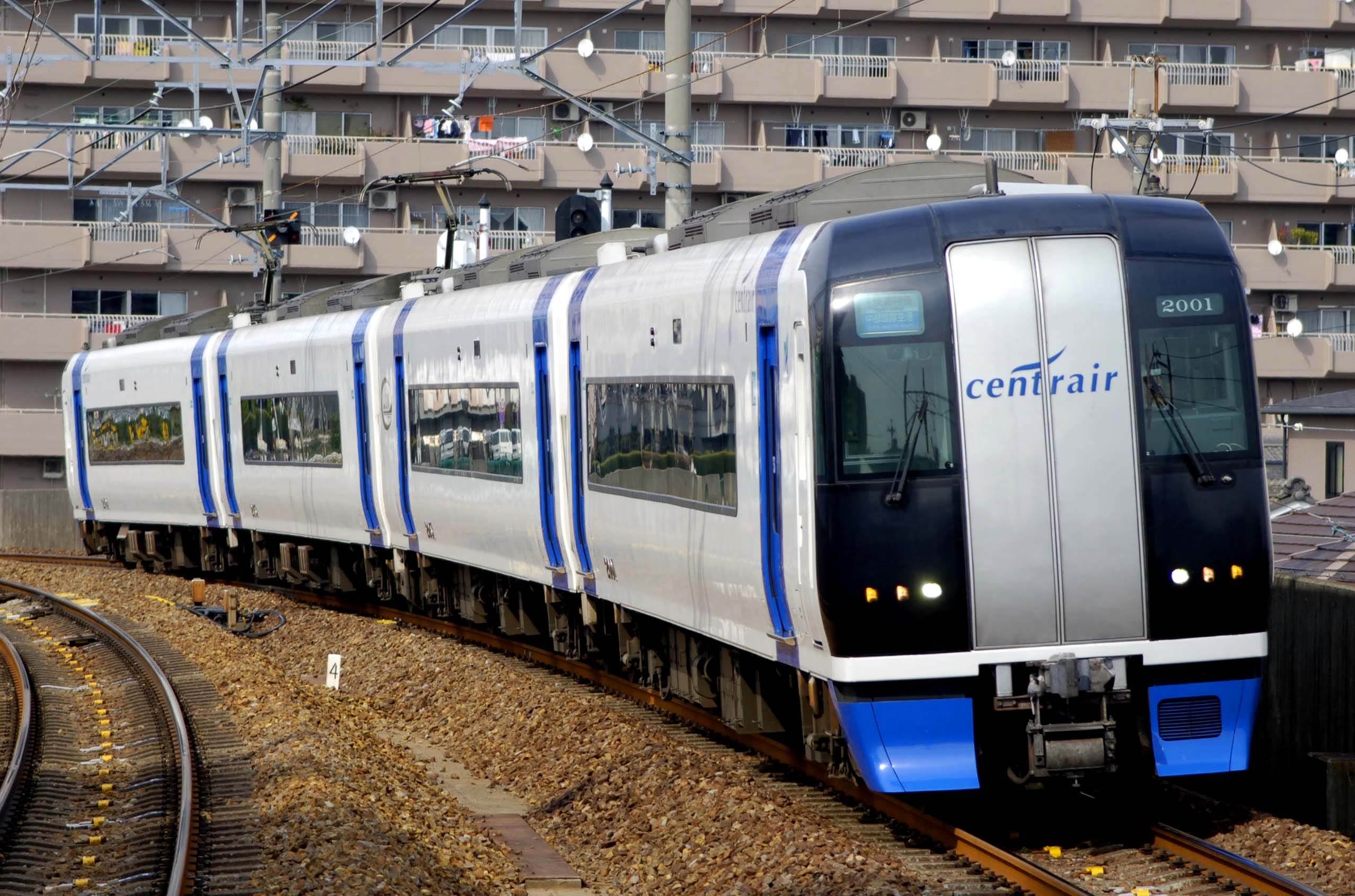
2000系特別車 （ミュースカイ）

一部特別車特急

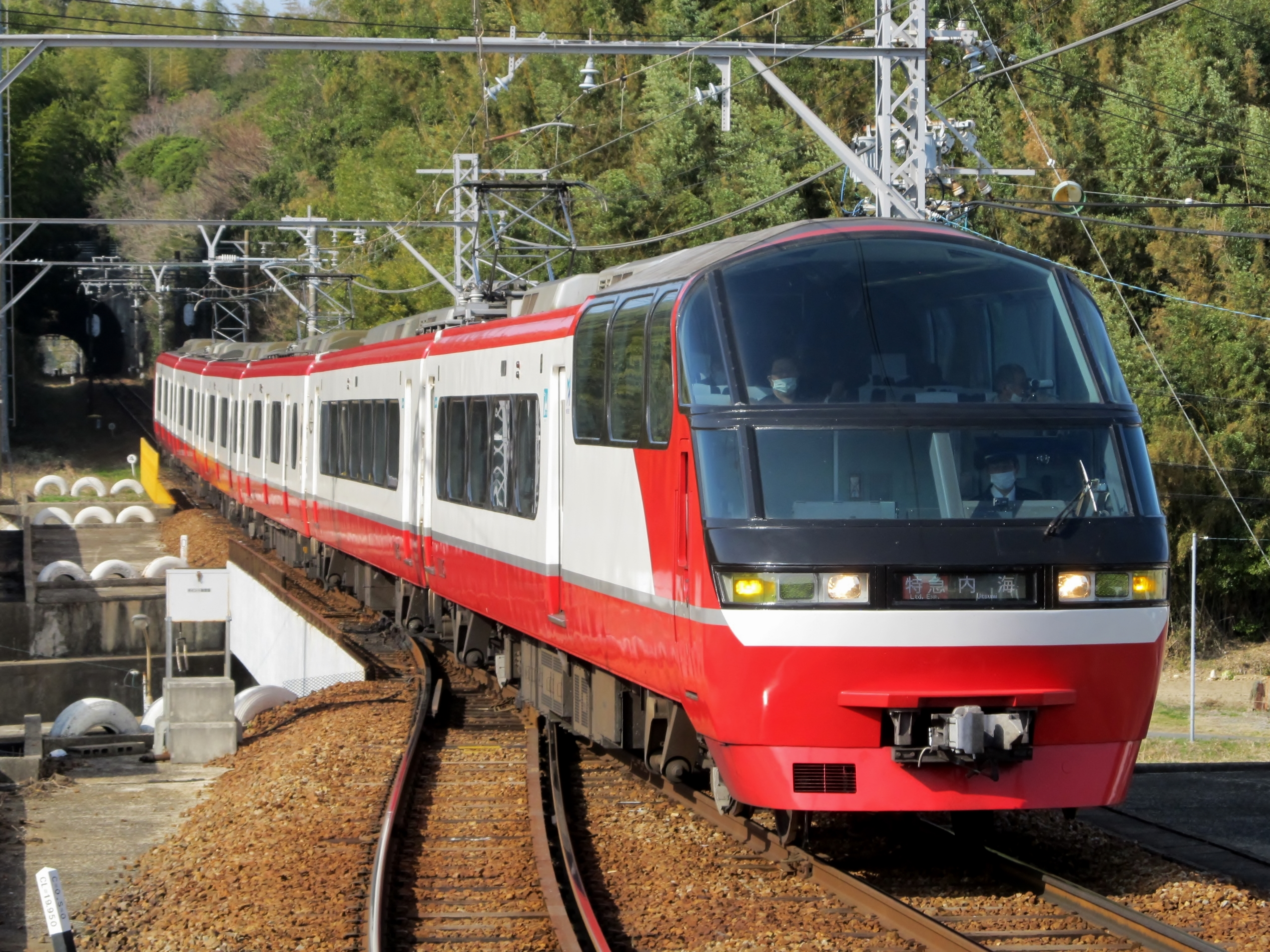
1200系特別車[注釈 29] （パノラマsuper）
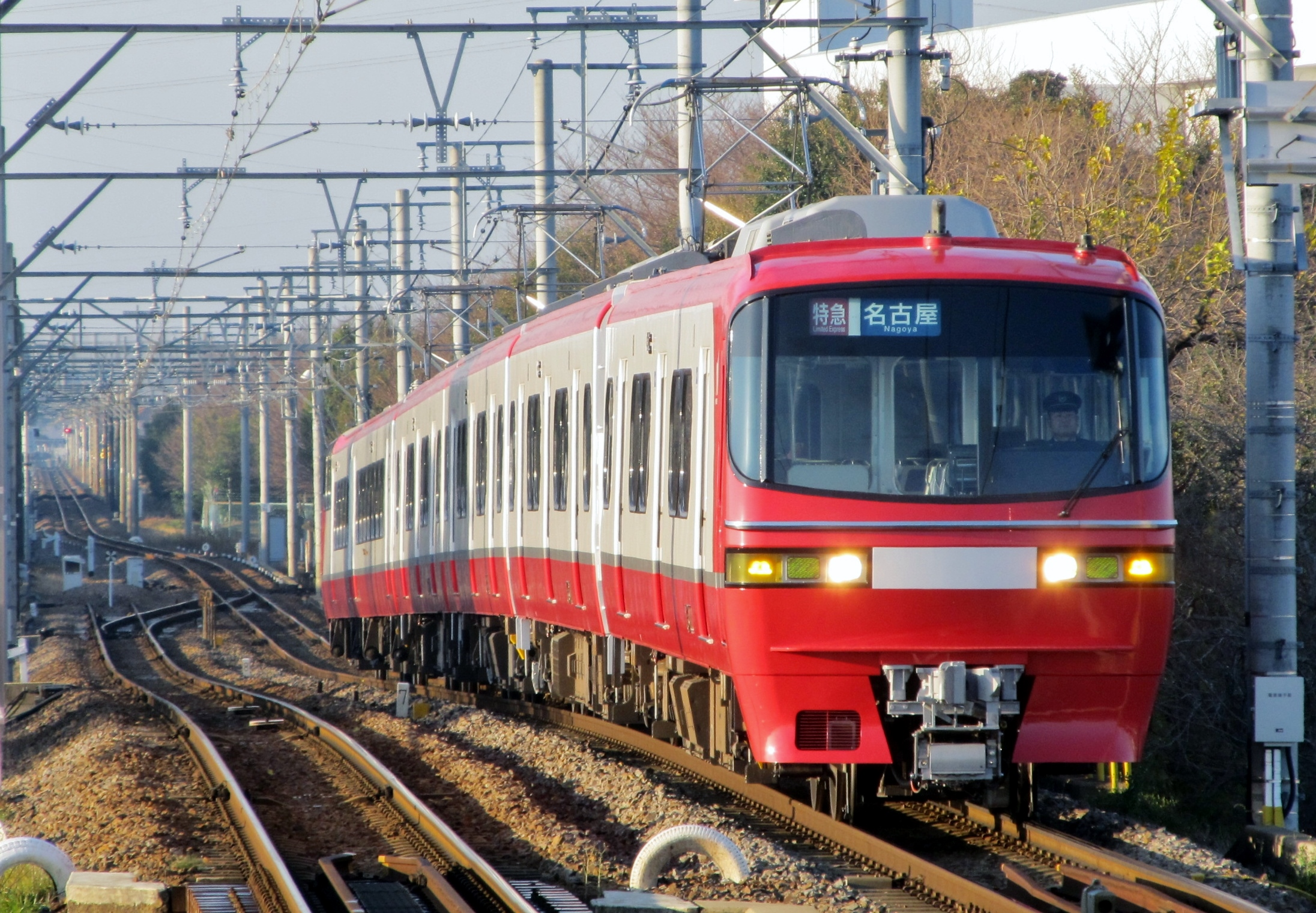
1200系一般車 （パノラマsuper）
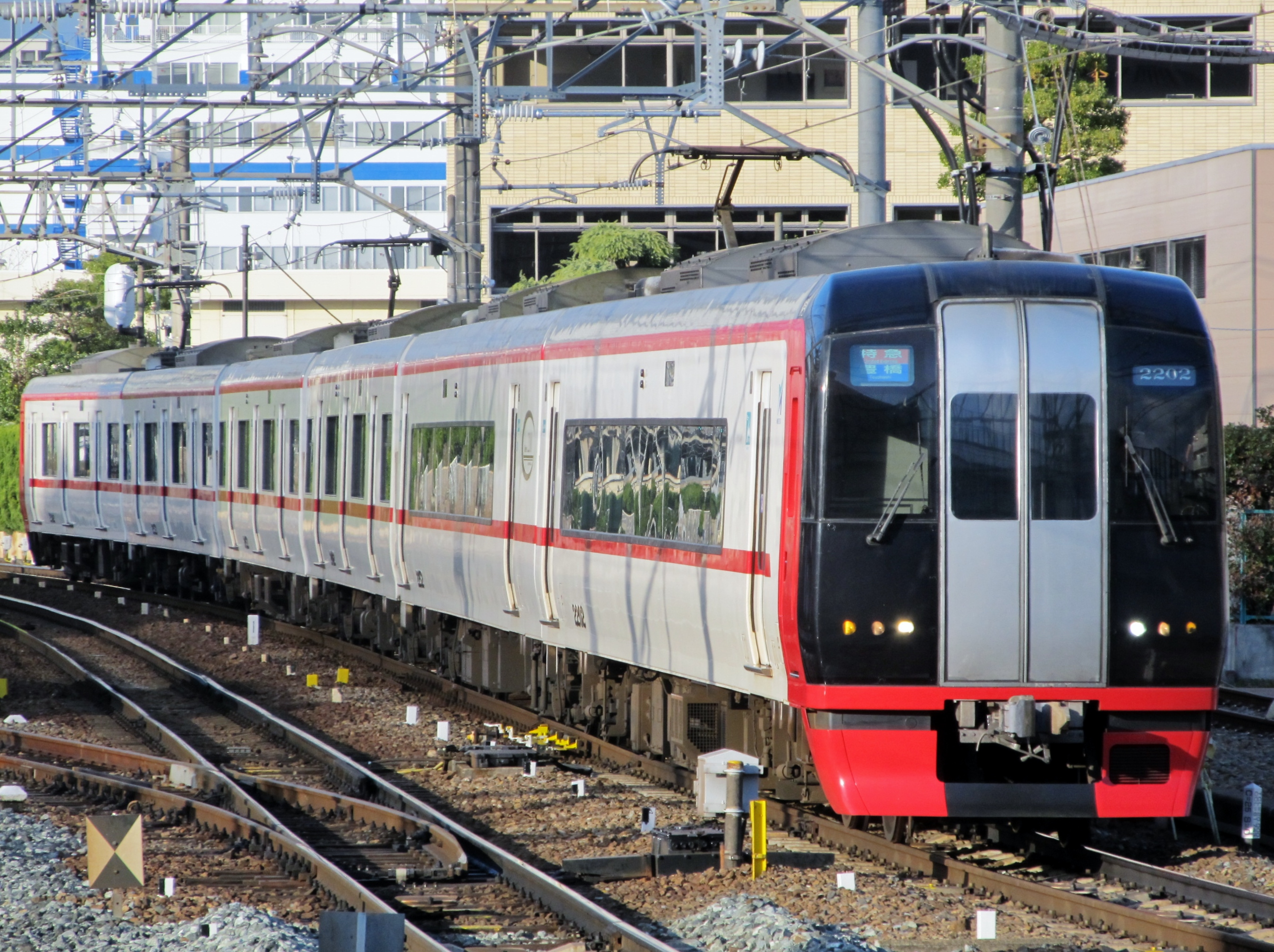
2200系特別車・一般車
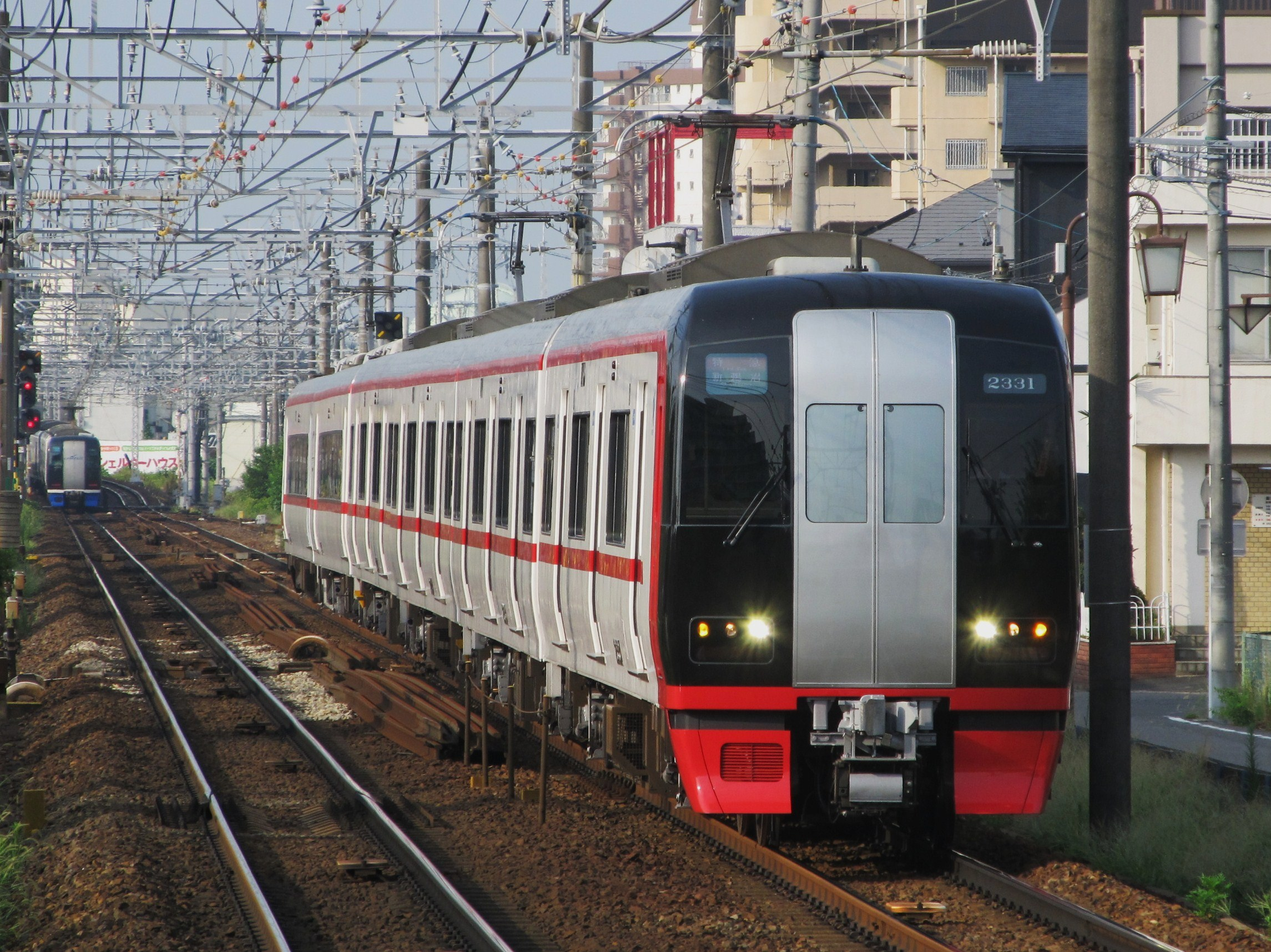
2300系一般車
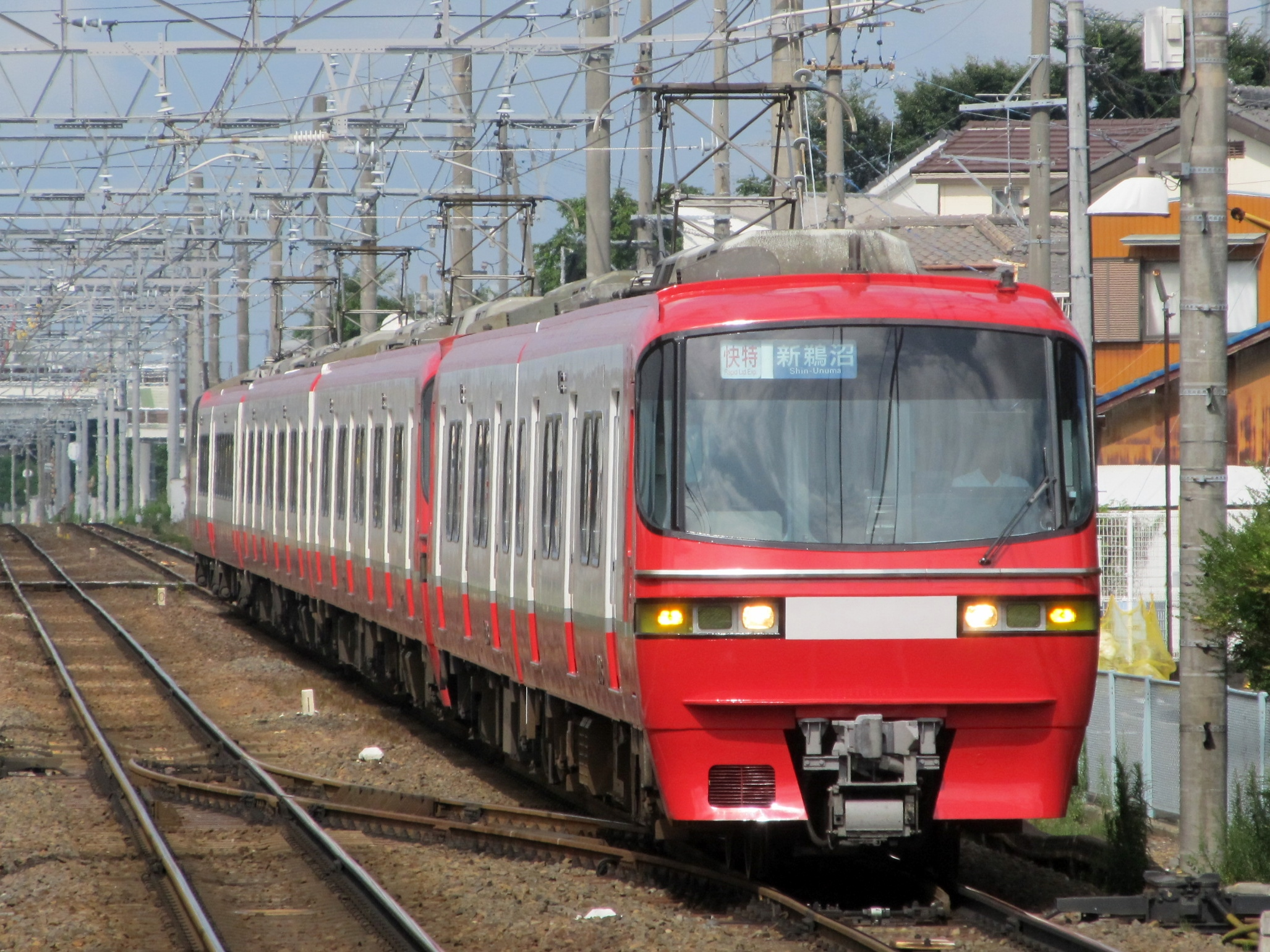
1800系一般車[16] ※増結車両
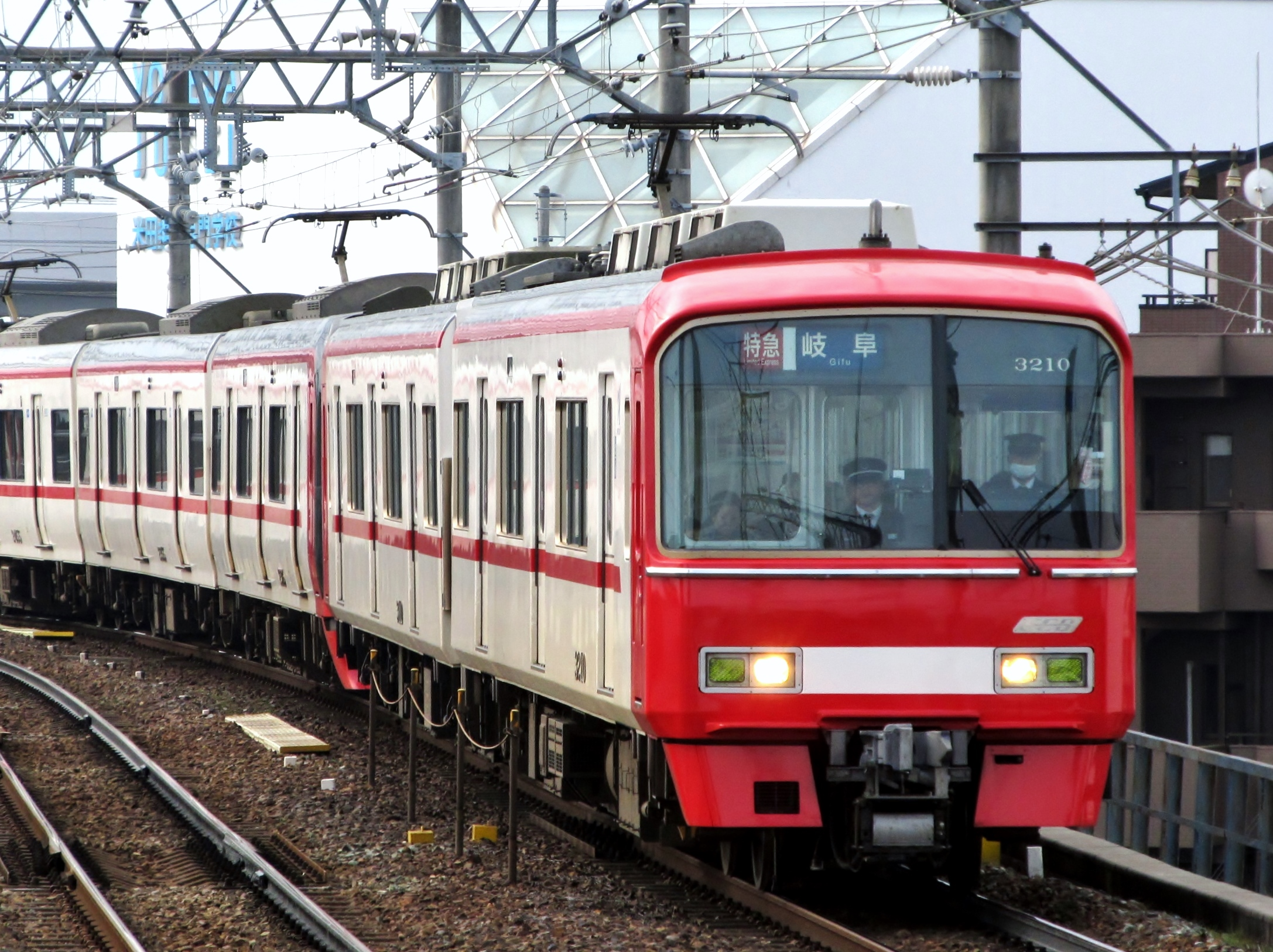
3100系一般車[16] ※増結車両
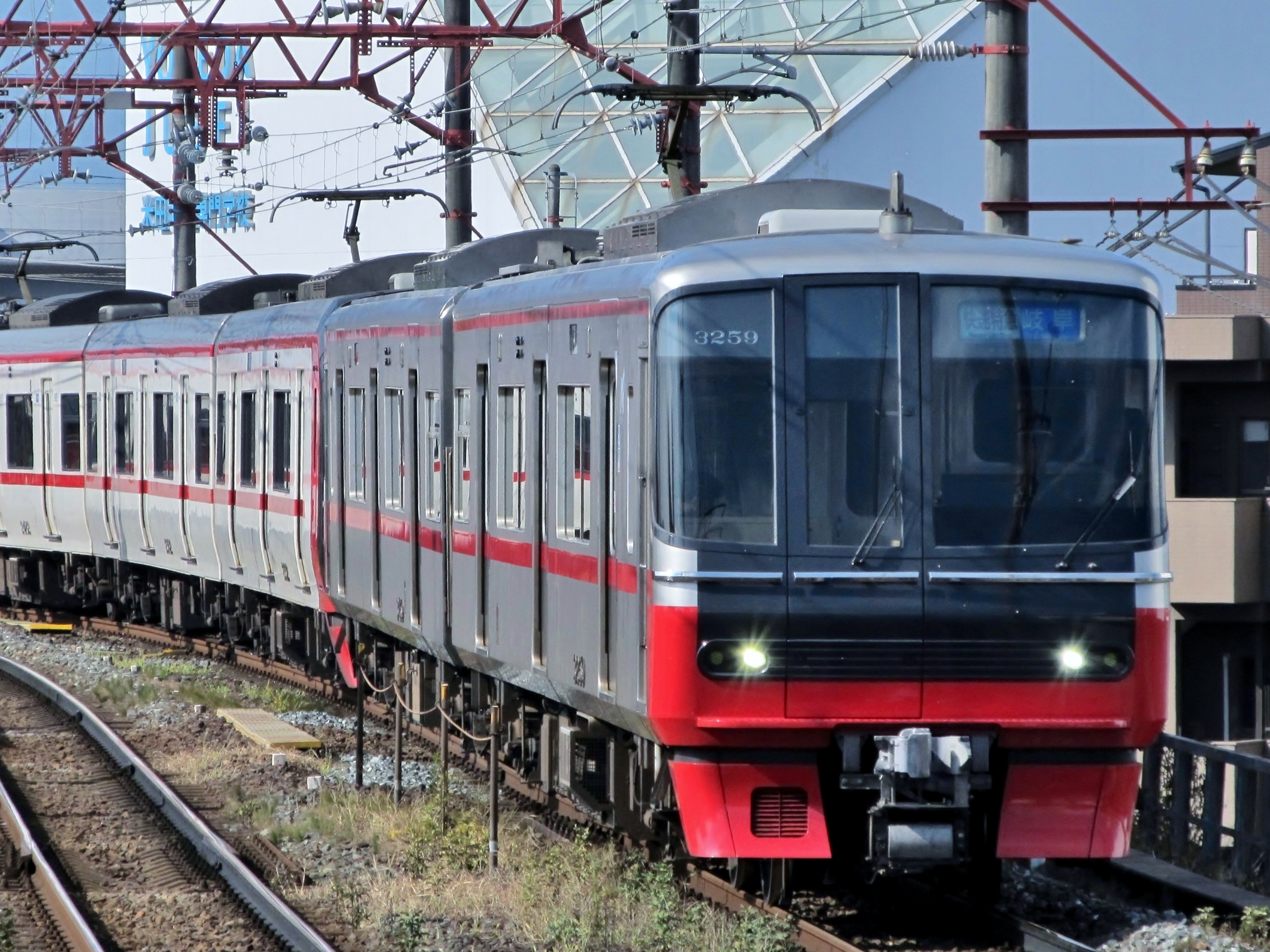
3150系一般車[16] ※増結車両
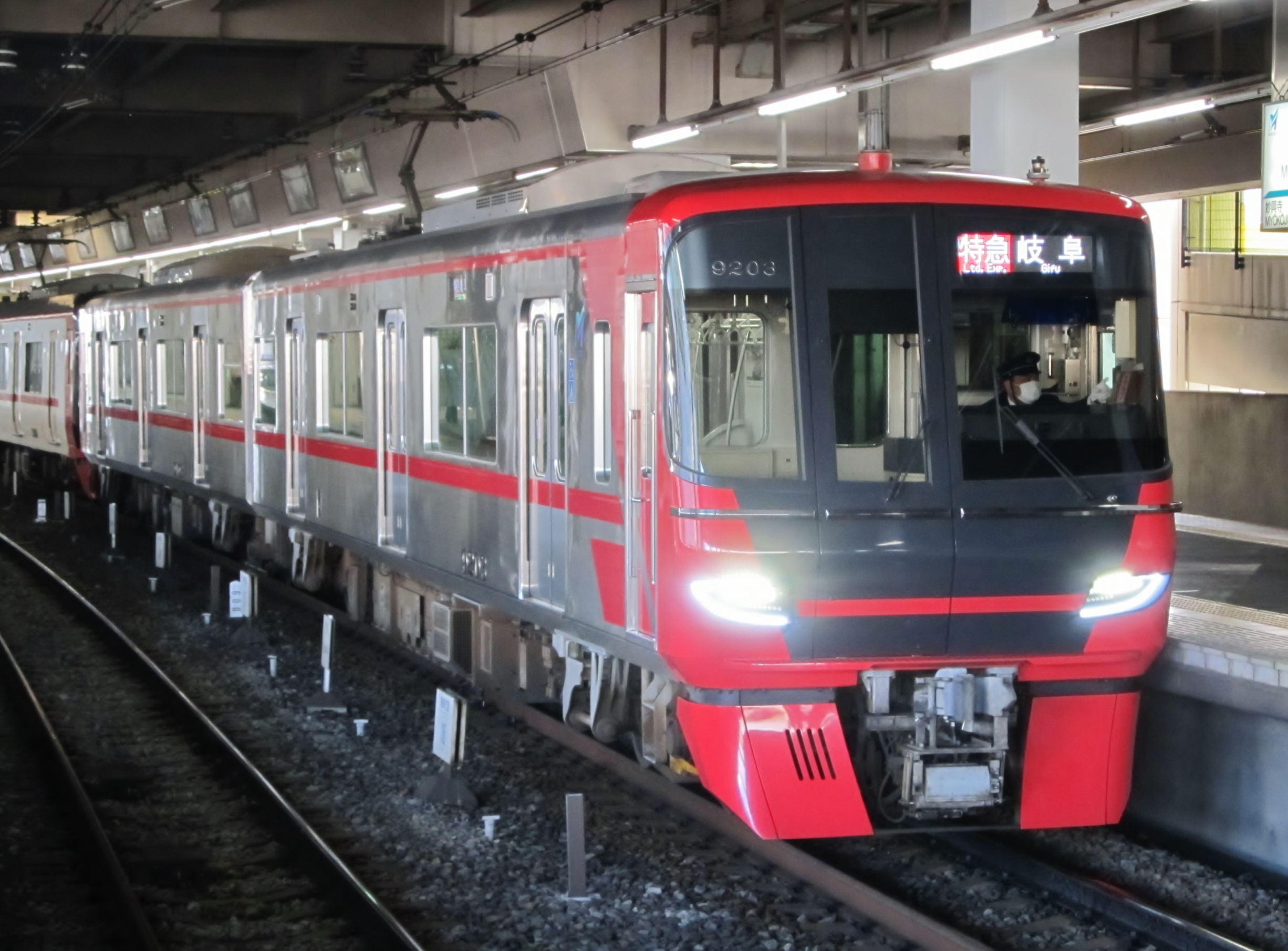
9100系一般車[16] ※増結車両

全車一般車特急
- 3300系 (3代)[16]
- 3500系 (2代)[16]
- 3700系 (3代)[16]
- 5000系 (2代)[16]
- 6000系[16]
- 6500系[16]
- 9500系[16]
- 3100系[16]
- 3150系[16]
- 6800系[16]
- 9100系[16]

### 代走車両
事故などで一部特別車車両が不足した場合、一部の運用を全車一般車に切り替えて運転が再開されることがある。

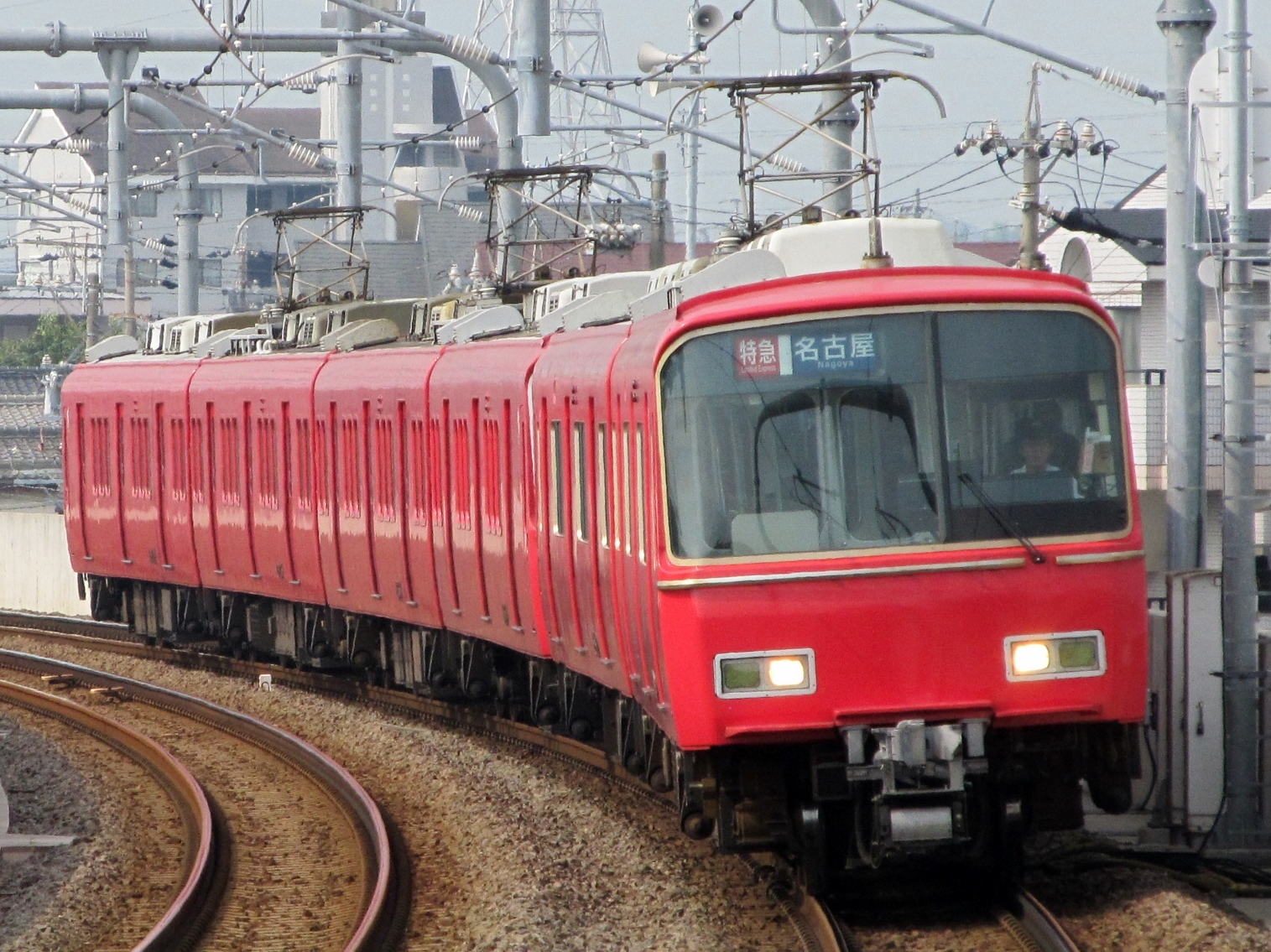
6800系+6500系による代走運用

### かつて使用された車両
有料特急に使用された車両（特急専用車）
座席指定特急、全車指定席特急、全車特別車特急、一部特別車特急の特別車、北アルプスなど

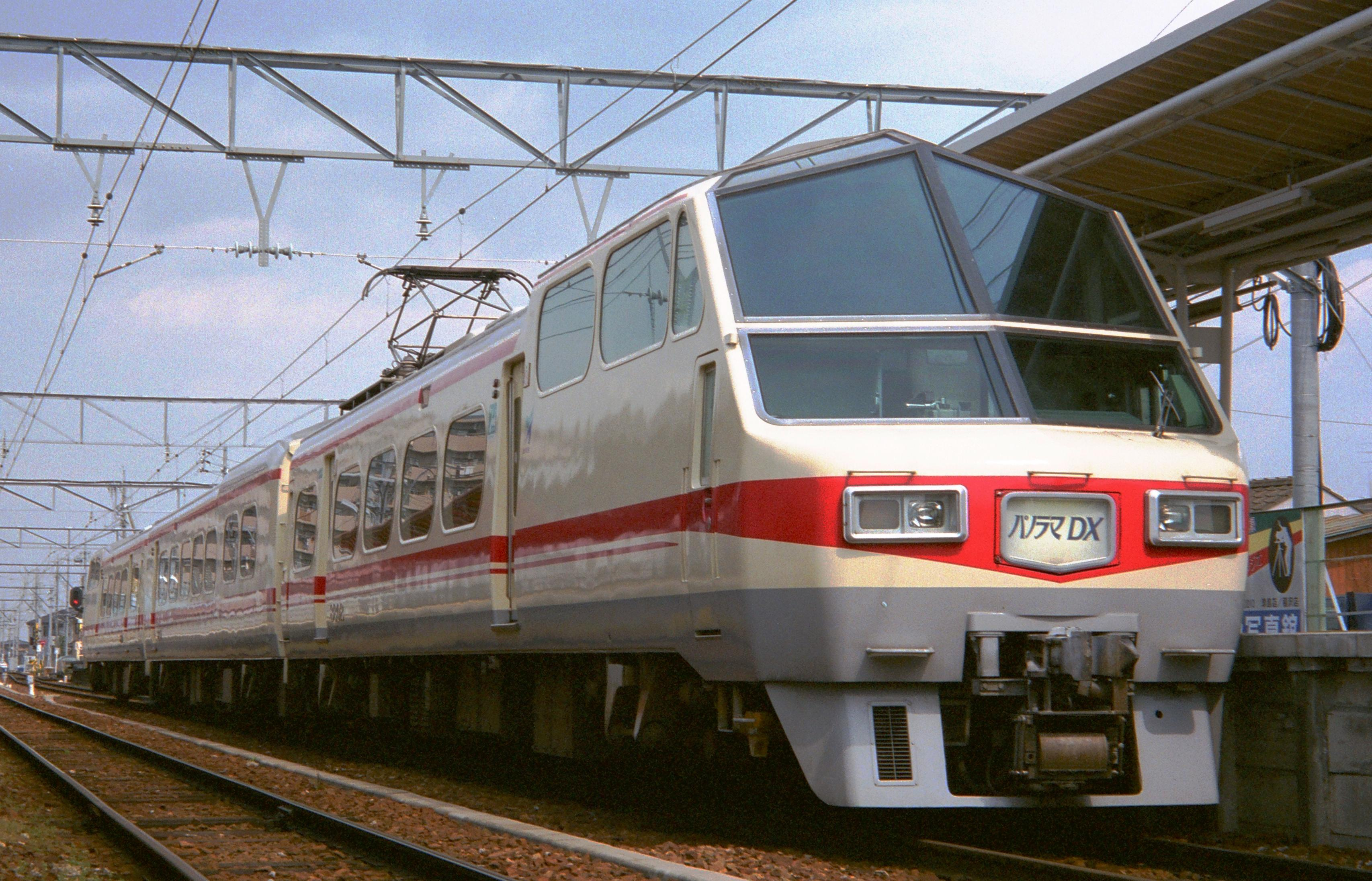
8800系 （パノラマDX）
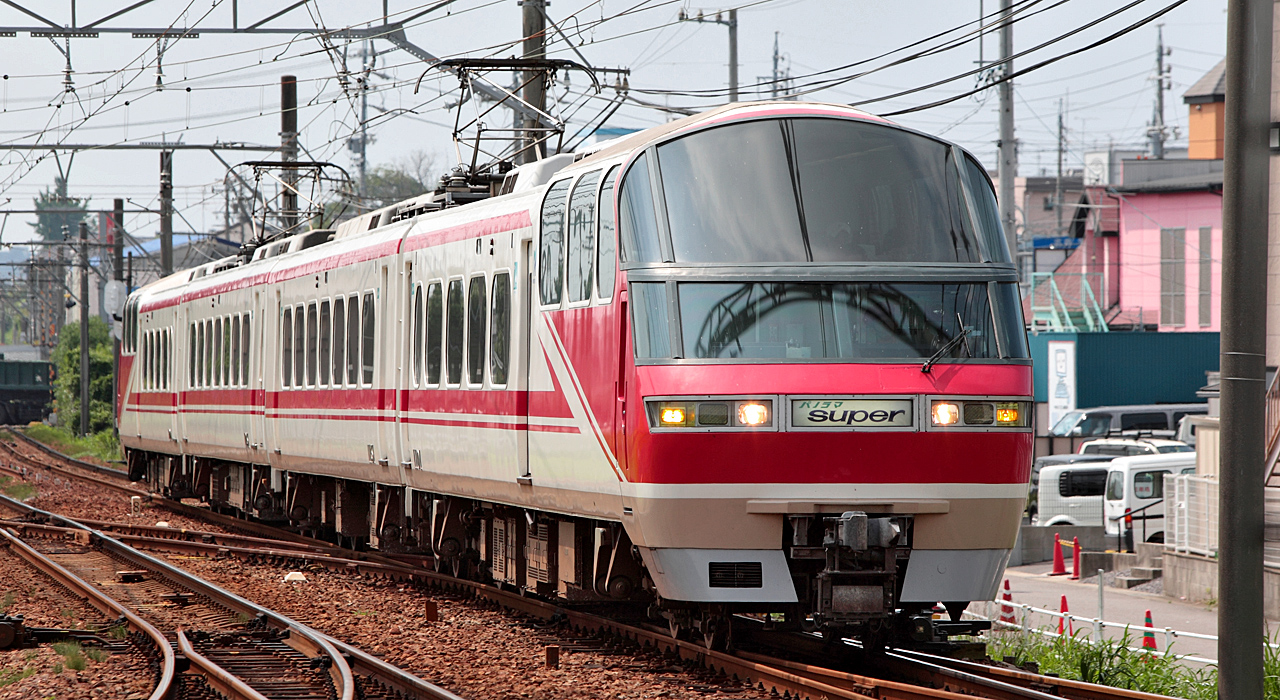
1000系 全車特別車編成 （パノラマSuper）
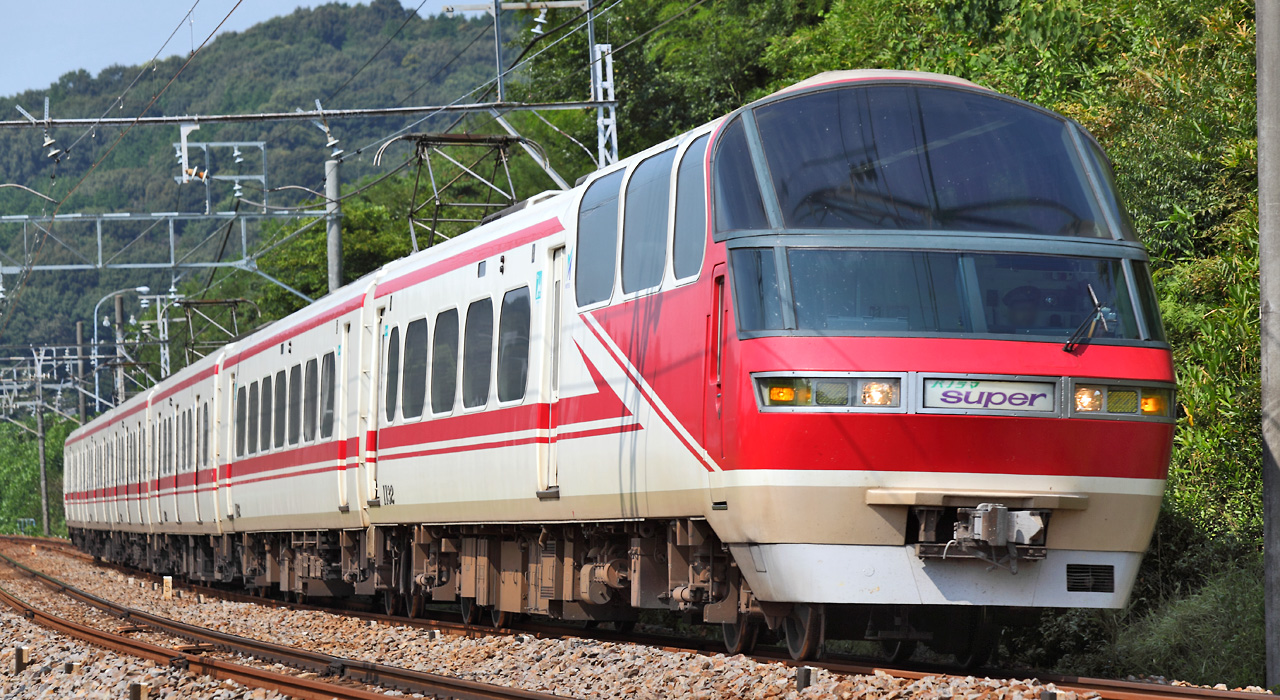
1030系特別車 （パノラマsuper） ※機器流用車
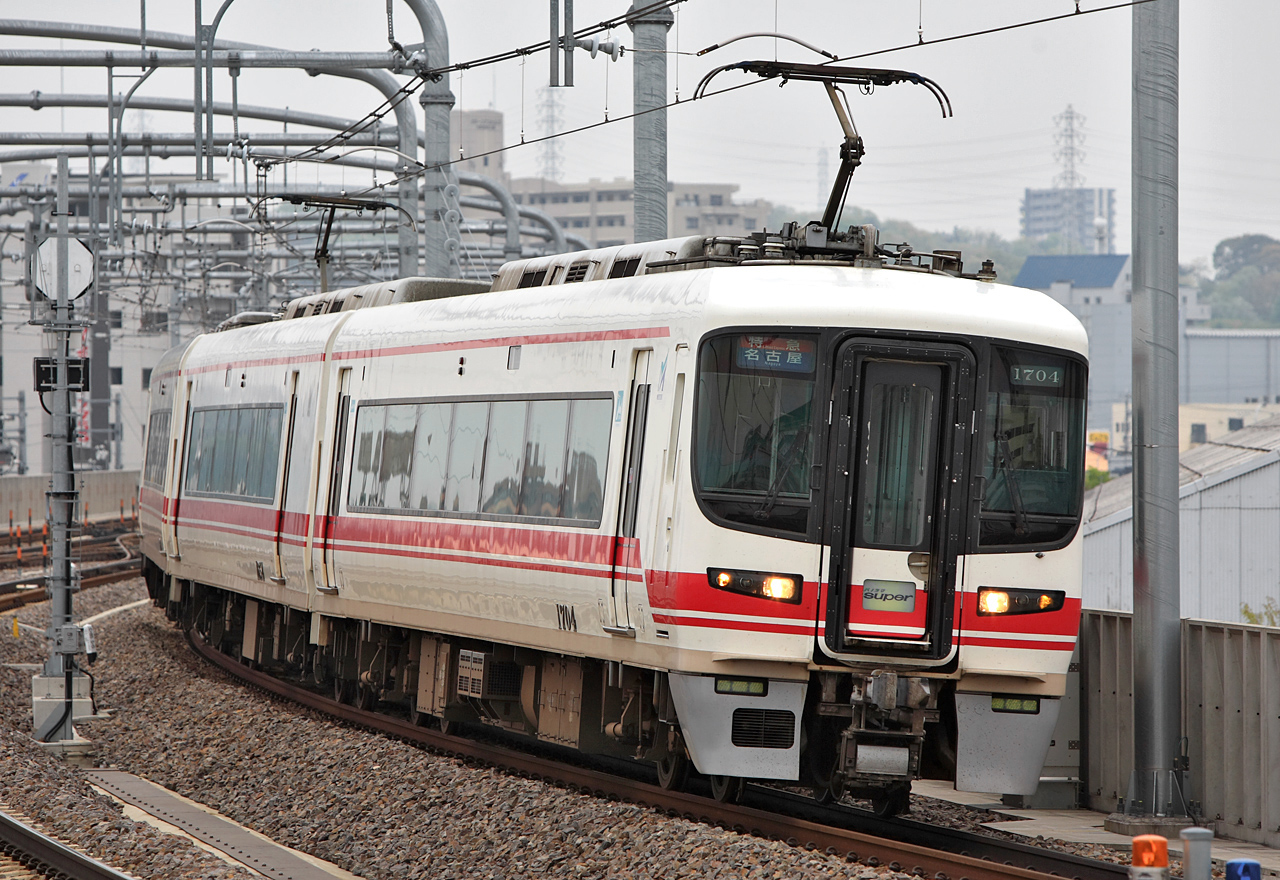
1600系 （パノラマsuper）
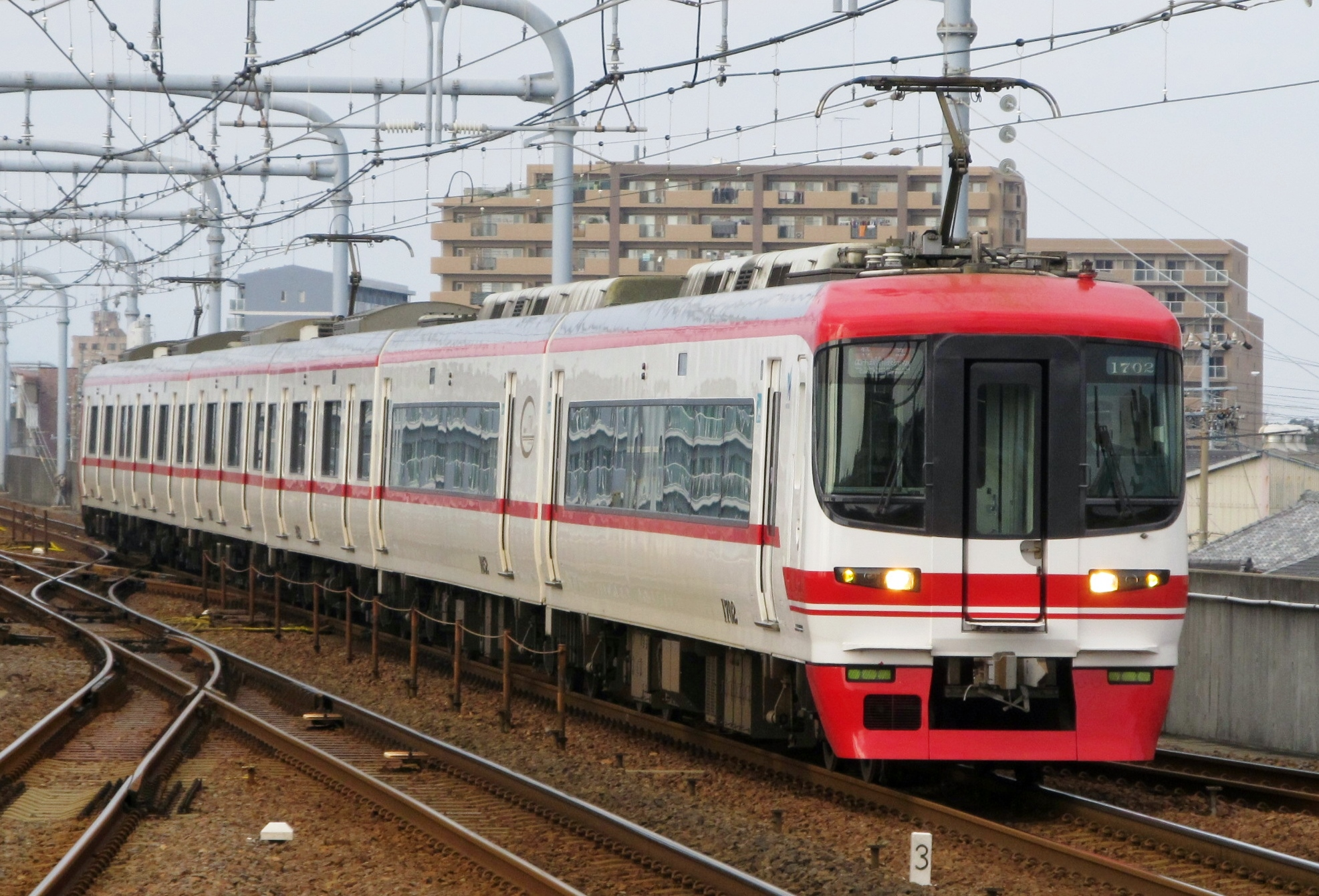
1700系特別車
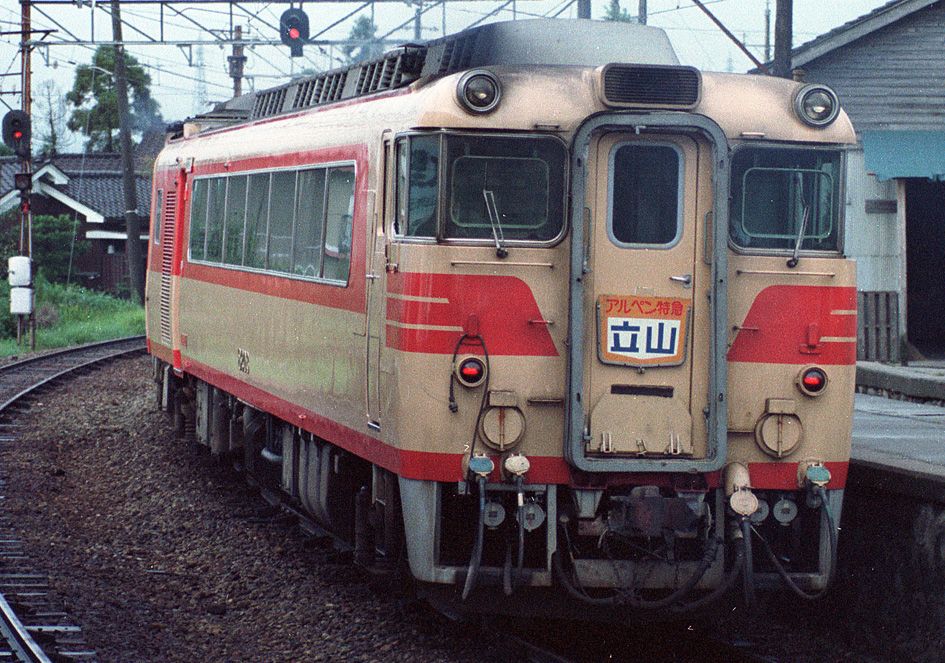
キハ8000系
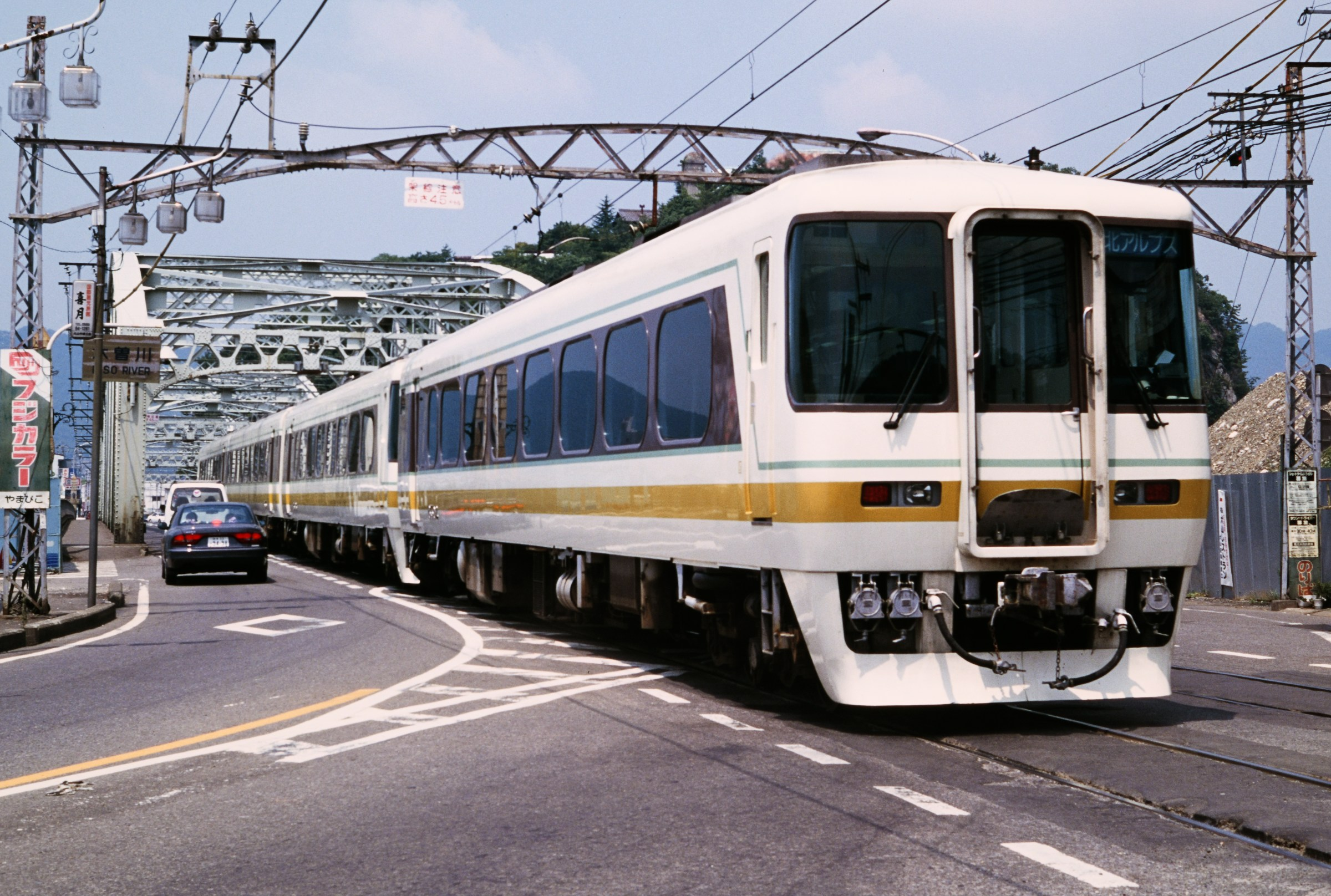
キハ8500系

時期や編成によって無料・有料ともに使用された車両
座席確保特急、「白帯車」など

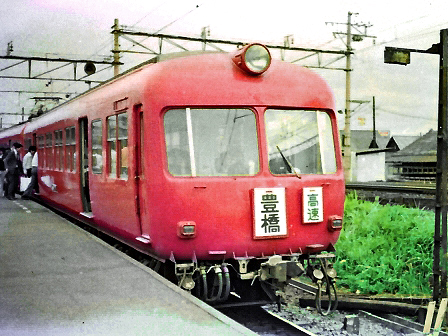
5000系 (初代) （SR車）
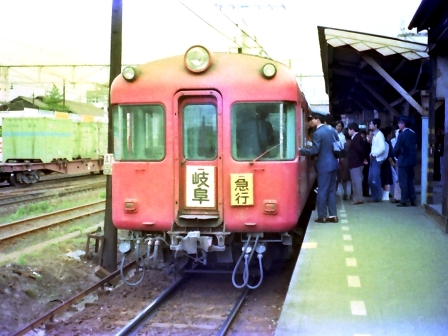
5200系 （SR車）
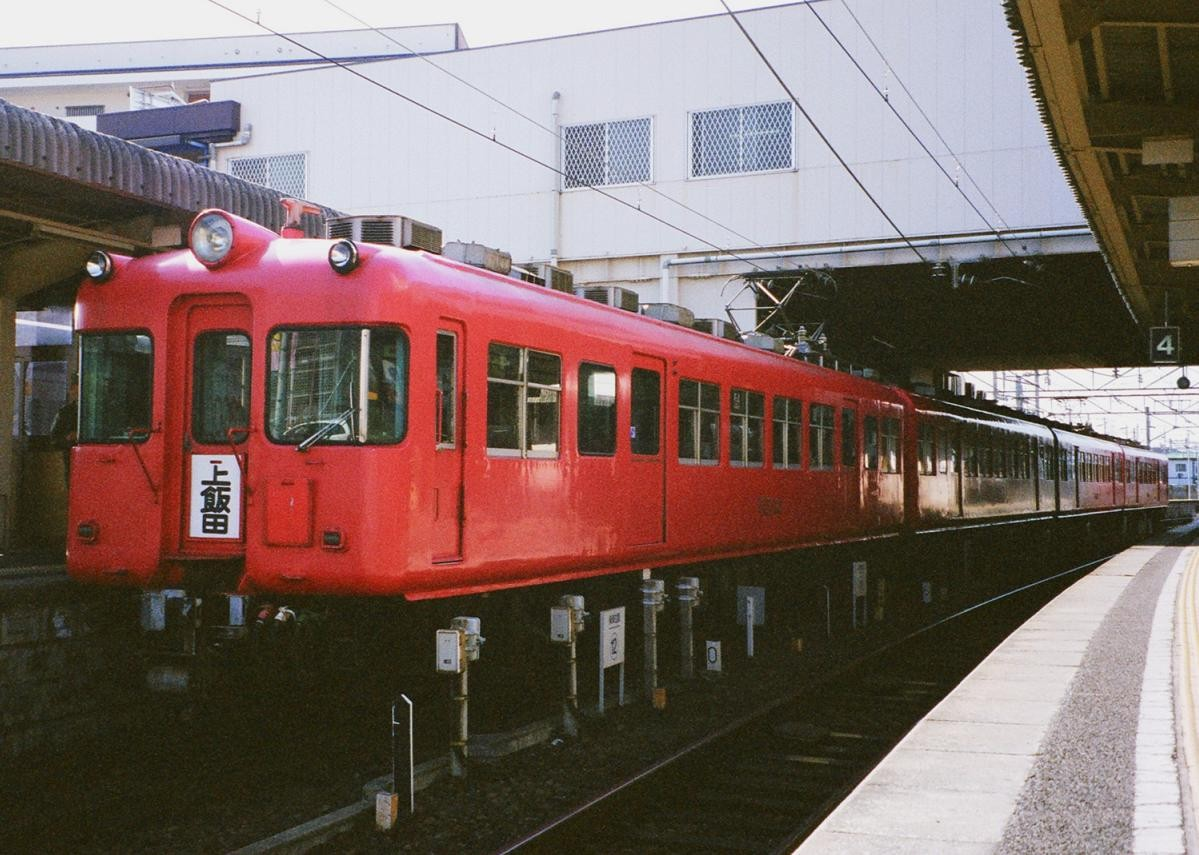
5500系 （SR車）
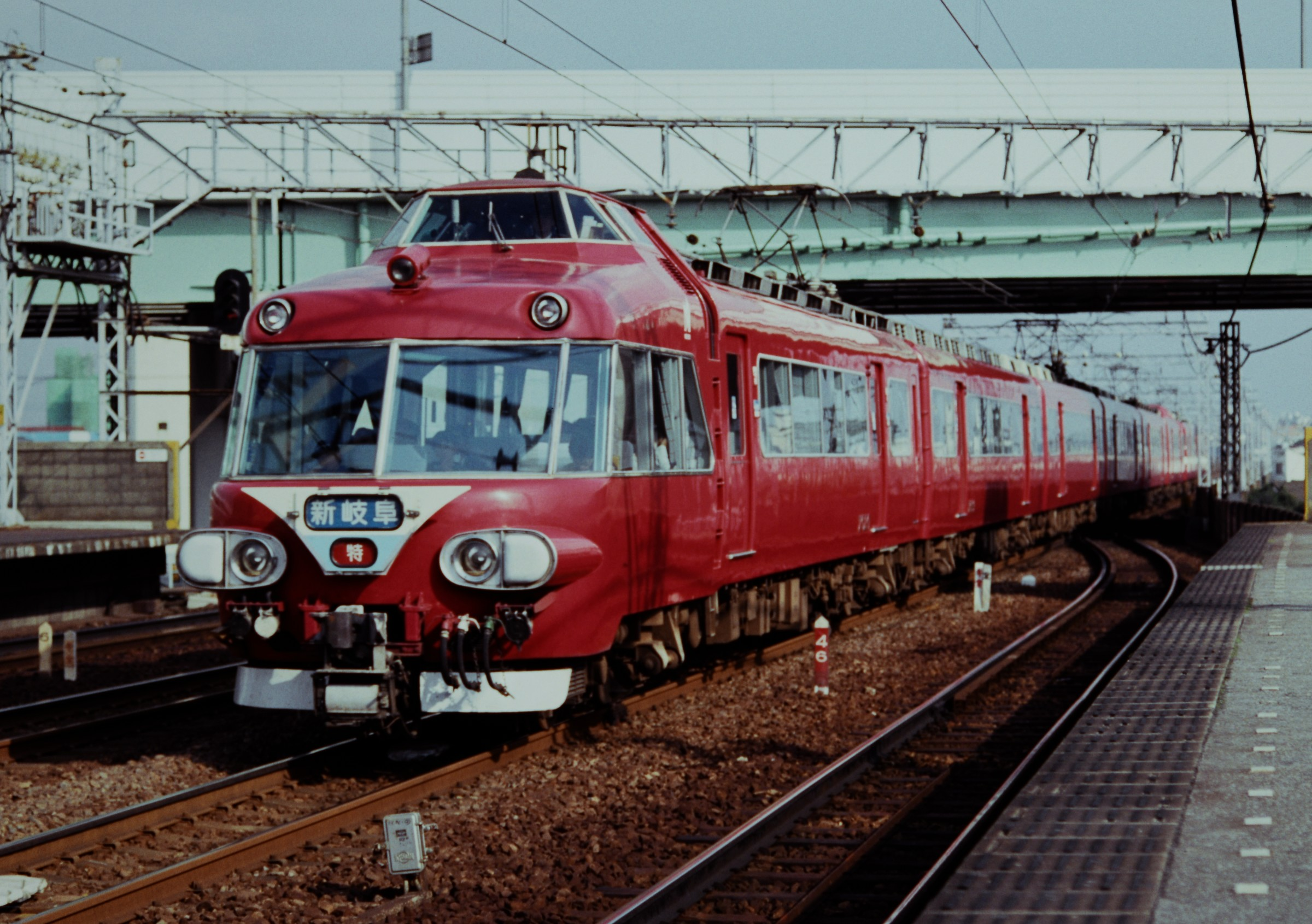
7000系 （パノラマカー）
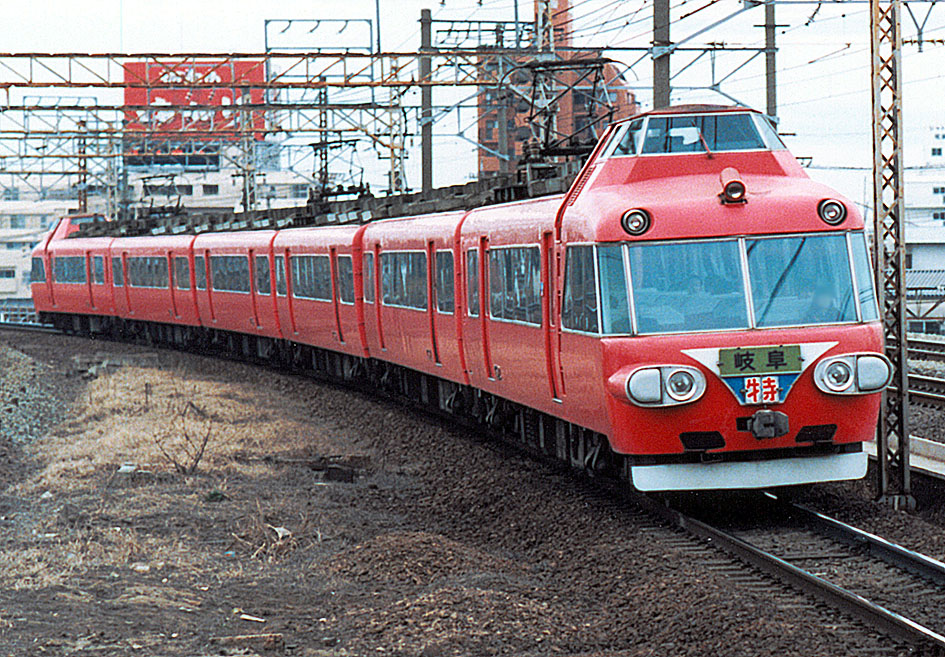
7500系 （パノラマカー）
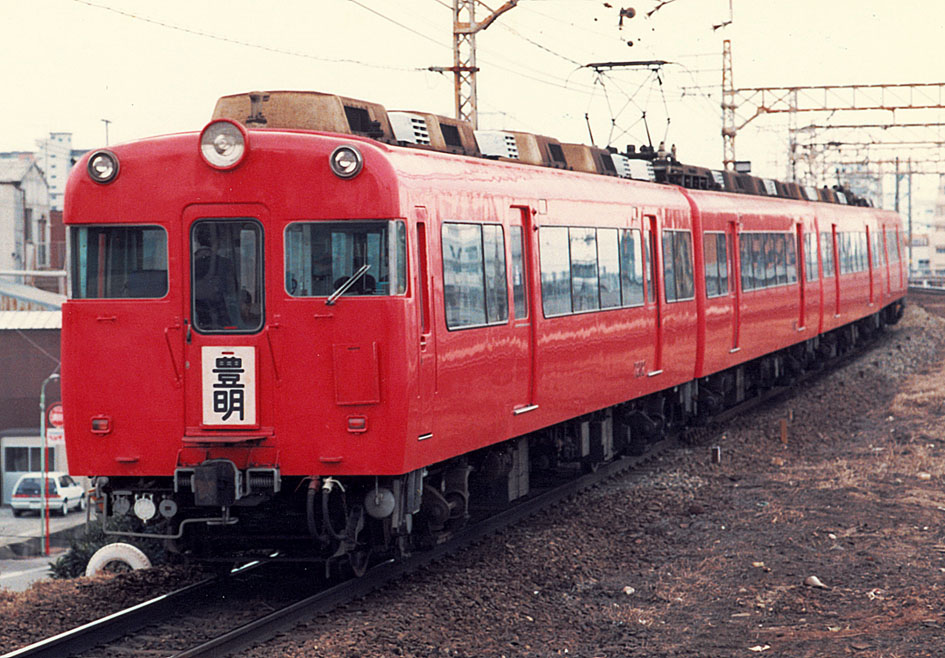
7300系
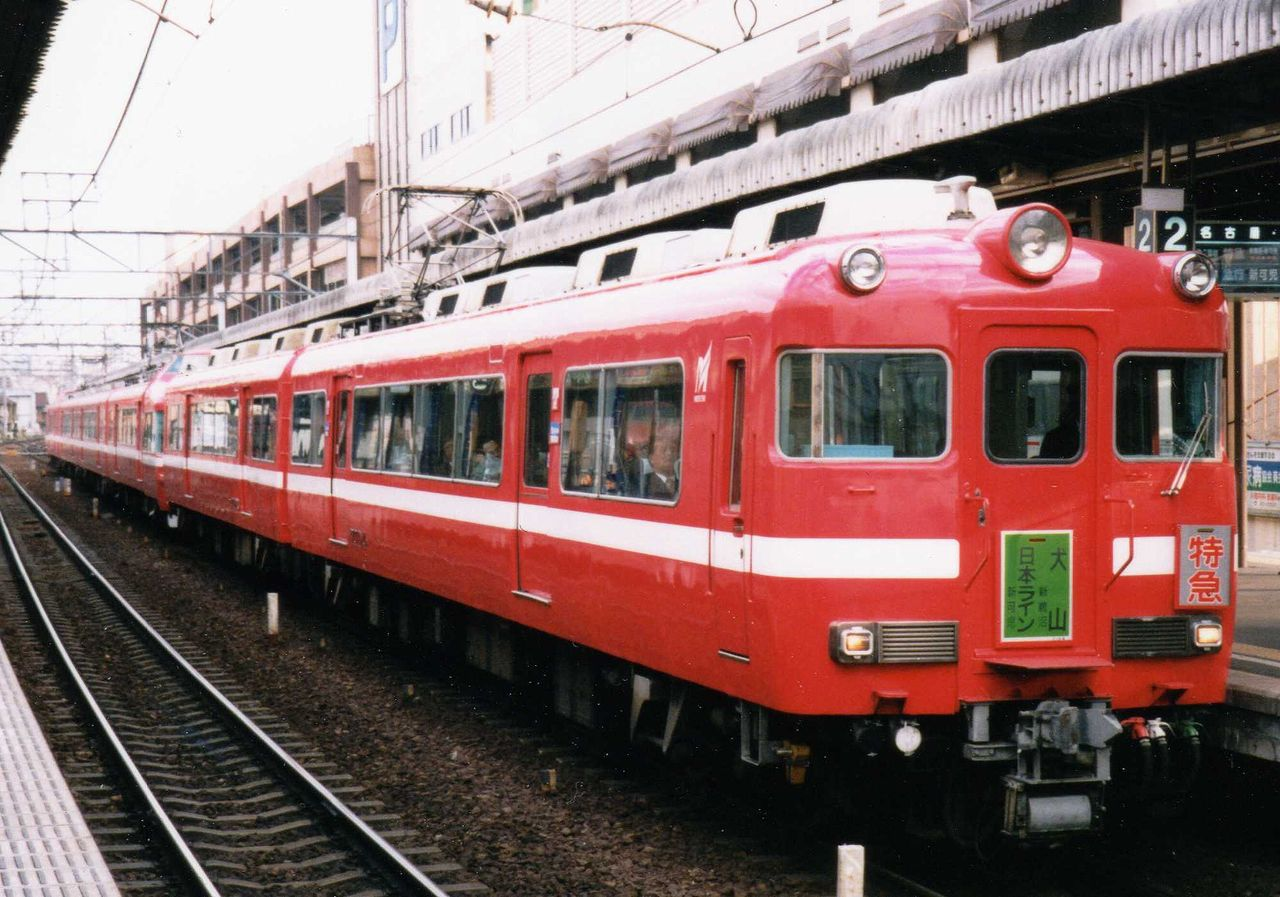
7700系
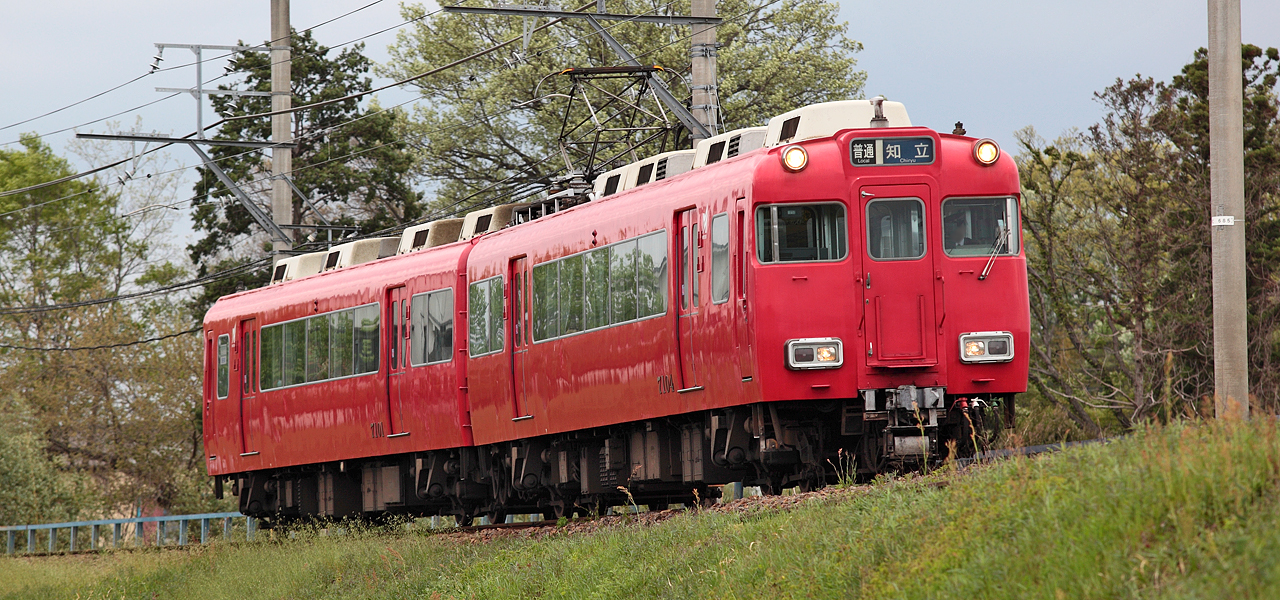
7100系

無料特急に使用された車両
一般特急、全車一般席車特急、全車一般車特急、一部特別車特急の一般車など

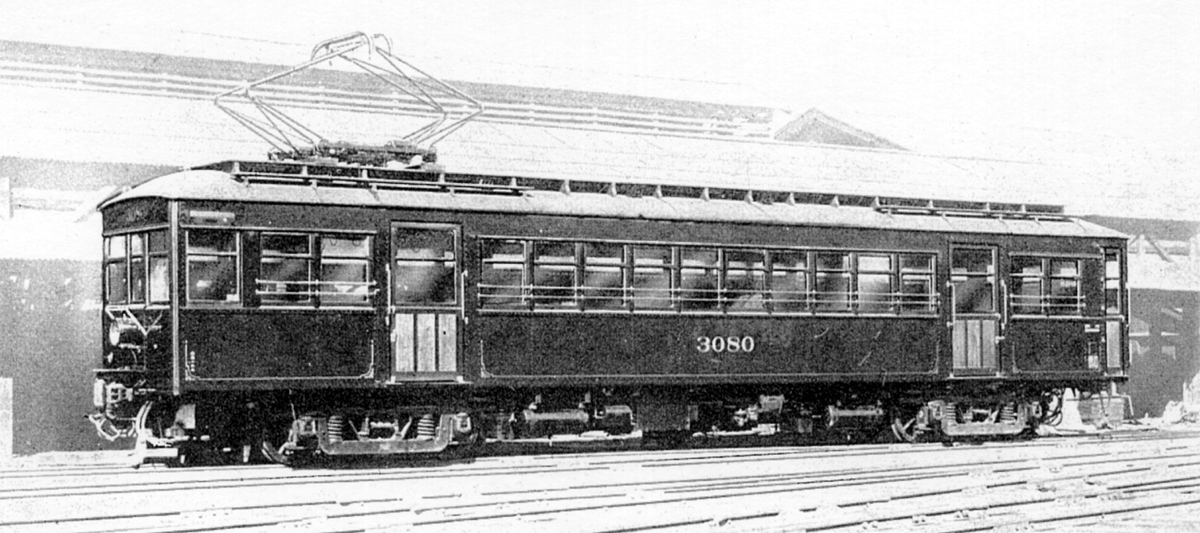
モ3200形 ※旧愛電電7形
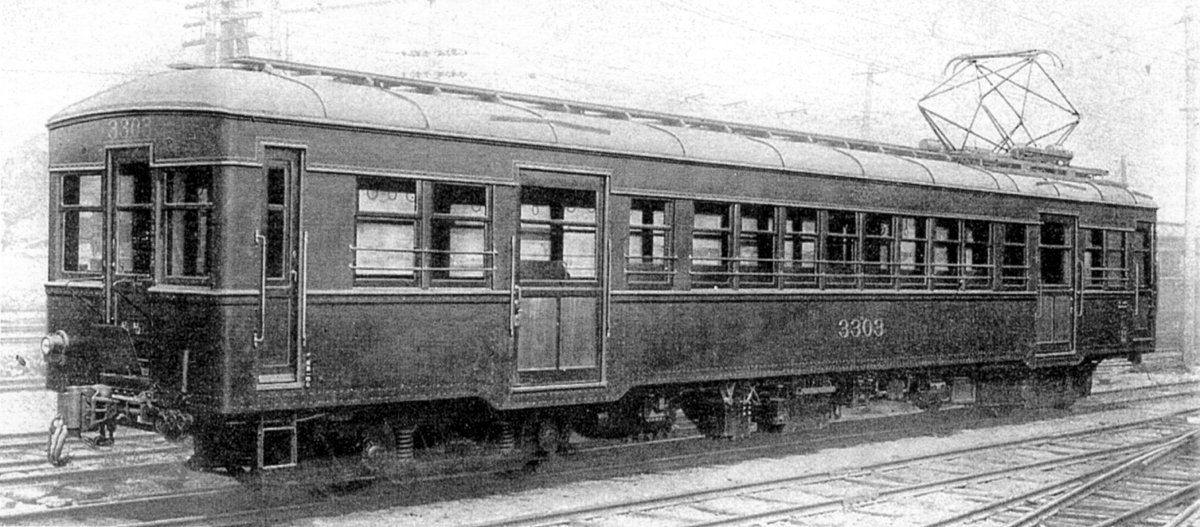
モ3300形（初代） （大ドス） ※旧愛電デハ3300形
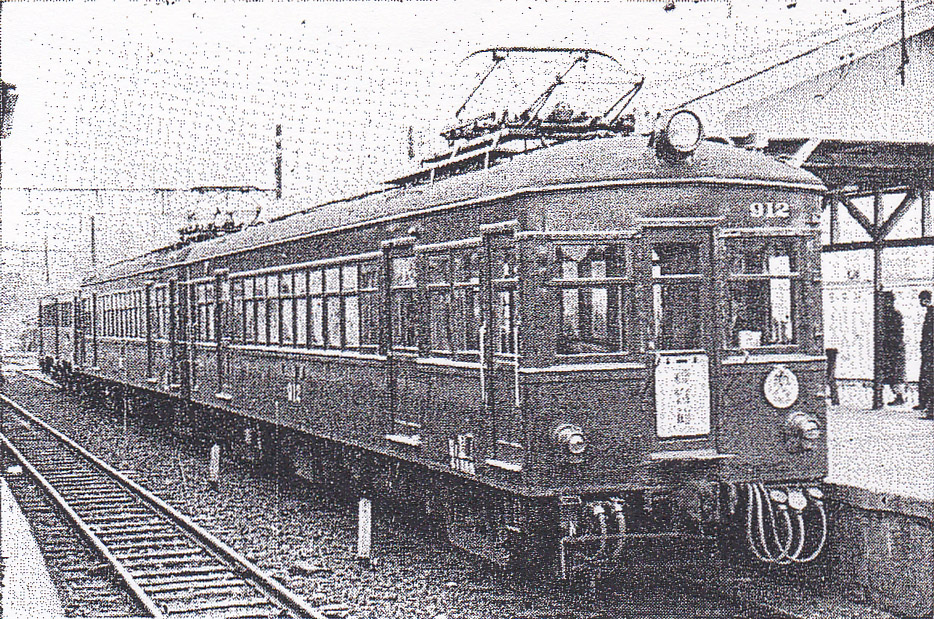
モ910形・モ900形 ※旧知多デハ910形
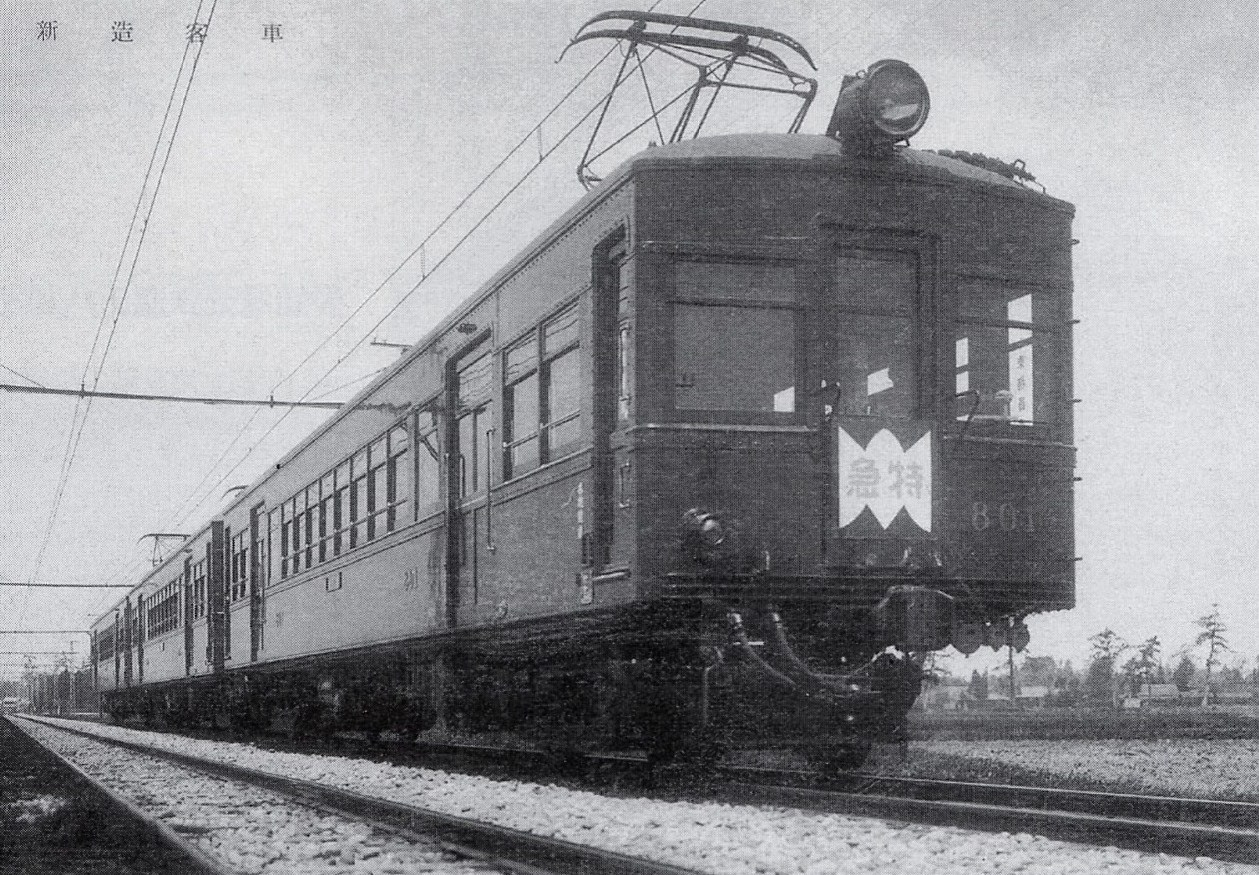
800系 ※旧名岐デボ800形
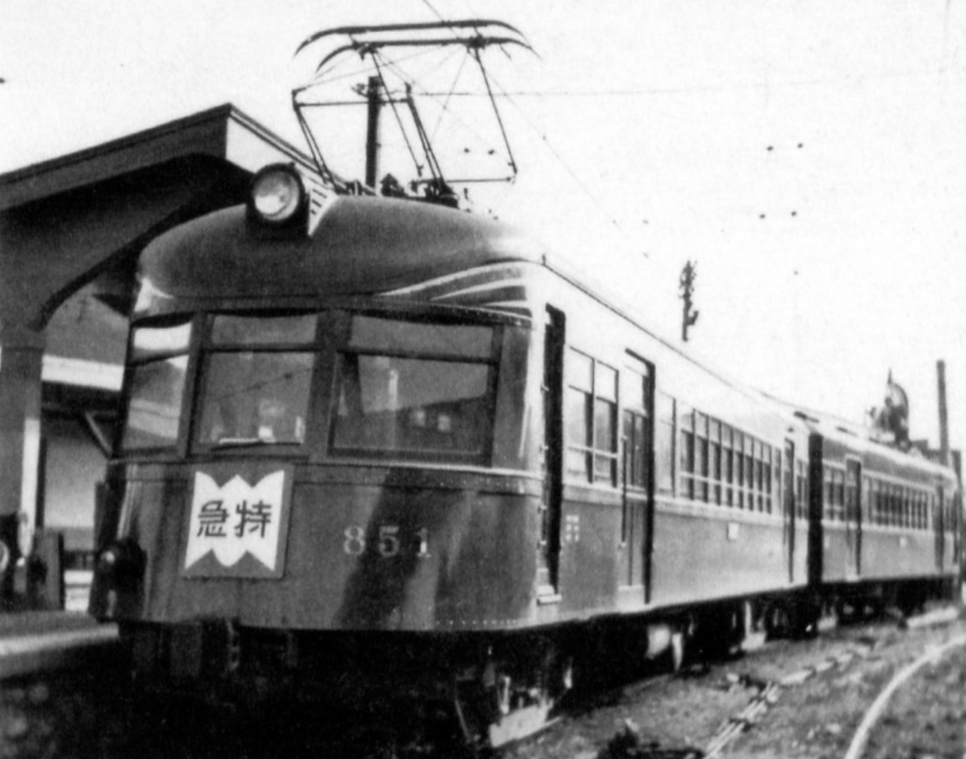
850系 （なまず）
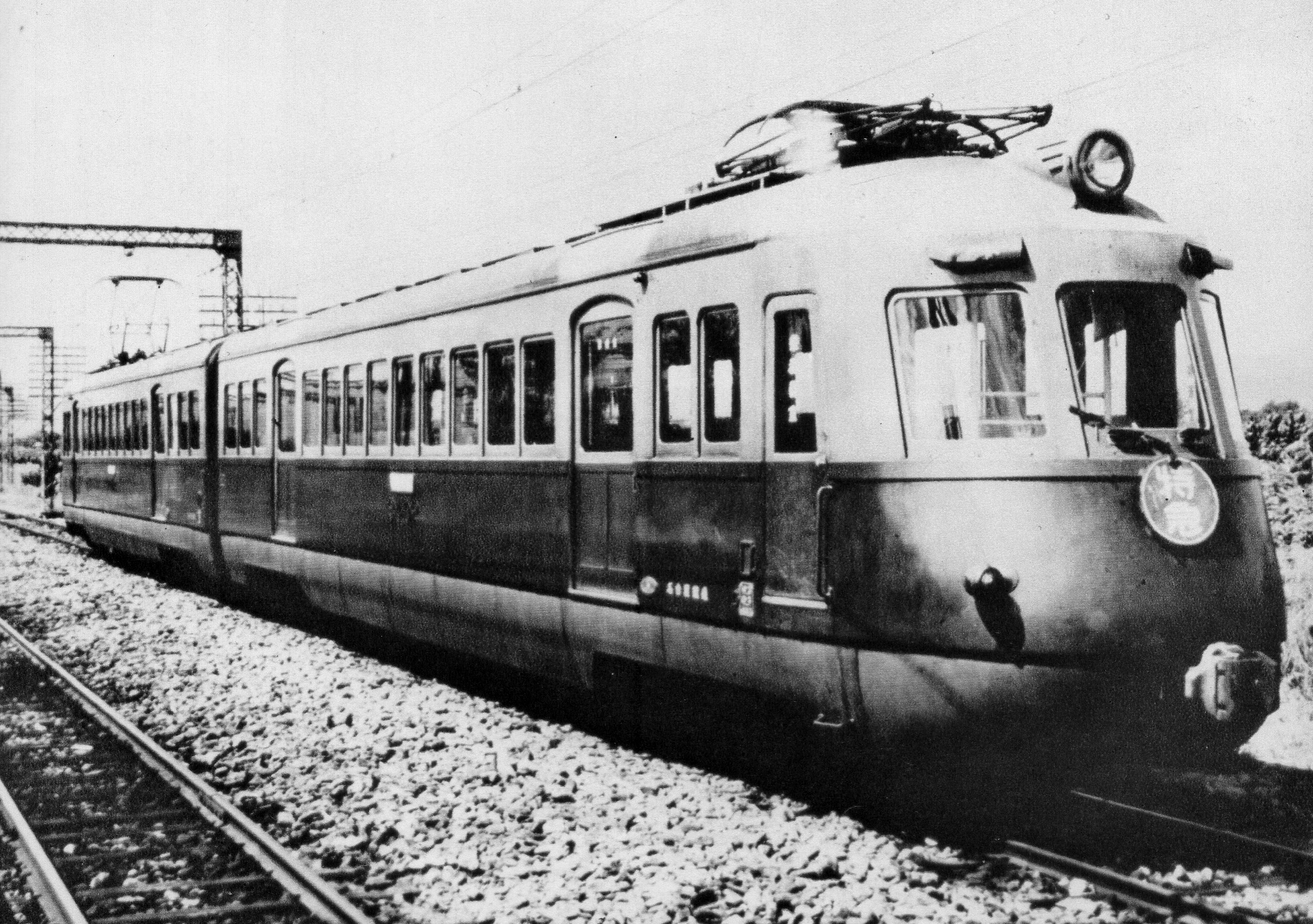
3400系 （流線・いもむし）
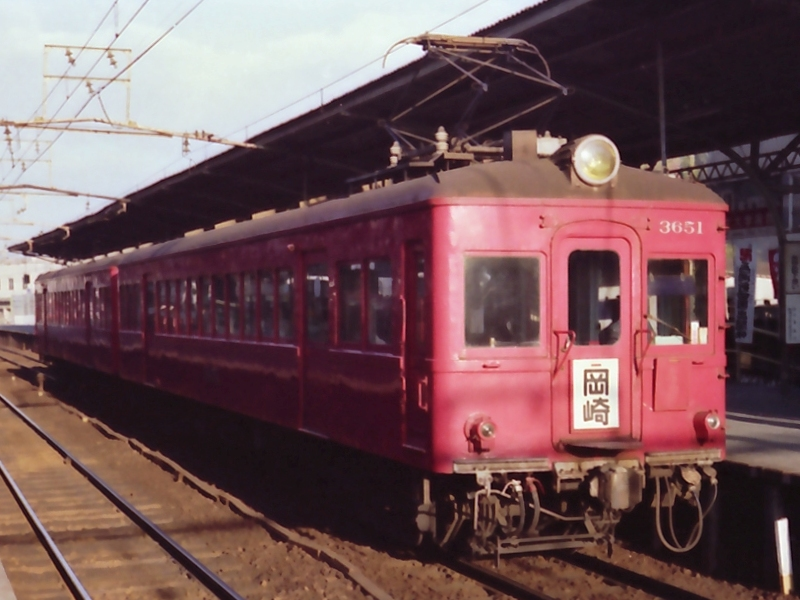
3600系
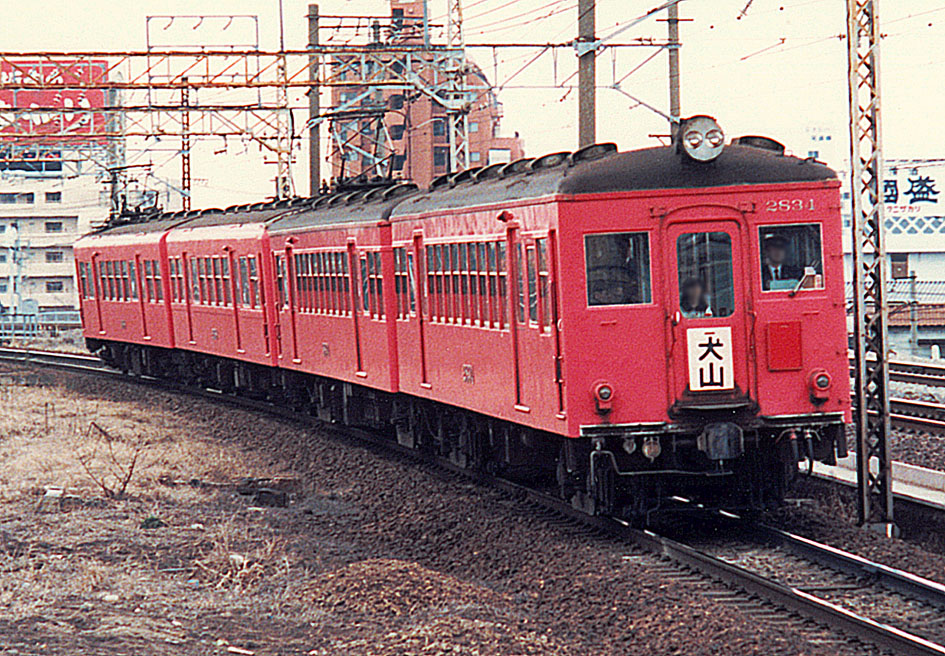
3800系
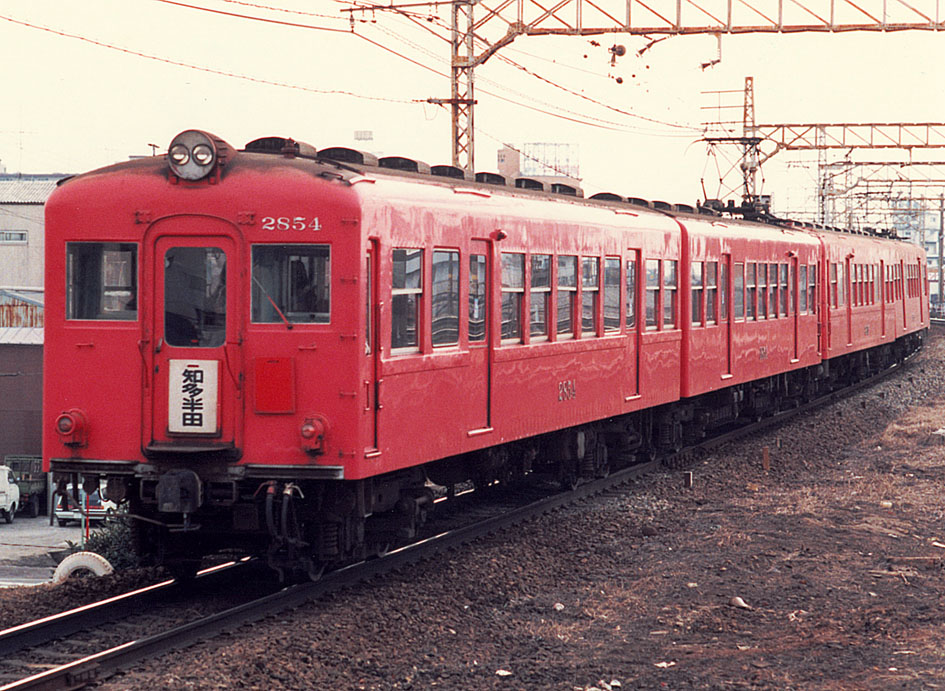
3850系 （OR車）
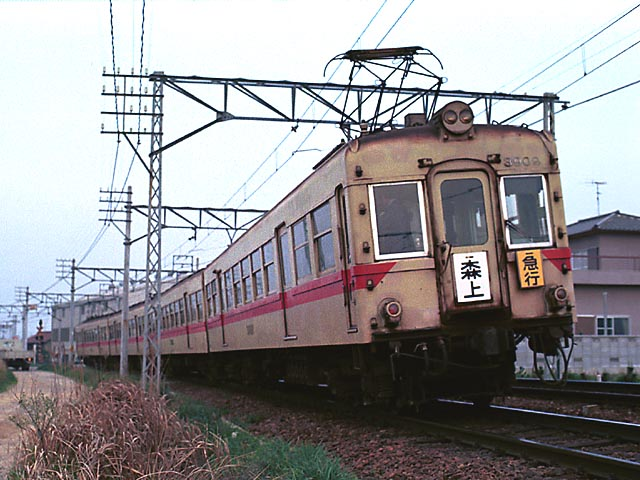
3900系 （OR車）
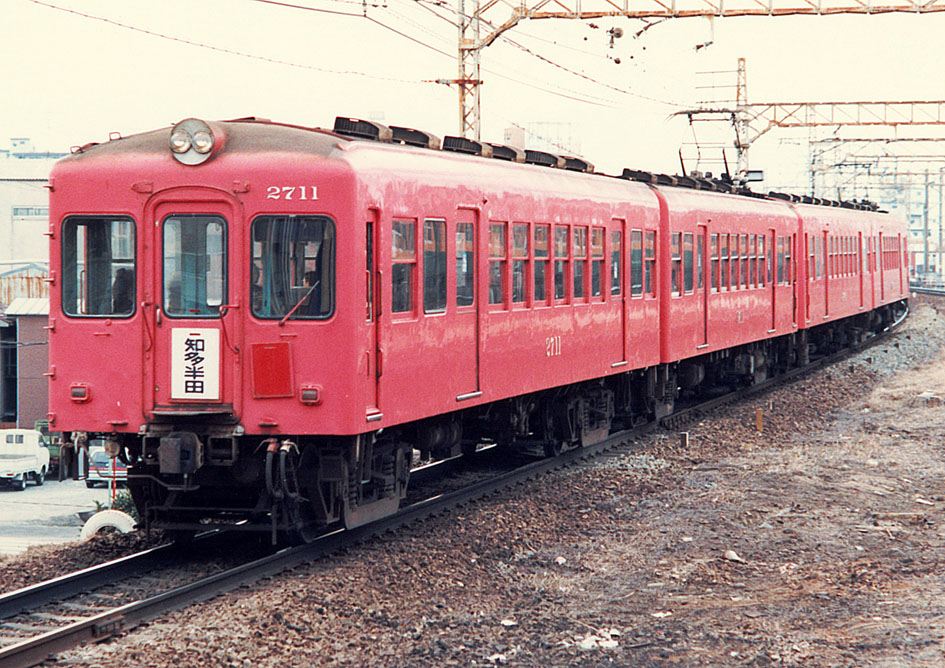
3700系  (2代) （HL車）
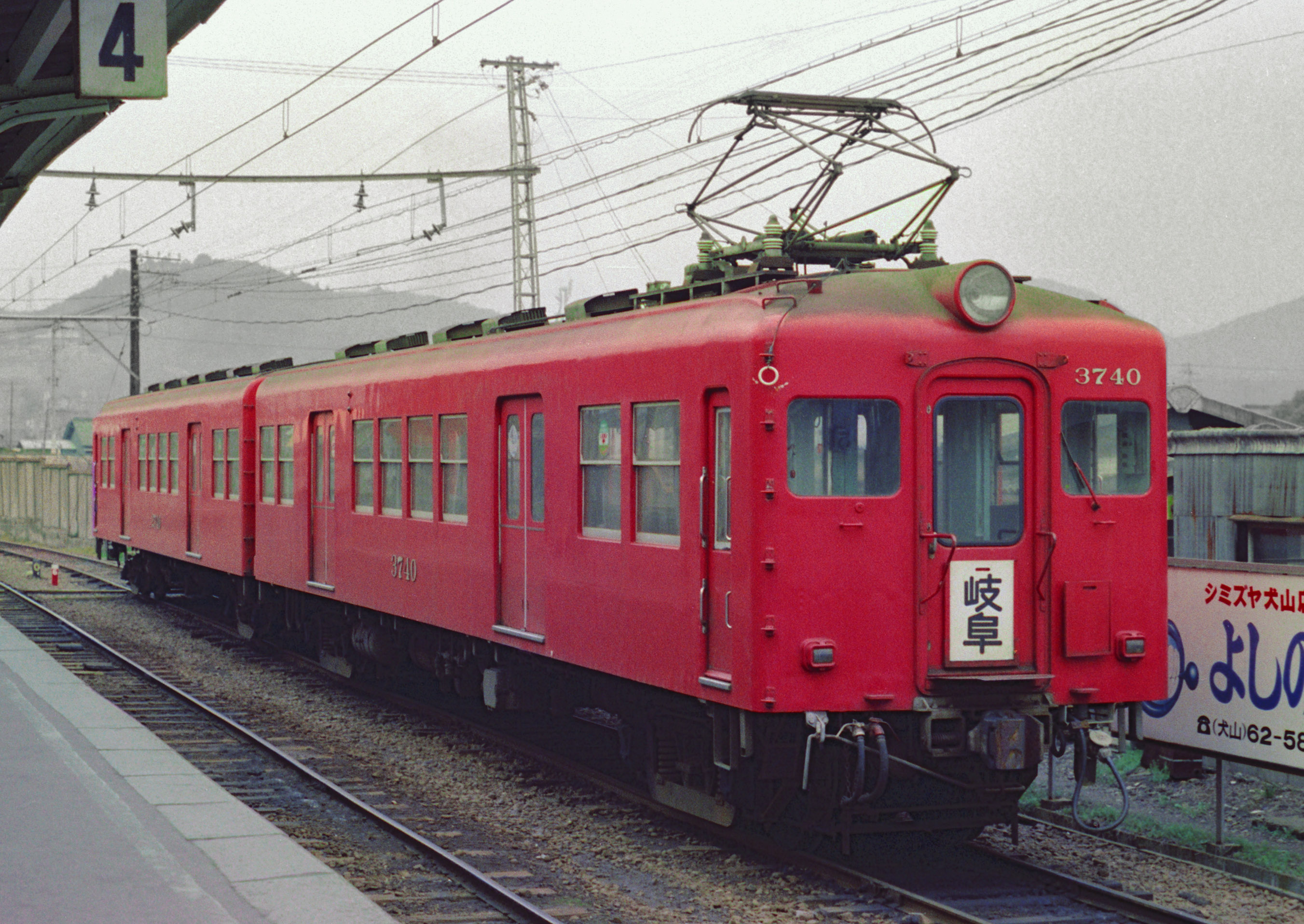
3730系・3770系 （HL車）
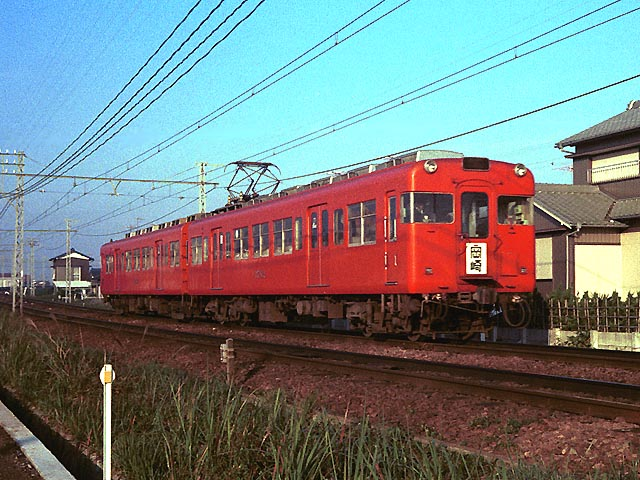
3780系 （HL車）
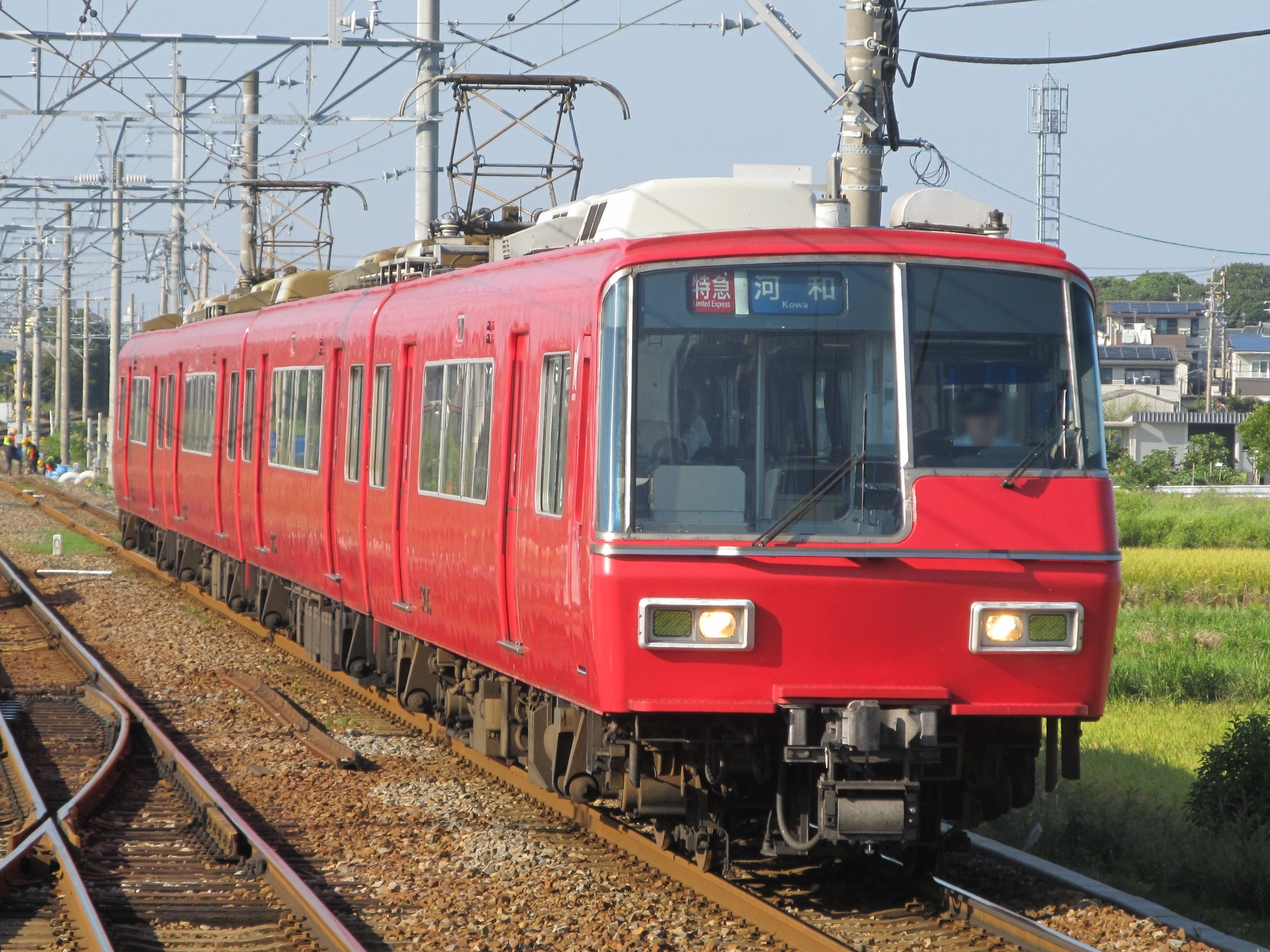
5700系 （SR車）
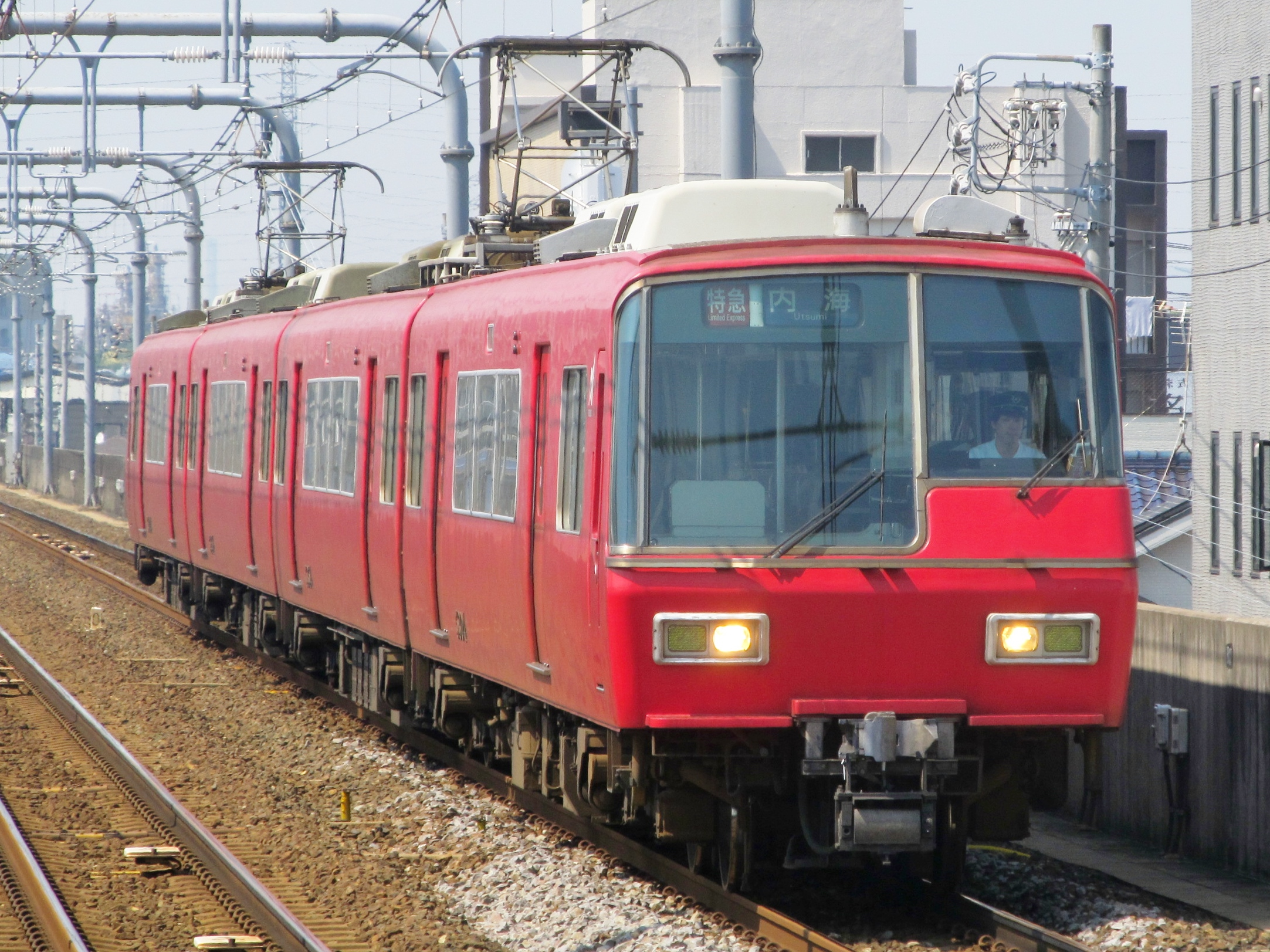
5300系 （SR車）
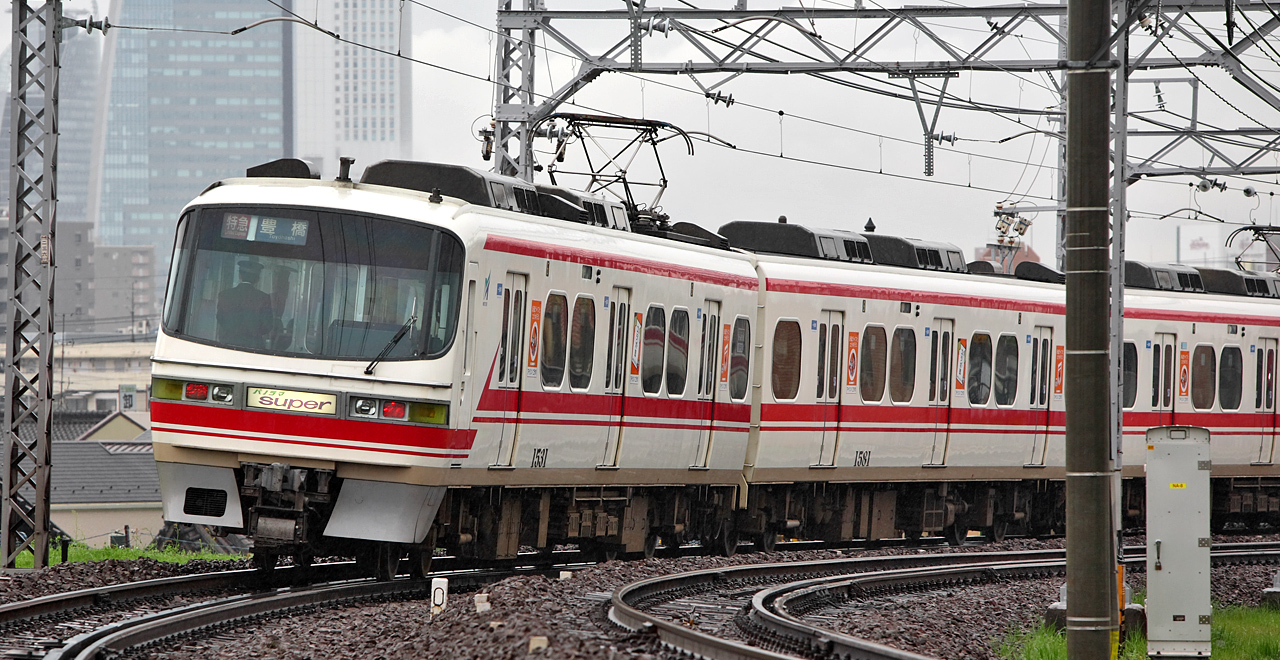
1230系一般車 （パノラマsuper）
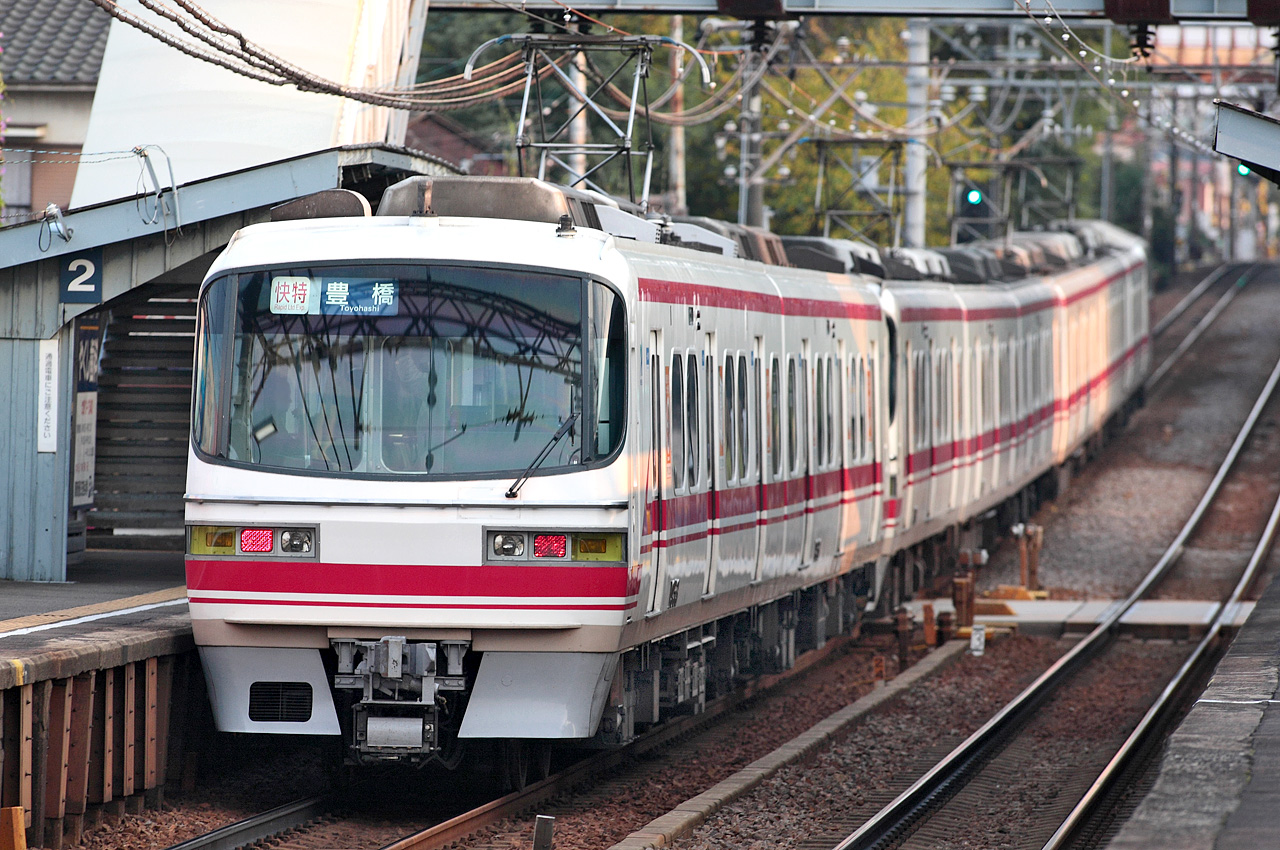
1850系

## 料金制度

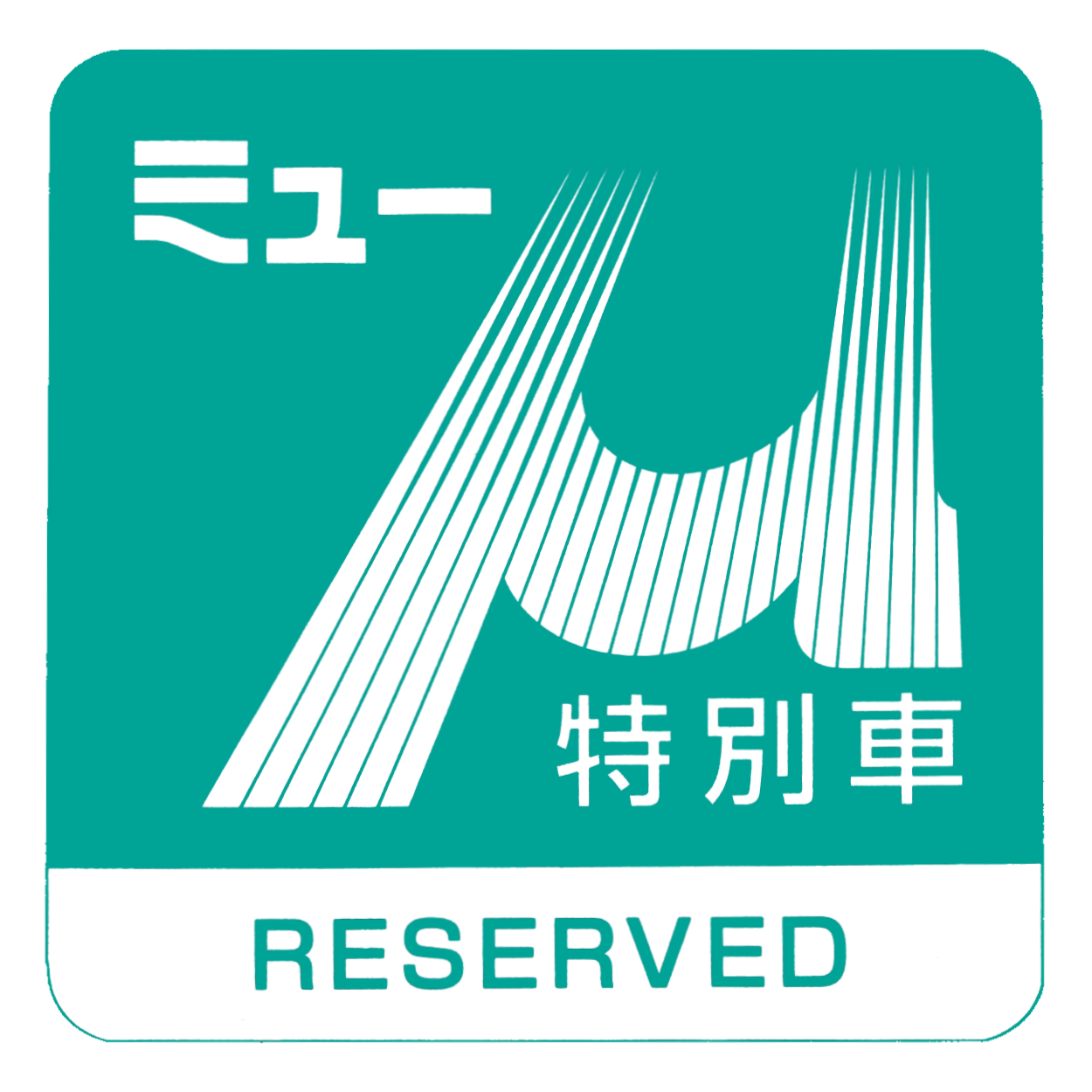
特別車のロゴマーク。
ロゴでは「RESERVED」となっているが、現在の正式英称は「FIRST CLASS CAR」である。

名鉄の特急列車では、「特別車」・「一般車」という区分けを使用している。
特別車両券「ミューチケット」は元来、特急の「座席指定券」として料金を徴収していたが、「座席定員制列車（車両）」という名目上、満席の「指定席車」に「座席指定券」を所持しない旅客を乗せてはならず、座れない乗客に料金を請求・徴収するのも制度上問題があった。また、JRやその他の会社で行われている「特急券」として料金を徴収する方法では料金不要を前提とした「一般車」を連結している以上、乗客に混乱を来たすため適当ではない。
そこで、1999年（平成11年）5月のダイヤ改正より「指定席車」をすべて「特別車」に変更し、料金の名目も「座席指定（確保）の対価」から「特別車両の利用料金」に改めるなど、座席の有無に関わらず「特別車」の乗客全員から問題なく料金を徴収できるよう、座席など（使用車両）の設備統一と旅客制度の整備を行った。また、英語表記も「RESERVED」（指定席車）から「FIRST CLASS CAR」（特別車: 直訳すると一等車）に変更された。ただし、施設柄初めて名鉄を利用する人が多い中部国際空港駅では「指定席」「自由席」の表記もある。

### 特別車
特別車を利用するには、乗車前に特別車両券「ミューチケット」を購入する必要がある（規定はすべて2024年3月16日現在）。
ミューチケットの料金は年齢（大人・子供）・距離・区間に関わらず一律450円であるが、車内で購入した場合は500円となる。後述の乗継制度もある。前売券は年末年始など特別に告知（指定）する場合を除き、乗車日1か月前の同じ日の窓口営業開始時刻から（ネット予約サービスは午前5時10分から）発売を開始する。ミューチケット購入の専用ダイヤルは設けていないが、2019年（令和元年）5月18日からネット予約サービスを開始している。。
特別車は全列車とも座席指定制となっている。ただし、車内にて車掌に申し出て料金の精算を行う場合は空席がある場合に限り、車内料金500円を支払うことにより座席指定を受けることが出来る。但し満席の場合は座席指定を受けられない為、デッキ又は通路への立席利用となるがその場合でもミューチケットは必要となる。
特別車の座席はリクライニングシートで、車両端部にある乗降口と中間の客室とは仕切り壁と引き戸で区分されている。トイレはミュースカイ・特急及び快速特急共各列車に1箇所ずつ設置している。
ミューチケットは有人駅（弥富・赤池を除く）の出札窓口・名鉄名古屋駅サービスセンターおよび特別車停車駅のタッチパネル式券売機で購入でき、現金の他、manacaおよびTOICAやICOCA など10種類の相互利用ICカードで購入することもできる。一部の駅に設置されている藍色の新型券売機では、シートマップで座席を指定して購入することができる。
ミューチケットは券面に指定された列車・区間のみ有効である。したがって、指定列車に乗り遅れた場合は新たに買い直す必要がある。なお、列車や区間などの変更は券面の発車時刻前であれば1回に限りできる。（ネット予約サービスの場合は2回迄）乗車列車・区間や乗車券と間違えて購入した場合は、有人窓口で無手数料の発行替え・返金（誤購入の取扱い）を受けられる。
使用後（降車時）のミューチケットは、自動改札機前（出口側）に設置されている回収ボックスへ投入するか、自動改札機に乗車券又はのりこし精算券と一緒に投入すれば回収される。
2024年3月16日から450円に値上げし、車内での購入は500円となった。また、車内購入時、座席に空きがあれば、座席指定する事が出来る様になる（但し満席だと座席指定は出来ない。）。また、特別車のネット予約サービスで、名鉄ミューズカードのポイントを決済に使う事や乗り継ぎμチケットの購入が可能になる（この場合クレジットカードの併用が出来ない。）ほか、閑散時間帯（平日9時台～16時台と土休日の全時間帯）を名鉄ネット予約サービスで購入した場合、閑散時間帯割引料金が適用されて300円となる。ただし、中部国際空港駅発着の場合は閑散時間帯割引料金の対象外で終日450円（車内料金500円）となるので注意が必要。

### 一般車
「一般車」は、乗車券・定期券・回数券などの運賃のみで利用可能である。車両は片側両開き3扉で、座席は転換式クロスシートまたはロングシートである（6500系の一部は固定クロスシート）。また、一部特別車編成（後述）の4号車は冷房温度の設定を多少高めにした「弱冷房車」となっている。
現在の快速特急・特急はすべて一般車を併結しており「一部特別車特急（快速特急）」もしくは「全車一般車特急」として設定・運行されている。「一部特別車特急」は、1990年にJR東海の東海道本線と競合する名古屋本線に設定された列車が起源であり、中部国際空港へのアクセス路線である空港線開業後は、接続する常滑線とともに設定され、後に各路線へと波及した。一般車は各編成の岐阜方6両編成の3 - 6号車、8両編成の3 - 8号車に併結されている。
「全車一般車」特急は毎日の深夜時間帯に名古屋本線の上下線と常滑・空港線の上りの最終列車として名鉄名古屋駅発東岡崎行きと中部国際空港駅発名鉄岐阜行きの2本存在するほか、平日昼間帯にのみ、河和線・知多新線にも設定されている。定期列車以外では、事故などの理由でダイヤが大幅に乱れた時などに、普段は特急列車に使用しない車両を代用して「全車一般車」特急を運行することもある（本線用の全形式を状況に応じて運行）。

### 一部特別車編成の間合い運用

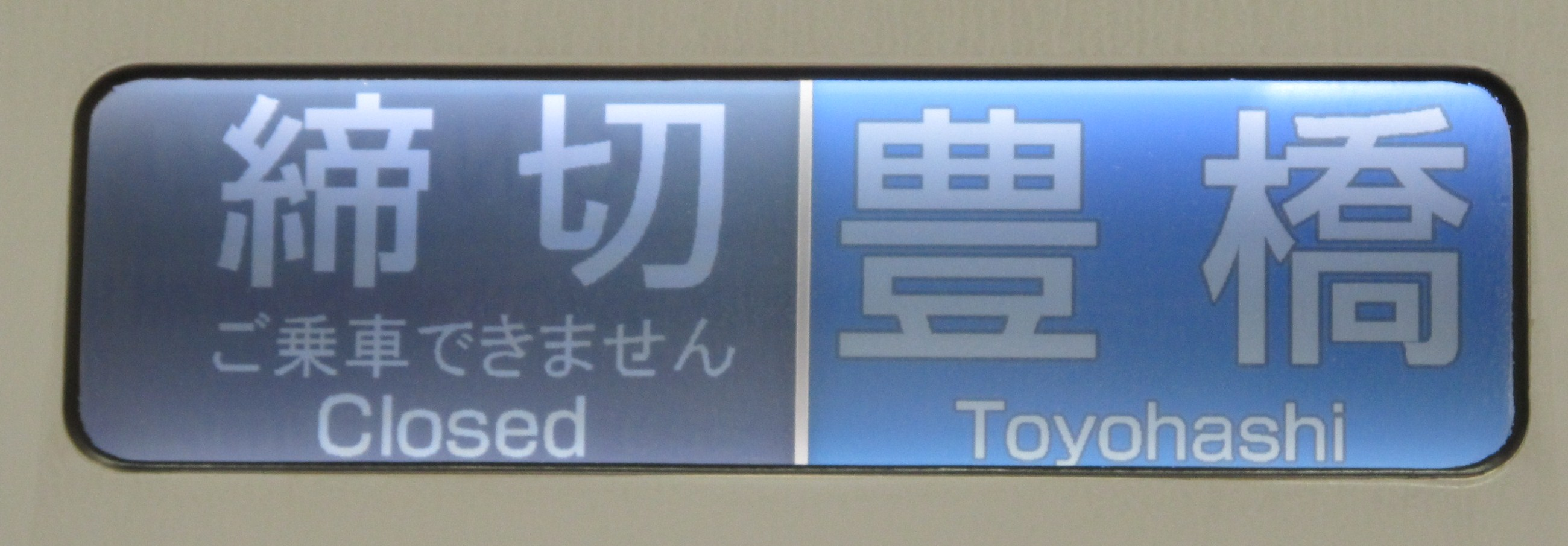
間合い運用時の特別車「締切」表示

早朝・深夜の豊橋発着の急行など車両運用や特急列車の折り返しの都合で、特別車両を連結した一部特別車編成が快速特急・特急以外の定期列車に使用されている。この場合は、特別車は監督官庁の指導により回送（乗客を乗せず締切）扱いとしているが、2021年3月15日より一部の急行として運転する列車ではミューチケットを購入して特別車に乗車できるようになった（車両側面の種別表示は締切のまま）。
間合い運用は特別車両（当時は指定席車両）と一般車両（同一般席車両）とを併結した1200系の運用が開始された1991年10月21日改正当時から存在し、平日早朝6本・深夜2本、休日早朝5本・深夜2本の急行間合い運用が設定され、指定席車を閉鎖して運行した。

### 特別車両券の割引制度
特別車両券（料金）には旅客の利用形態に合わせて、乗継・回数割引・定期割引の各割引制度がある。
乗継ミューチケット
特別車両券（料金）は1乗車乗切り制が基本であるが、指定駅で60分以内に2列車を乗り継ぐ場合は、同時購入する場合に限って「乗継ミューチケット」を発売する。
2019年5月18日から開始したネット予約サービスでは発売していなかったが、2024年3月16日より発売するようになった。
回数特別車両券
回数特別車両券には、通常の「回数ミューチケット」と使用日時などを限定した「時差・土休回数ミューチケット」がある。乗車前に窓口などで座席を指定した「ミューチケット」と引き換えて使用する（引き換えずに乗車した場合、座席の指定は受けられない）。
- 「回数ミューチケット」… 11枚つづり3,600円で発売（1乗車約327円・約9.1%割引）。有効期間3か月。全列車に使用可能。

磁気券（裏が黒色）で発券された回数券の場合は、上記の「専用券売機」でも「ミューチケット」に引き換えが可能。
2019年5月18日からネット予約サービス開始に伴い、5月17日で発売を終了した。
- 「時差・土休回数ミューチケット」… 14枚つづり3,600円で発売（1乗車約257円・約28.6%割引）。2010年4月1日からの発売期間は2011年3月31日までの1年となった。以前は6か月以内の「期間限定割引」との扱い（届出）のため、発売期間を4月1日 - 9月30日と10月1日 - 翌年3月31日の2期に分けていた。

有効期間は発売の日から3か月である。以前は4月 - 9月発売分が当年12月31日まで、10月 - 翌年3月発売分が翌年6月30日までとなっていた。
「平日10時 - 16時に乗車（発車）する列車と、土曜日・休日・指定日（年末年始・旧盆など予め告示された日）の全列車」に使用可能。
2010年4月1日以降の発売分からタッチパネル式自動券売機でも引換できるようになった。
2019年5月18日からネット予約サービス開始に伴い、5月17日で発売を終了した。
ミュー定期券
ミュー定期券は、通勤・通学定期乗車券の利用者を対象に平日一往復の同一区間・同一座席を確保するもので、定期特別車両券と呼べるものである。平日の往復利用に限ると割引率（往復20日間・40回乗車で約7.1%割引）は「回数ミューチケット」（約9.1%割引）と比べて低い設定だが、同一列車の座席を通常発売日前の乗車分も含め、1か月間一括して確保できるメリットがある。2019年5月18日から開始されたネット予約サービスではミュー定期券の発売を行わなかった。運賃改定に伴い、2024年3月15日で発売を終了した。
- 料金は1区間13,400円で発売（往復20日間の乗車：1乗車335円、同25日間：268円、同30日間：約223円）。
- 発売は通用開始日の1か月前から前日まで。通用期間は各月1日 - 末日までの限定（固定発売）で1か月定期のみ。
- 発売（設定）区間は、定期乗車券の区間内にある快速特急・特急停車駅相互間で、1列車で利用可能な区間に限られる。
- 座席の確保（指定）は各月の1日から末日までの平日に限定される（同一列車でも土休日・指定日は座席が確保されない）。
- 同一列車以外でも「ミュー定期券」の区間内であれば、土休日も含めて特別車を何度でも利用できる（この場合も座席の指定はない）。

閑散時間帯割引割引料金
閑散時間帯割引料金は、平日の9時台から16時台及び土休日の終日に乗車駅を発車する列車に適用され、名鉄ネット予約サービスで購入した場合のみ対象となる。ただし、中部国際空港駅が発着となる場合は適用されない。
- 料金は一律300円で発売。
- 中部国際空港駅発着の場合は適用されず、通常料金450円となる。

### 料金の変遷
種類の変遷
- 座席指定券 … 1964年（昭和39年）から1999年（平成11年）まで設定。列車・時代によって「ディーゼル特急券」「座席確保券」とも称した。現在の「特別車両券」の前身。
- 特別車両券 … 1999年（平成11年）に、上記「座席指定券」の制度を変更して設定。JRの「グリーン券」と同意の料金券。
- デラックス座席指定券 … 1984年（昭和59年）から1992年（平成4年）まで設定。8800系「パノラマDX」に限定した座席指定券。
- ライナー券 … 1991年（平成3年）から1993年（平成5年）まで設定。正式には「座席確保券」で、特急の指定席車仕様ではない車両を使用し、定員制列車「新春ライナー」を運行した場合の料金。
- 準急・急行・特急券 … 1965年（昭和40年）から2001年（平成13年）まで設定。国鉄 (JR) 乗り入れ準急「たかやま」 - 特急「北アルプス」に限定し、国鉄 (JR) の料金制度に準じた社線内料金。名鉄の料金としては唯一、小児料金（半額）があった。

料金額の変遷
- 1964年（昭和39年）7月18日 座席指定料金100円（季節運行の座席指定特急のみ）
- 1965年（昭和40年）8月5日 同50円（高山本線直通準急「たかやま」運行開始につき料金設定）
- 1965年（昭和40年）12月30日 ディーゼル特急料金一等110円・二等50円（8000系の座席確保特急を運行開始、認可上は座席指定料金）
- 1967年（昭和42年）1月1日 座席確保（指定）料金100円
- 1971年（昭和46年）6月13日 座席指定料金150円
- 1977年（昭和52年）1月4日 同200円
- 1981年（昭和56年）5月1日 同250円
- 1984年（昭和59年）12月15日 同250円・デラックス座席指定料金500円（パノラマDXの運行開始につき特別料金設定）
- 1985年（昭和60年）10月9日 同300円・同500円
- 1989年（平成元年）4月1日 同310円・同520円（消費税導入3%）
- 1992年（平成4年）11月24日 同310円（デラックス座席指定料金料金廃止）
- 1995年（平成7年）9月1日 同350円
- 1997年（平成9年）4月1日 同350円（消費税改定3%→5%、料金は据え置き）
- 1999年（平成11年）5月10日 特別車両料金350円（料金名目を座席指定料金から特別車両料金に変更）
- 2014年（平成26年）4月1日 同360円（消費税改定5%→8%）
- 2019年（令和元年）10月1日 同360円（消費税改定8%→10%、運賃改定ではミューチケット・ミュー定期券とも据え置き）
- 2024年（令和6年）3月16日 同450円（運賃改定、車内料金500円と閑散時間帯割引料金300円（名鉄ネット予約サービスで購入した場合に限る。中部国際空港駅発着の場合は対象外）を導入。ミュー定期券の発売を終了[118]）[119][120]

※なお、「北アルプス」の社線内急行・特急料金は、当時の座席指定・特別車両料金と同額。

## 関連種別

### 快速急行（常滑・空港線系統）

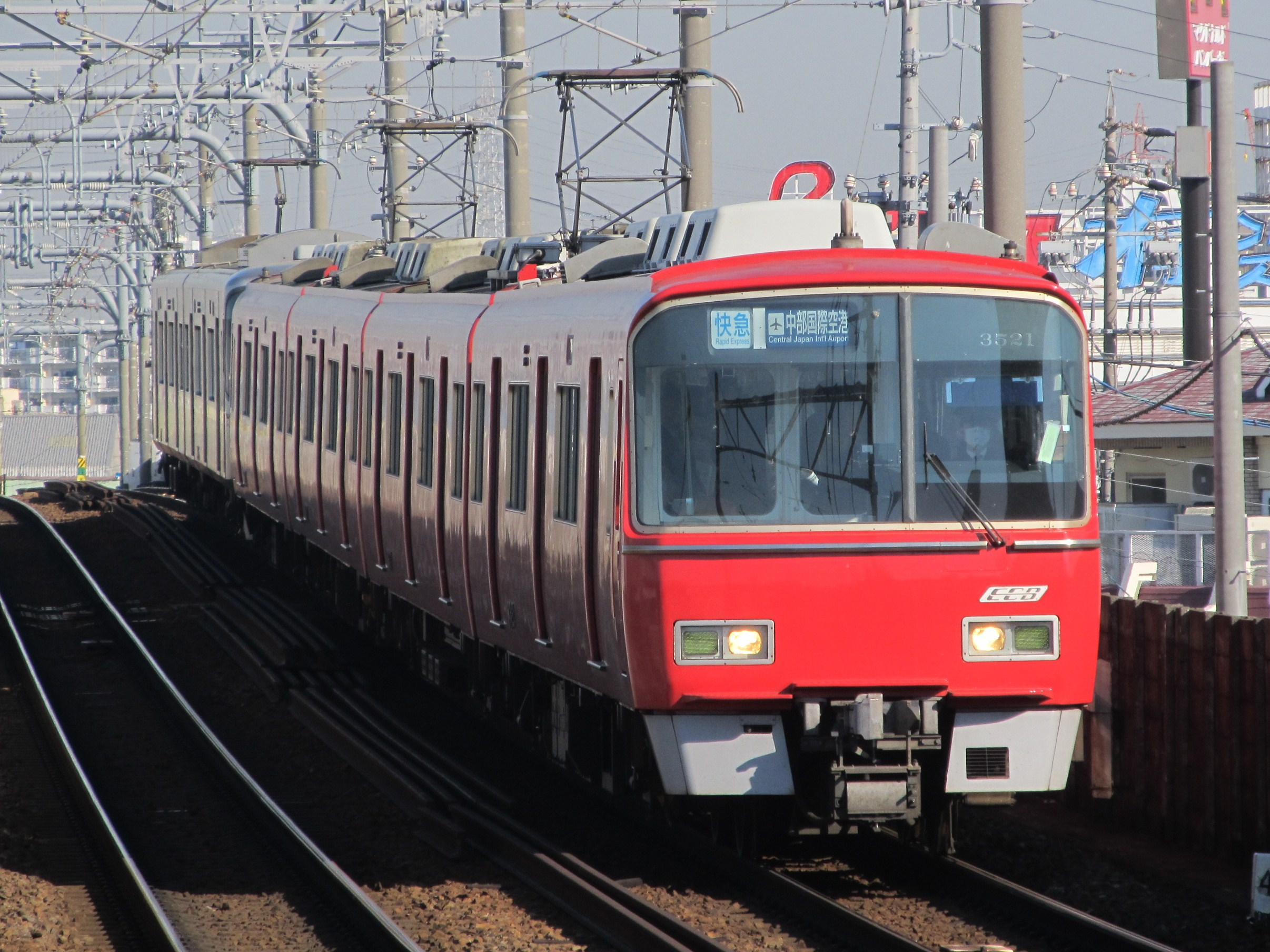
早朝のみ設定されている快速急行

2008年12月改正では、すべての「快速特急」・「特急」を一部特別車編成に統一するため、それまで全車一般車特急として運転されていた朝の名鉄一宮駅発中部国際空港行き（6500列車）と常滑・空港線の上り最終列車でもある夜の中部国際空港駅発金山行き（8301列車）の2本を、停車駅据え置きで「快速急行」に改称した。そのため、急行の派生形として位置付けられている他線区とは異なり、常滑・空港線系統の快速急行は実質的に全車一般車特急に当たる運用を行っている。車両の種別表示は他線区の快速急行と同じく「白い背景に青い快急の文字」、英語表記は初代快速急行と同じく「Rapid Express」である。
その後、2011年3月改正では平日朝ラッシュ時の中部国際空港駅発着の一部特別車特急の運転が取り止めとなったため、代替列車として中部国際空港行きの快速急行が増発された。一方で、名鉄岐阜駅方面への最終列車繰り下げのため、夜間の中部国際空港駅発金山行き快速急行（2301E列車）は名鉄岐阜駅まで区間延長され、全車一般車特急としての運行に戻された（441列車）。これらの変更により、長らく常滑・空港線系統の快速急行は朝間帯の下りのみの設定となっていたが、2024年3月改正で深夜帯に上り列車が再び設定された（2323E列車）。
2024年3月改正現在、下りは平日5本・休日2本、上りは平日・休日とも1本のみ設定されている。全区間を快速急行で運行するのは名鉄一宮駅始発の500E列車（平日・休日）と800E列車（平日のみ）、栄生駅始発の600E列車のみで、他の列車は下りは名鉄名古屋駅まで、上りは神宮前駅より先は急行となる。
車両は全列車が3000系列または9000系列での運行となっている。以前は新鵜沼始発の670E列車には6000系列、500E列車には5300・5700系が投入されていた。500E列車と600E列車、720E列車が全区間4両、774E列車は新鵜沼 - 太田川間が8両、太田川 - 中部国際空港間が6両、それ以外は全区間6両での運転となっている。
2019年以降、愛知県国際展示場（Aichi Sky Expo）でイベントが開催される際に全車一般車特急および快速急行が常滑線・空港線に臨時で設定されることがある。
停車駅
（栄生駅） - 名鉄名古屋駅 - 金山駅 - 神宮前駅 - （大江駅） - 太田川駅 - 尾張横須賀駅 - 朝倉駅 - 新舞子駅 - 常滑駅 - 中部国際空港駅
- （　）は特別停車駅。
- 栄生駅が快速急行の特別停車扱いとなるのは同駅始発の600E列車のみ。なお、下り670E列車・720E列車・774E列車および上り2323E列車も「急行の標準停車駅」として栄生駅に停車する。
- 大江駅には720E列車、774E列車、800E列車が特別停車する。

### 一部特別車急行

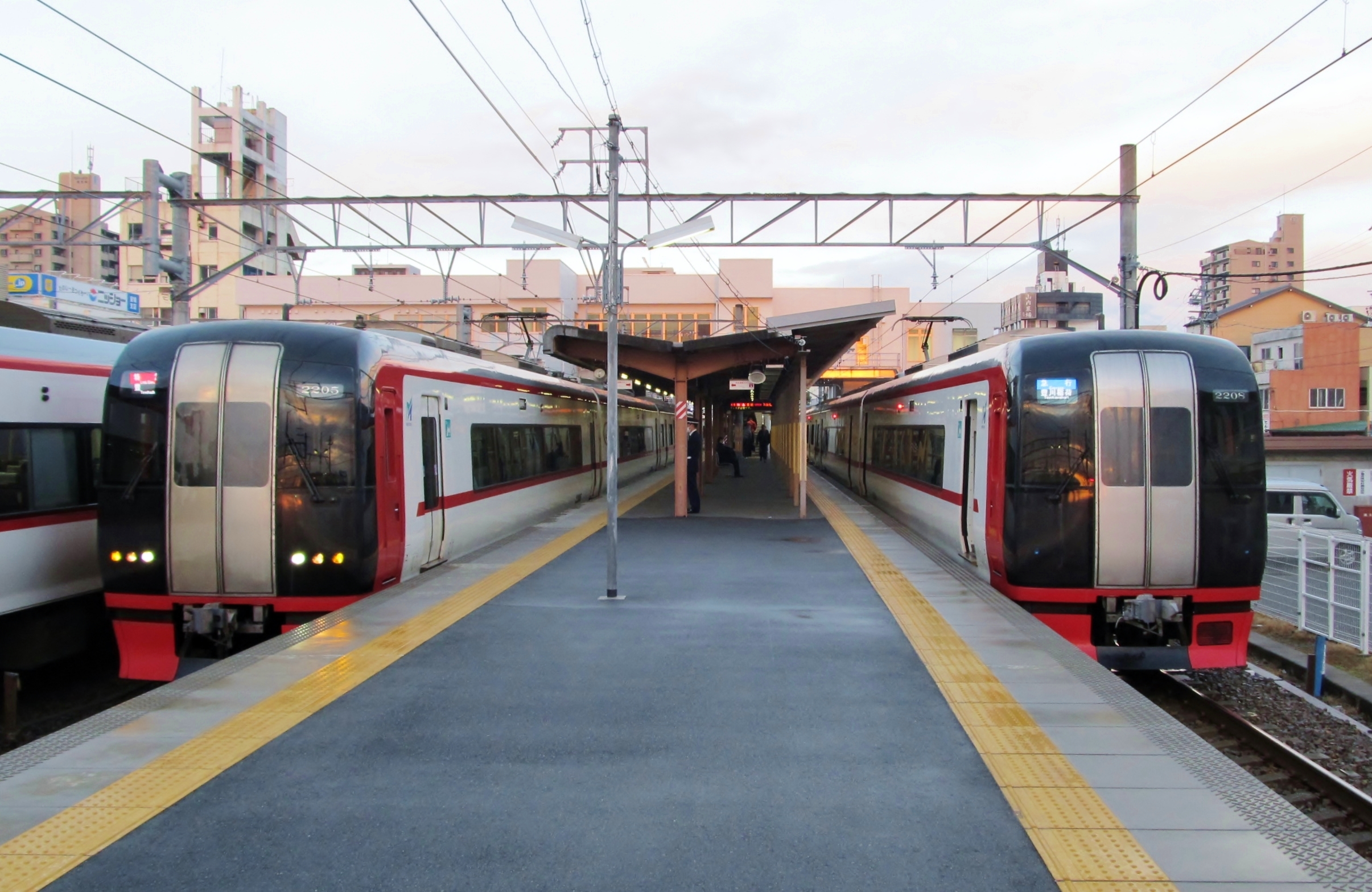
特急車両を用いた豊川稲荷行き急行（右）
新安城駅で豊橋行き特急（左）を待避する

これまで間合い運用時の対応として特急用車両を快速急行以下に使用する場合、特別車は締切扱いにして運行していたが、早朝通勤時間帯の着席サービス拡大のため、2021年（令和3年）3月15日より平日ダイヤの新鵜沼駅始発2本（674列車、676A列車）に限って特別車を開放し、急行列車における特別車の営業を開始した。ただし駅の行先表示器や時刻表が対応しておらず、車両側面行先表示器も『締切』表示のままであった。その後、2023年3月改正で一部特別車特急を急行に格下げする形で一部特別車急行が追加された。追加された列車は名古屋本線全線通しで運行する1往復（611列車、614列車）で、下りは豊橋駅における始発列車でもある。元々特急であった列車に前後を走っていた急行を統合したために、途中の駅で待避せず終着駅まで先着する。
使用車両は1200系または2200系による一部特別車編成である。
停車駅
611列車：名鉄岐阜駅 ← 笠松駅 ← 新木曽川駅 ← 名鉄一宮駅 ← 国府宮駅 ← 新清洲駅 ← 須ヶ口駅 ← 栄生駅 ← 名鉄名古屋駅 ← 金山駅 ← 神宮前駅 ← 堀田駅 ← 鳴海駅 ← 前後駅 ← 知立駅 ← 新安城駅 ← 東岡崎駅 ← 美合駅 ← 本宿駅 ← 国府駅 ← 伊奈駅 ← 豊橋駅
614列車：名鉄岐阜駅 → 笠松駅 → 新木曽川駅 → 名鉄一宮駅 → 国府宮駅 → 新清洲駅 → 須ヶ口駅 → 栄生駅 → 名鉄名古屋駅 → 金山駅 → 神宮前駅 → 堀田駅 → 鳴海駅 → 前後駅 → 知立駅 → 新安城駅 → （矢作橋駅） → 東岡崎駅 → 美合駅 → 本宿駅 → 国府駅 → 伊奈駅 → 豊橋駅
674列車：新鵜沼駅 → 犬山遊園駅 → 犬山駅 → 扶桑駅 → 柏森駅 → 江南駅 → 布袋駅 → 岩倉駅 → 西春駅 → 上小田井駅 → 栄生駅 → 名鉄名古屋駅 → 金山駅 → 神宮前駅 → 堀田駅 → 鳴海駅 → 前後駅 → 知立駅 → 新安城駅*1 → 東岡崎駅 → 美合駅 → 本宿駅 → 国府駅 → 八幡駅 → 諏訪町駅 → 稲荷口駅 → 豊川稲荷駅
676A列車：新鵜沼駅 → 犬山遊園駅 → 犬山駅 → 扶桑駅 → 柏森駅 → 江南駅 → 布袋駅 → 岩倉駅 → 西春駅 → 上小田井駅 → （中小田井駅） → （下小田井駅） → 栄生駅 → 名鉄名古屋駅 → 金山駅 → 神宮前駅 → 大江駅 → 太田川駅 → 南加木屋駅 → 巽ヶ丘駅 → 阿久比駅 → 住吉町駅 → 知多半田駅 → 成岩駅 → 青山駅 → 上ゲ駅*2 → 知多武豊駅 → 富貴駅 → 河和口駅 → 河和駅
- （　）は特別停車駅。
- *1 名鉄岐阜駅始発の特急（62列車、伊奈駅に特別停車）を待避する。
- *2 2024年3月改正より標準停車駅に追加。

なお、一部特別車急行は中部国際空港アクセスの初期運行計画で構想されていたことがある。初期構想の毎時設定本数は特急3本・急行3本とされ、その内訳は特急が新岐阜・犬山方面からの全車特別車各1本および豊橋方面（金山折返し）からの一部特別車1本で計3本、急行が岐阜または犬山方面からの計3本でそのうち1本に特別車を連結するというものであった。しかしこの計画は2200系の製造決定により特急4本・急行2本に変更され、急行の特別車運用は中止となった。

## 過去の関連種別

### 高速

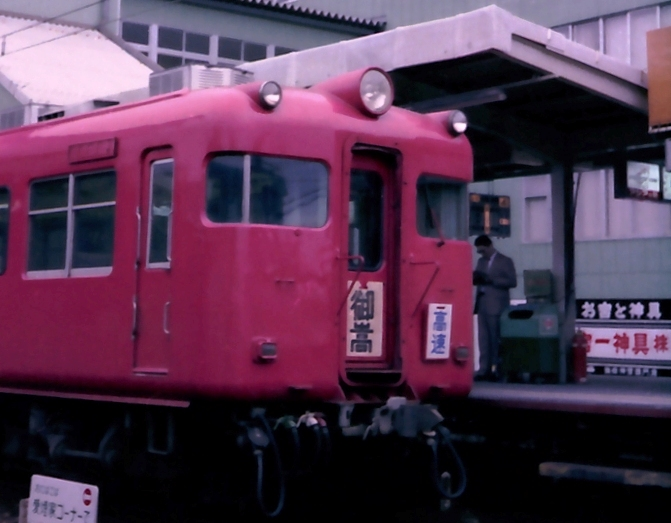
御嵩行き高速列車（5500系5509F）

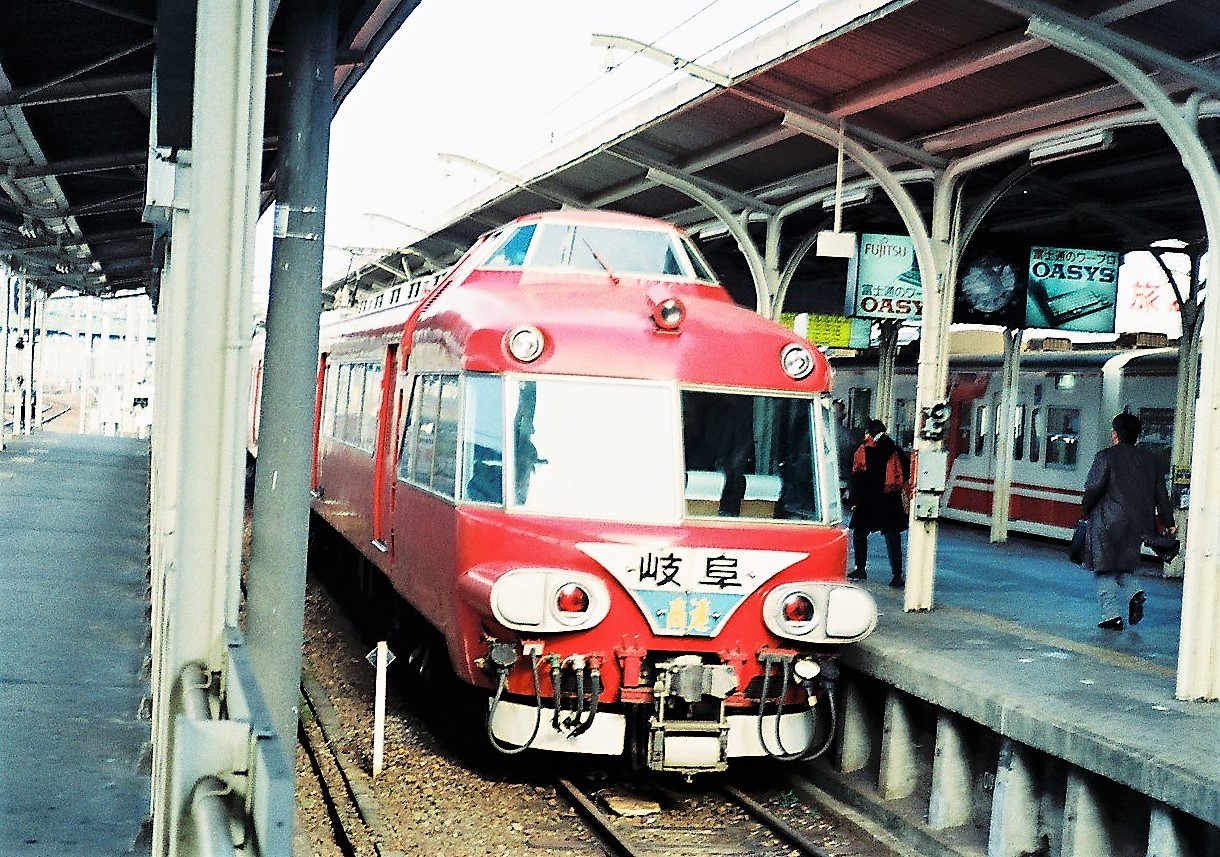
新岐阜行き高速列車（7000系）

名鉄では元来、速達サービスを行う特急に対して特別な料金を徴収していなかったが、1970年ごろより徐々に座席を確保（指定）した「座席指定特急」の運行本数が増加し、車両も7000系などが共通で使用されたため、従来の運賃のみで乗車できる「特急」（「一般特急」と通称された）との区別が付きにくく、誤乗による『座席指定料金』の徴収が地元紙や一部革新系の国会議員に指摘されるなど、当時の社会問題ともなっていた。
このため、1977年3月20日のダイヤ改正からは「特急」を「座席指定特急」のみに限定し、「一般特急」は「高速」という新種別に改められた。
「一般特急」から変更された当初は名古屋本線、犬山線、常滑線など多くの路線に高速が設定されていたが、1982年3月改正以降は支線系統や区間運転列車が順次急行に格下げ・整理されたため、同改正以降は基本的に名古屋本線にのみ高速が設定されていた。
しかし、1990年10月29日改正を機に特急政策が大幅に変更され、名古屋本線の特急のほとんどが指定席と一般席を併結して運行するようになり、一般席に相当する高速は再び特急に統合されて発展的に解消することとなった。以降、今日まで名鉄では「高速」という列車種別を使用していない。
ちなみに種別板は「特急」（白地に赤文字・当時）に準ずる種別をイメージして、白地に青文字で「高速」（縦書き）、種別幕は急行と同じく、当初は白地に青の1文字「高」、その後、青地に白抜き「高」で表記し、従来車（6000系など）への追加も同様であった。また、パノラマカーの行先表示器（逆さ富士板・ブック式）の種別欄には「高」「速」を別々に印刷した縦に細長いシール（青地に黄文字）を「回」の位置に貼付（横書き）していた。

#### 運転系統と停車駅

##### 名古屋本線
名古屋本線には全線を走破する「豊橋高速」（新岐阜駅 - 豊橋駅間、一部は豊川線直通の「豊川高速」）と「美合高速」（新岐阜駅 - 美合駅間）の2系統が設定されていた。「豊橋高速」は1948年5月白紙改正以来設定されていた一般特急を改めたものであり、「高速」が存在した全期間において定期運用されていた唯一の系統でもある。一方、「美合高速」は1974年9月白紙改正で新設された東岡崎駅・美合駅発着の一般特急を高速に改めたものだが、1982年3月改正で急行に格下げされ、1985年3月改正以降は豊川線直通急行となっている。
停車駅
1979年7月29日改正当時
新岐阜駅 - 新一宮駅 - 国府宮駅 - 新名古屋駅 - 金山橋駅 - 神宮前駅 - （鳴海駅） - 知立駅 - （新安城駅） - 東岡崎駅 - （美合駅） - 豊橋駅
- 新岐阜駅 - 新名古屋駅間の所要時間は27分。新名古屋駅 - 豊橋駅間は55 - 56分。
- （　）は特別停車駅。主に昼間時の新岐阜駅 - 美合駅（東岡崎駅）間の高速が停車していた。
- このほか、正月ダイヤ（1月1日から2月11日頃まで）期間中の昼間帯のみ豊橋駅発着の高速列車（および特急列車）が国府駅に臨時停車していた。

1985年3月14日改正当時
新岐阜駅 - 新一宮駅 - 国府宮駅 - （須ヶ口駅） - 新名古屋駅 - 金山橋駅 - 神宮前駅 - （鳴海駅） - 知立駅 - 新安城駅* - 東岡崎駅 - （国府駅） - 豊橋駅
- 新岐阜駅 - 新名古屋駅間の所要時間は27 - 29分。新名古屋駅 - 豊橋駅間は56 - 57分。
- （　）は特別停車駅。
- *新安城駅は早朝下り列車数本が特別通過していた。

##### 常滑線・犬山線・各務原線・広見線
1974年9月の白紙改正以前は頻繁に直通系統を変えていた常滑線・河和線 - 犬山線・各務原線・広見線直通特急だが、同改正で河和線系統が新鵜沼駅折返しとなり、常滑線系統の一般特急が各1本各務原線・広見線に直通する形に整理された。これらの列車は1977年3月改正で「高速」に改められるが、1982年3月改正以降は急行に変更された。
停車駅（1979年7月29日改正）
各務原線：新岐阜駅 - 新那加駅 - 各務原飛行場駅 - 三柿野駅 - 名電各務原駅 - 新鵜沼駅
広見線：御嵩駅 - 伏見口駅 - 新広見駅 - 日本ライン今渡駅 - 可児川駅 - 西可児駅 - 犬山駅
犬山線・名古屋本線・常滑線：新鵜沼駅 - 犬山遊園駅 - 犬山駅 - 古知野駅 - 岩倉駅 - 新名古屋駅 - 金山橋駅 - 神宮前駅 - 太田川駅 - 尾張横須賀駅 - 大野町駅 - 常滑駅

##### 河和線・知多新線
1983年3月改正で新設された急行列車（平日朝夕各1本、746A列車と3770A列車）は沿線に移転した日本福祉大学の学生輸送を目的としており、通常の急行より停車駅を大幅に減らしていたため、“快速急行”と通称されていた。その停車駅の少なさから“河和線版「高速」”と形容される事もあったが、1988年7月改正で実際に種別を「高速」に改めた（列車番号もそれぞれ746H、3770Hに変更）。停車駅は“快速急行”時代と同じで、1990年10月改正の「高速」廃止後も急行の特別通過扱いで存続し、1992年11月白紙改正で通常の急行停車駅に変更された。その後も列車筋そのものは比較的後年まで残っていた。
停車駅（1988年7月8日改正）
新名古屋駅 → 金山橋駅 → 神宮前駅 → 太田川駅 → 知多半田駅 → 知多武豊駅 → 富貴駅 → 上野間駅 → 美浜緑苑駅 → 知多奥田駅 → 野間駅 → 内海駅
- 746H列車（平日朝）は弥富・新一宮発内海行きで、新名古屋駅から高速。1990年10月改正で犬山発の急行（786A列車）に変更され、1992年11月白紙改正で特別通過を廃止。1993年8月改正から新可児発（4780A列車）、2003年3月改正から新岐阜・新可児発（780A列車）となり、2008年12月改正ダイヤまで存続した（778A列車）。
- 3770H列車（平日夕）は明智発常滑行き（5770H列車）との併結列車で、新名古屋駅から高速、太田川駅で分割後5770H列車は太田川駅から、3770H列車は知多半田駅から急行。1992年11月白紙改正で特別通過を廃止（3770A・5770E列車）。1994年3月改正から御嵩発（3770A・5770E列車）となり、1997年4月改正からは併結関係が内海行きが主（5770A列車）、常滑行きが従（8770E列車）となった。空港線開業後も存続（2006年4月改正で再度主従関係を逆転）し、末期は新可児発中部国際空港・内海行き（8780A・5780E列車）として運行していたが、2008年12月改正で内海行きが廃止され、新可児発中部国際空港行き準急（5780F列車）に変更された。

##### 臨時系統
豊川線・正月輸送
かつて豊川線では正月ダイヤとして毎年1月に臨時ダイヤを設定していたが、同ダイヤで臨時増発された線内折り返し運転の優等列車に「高速」が用いられていたことがある。同列車は1990年以降は「全車一般車特急」、1996年以降は「快速急行」として運転され、1999年正月の運転を最後に廃止された。
停車駅
国府駅 - 諏訪町駅 - 豊川稲荷駅
常滑線・競艇臨時列車
かつて常滑線では常滑競艇開催時に臨時運転される列車がダイヤに設定されていたが、この列車が「高速」を名乗ったことがある。当初は通常の急行より停車駅が大幅に少ないにもかかわらず「急行」として運転されていたが、1988年7月改正で同じような状態だった河和線“快速急行”とともに「高速」に改められた。同改正時点では平日・休日ともに新名古屋駅始発が10時台に2本（1016H列車、1018H列車）、常滑駅始発が16時台に2本（1627H列車、1725H列車）、計2往復設定されていた。
1990年10月改正後は再び急行表記に戻されるが停車駅・列車番号は据え置かれた（常滑駅発1627H列車は廃止）。新名古屋駅始発列車の2本がその後特急に昇格したのに対し、常滑駅始発列車（1725H列車）は2001年10月改正で特別通過が廃止され、通常の急行列車に降格した（1999年5月改正からは大江駅にも特別停車していた）。
なお、臨時列車そのものは2005年1月白紙改正で消滅している。
停車駅（1988年7月8日改正）
新名古屋駅 - 金山橋駅 - 神宮前駅 - 太田川駅 - 尾張横須賀駅 - 大野町駅 - 常滑駅

#### 使用車両
1977年（登場時）から1980年代前半までは、当時1500V線に在籍した車両であればほとんどの車両が充当されたが、以降は『高速』の運行線区が限定されるに従って、5000番台・7000番台の高性能車や6000番台の通勤形車での運用へと徐々に収斂されていった。
- 名古屋本線系統 … 基本的にパノラマカーも含む5000系以降の高性能車「SR車」で運用された。1980年代後半には、主として『高速』列車での使用を目的に設計・登場した5700系・5300系や、同様の通勤型仕様車6500系などが運用の中心となる。
- 犬山線など支線系統 … AL車（旧型車）からパノラマカー・通勤形車までほとんどの車両を一般的に使用した[注釈 51]。ただし、HL車（旧型車体更新車）は最高速度・加速性能がAL車以上に劣るため、季節臨時列車や一部の間合運用（代用）などで限定的に使用された程度であった。

### 快速急行（初代）
1995年当時、名古屋本線の平日朝ラッシュ時に設定されていた新岐阜駅 - 豊橋駅間の特急列車（80列車）は途中の東岡崎駅で3500系から1200系に車両交換を行う運用がされており、3500系運用区間は当時唯一の「全車一般席特急」であった。1995年4月改正でこの列車は東岡崎駅を境に分割され、指定席車がない新岐阜駅 - 東岡崎駅間の列車（800列車）の種別を「快速急行」に改めた。これにより特急は「全車指定席」か「一部指定席」の列車のみとなった。
また、新一宮駅 - 常滑駅間の上りにも快速急行が3本新設された。方向幕の色は「オレンジの背景に白抜きの快急の文字」（この種別のみ当初から2文字表記）であった。JR東海道本線との競争にさらされていた名古屋本線（名岐間）において、「途中駅からも始発でゆったり」というキャッチコピーで設定されたこの快速急行は1996年4月改正、1997年4月改正を経て8本まで増発されたが、利用率は伸び悩み、結局1999年5月改正で廃止された。
新岐阜駅 - 東岡崎駅間の快速急行（800列車、末期は700列車）は新一宮駅始発系統廃止後も残り、唯一の設定となっていたが、2003年3月改正で1200系による一部特別車の特急（76列車）に格上げされたため、快速急行は一旦消滅した。
使用車両は800列車が3500系の8両編成、新一宮駅始発系統が1800・1850系の2両編成で、1996年4月改正以降は新一宮駅始発系統が4両に増強されたため、1800・1850系に加えて、3500系も使用された。
停車駅
新岐阜駅 - 新一宮駅 - 国府宮駅 - 新名古屋駅 - 金山駅 - 神宮前駅 - 鳴海駅 - 知立駅 - 新安城駅 - 東岡崎駅
2005年1月改正で列車種別の細分化をした際に改正前の「急行」のうち、基本停車駅のみに停車する（特別停車をしない）ものを改称する形で「快速急行」の種別が復活した。2005年1月改正時点での急行との違いは名古屋本線の栄生駅と大里駅、常滑線の大江駅を通過する点のみで、2003年まで設定されていたものとは異なり、「特急」よりは「急行」に近い位置付けとなった（2008年12月改正以降の常滑・空港線系統を除く）。

### ライナー
1990年（平成2年）10月29日に名鉄が「一部指定席」特急を運行開始した際、運輸省（現、国土交通省）中部運輸局から「指定席」車両と「一般席」車両の区分を明確にする様に指示がなされ、「指定席車」には1000系・8800系と7000系・7700系の特急仕様車（白帯車）のみ使用することとなった。
しかしながら、1991年（平成3年）当時は「全車指定席」特急用の編成が十分に揃わず、正月の豊川稲荷参拝客輸送には編成数が不足したため、波動需要の特例として7500系など6両固定編成の「一般席」用車両を使用することとなり、その列車を「新春ライナー」と名付けて種別も今までにない「ライナー」とした。「特急」より車両設備が見劣りするため、当時の「座席指定券」310円の料金に対して200円と割安な「座席確保券」の料金を新たに設定した。
停車駅の一例（1991年正月ダイヤの一部）
12号：森上駅 → 津島駅 → 勝幡駅 → 木田駅 → 甚目寺駅 → 須ヶ口駅 → 新名古屋駅 → 金山駅 → 神宮前駅 → 知立駅 → 東岡崎駅 → 国府駅 → 諏訪町駅 → 豊川稲荷駅
14号：新鵜沼駅 → 犬山遊園駅 → 犬山駅 → 柏森駅 → 江南駅 → 布袋駅 → 岩倉駅 → 西春駅 → 新名古屋駅 → 金山駅 → 神宮前駅 → 知立駅 → 東岡崎駅 → 国府駅 → 諏訪町駅 → 豊川稲荷駅
16号：新岐阜駅 → 新一宮駅 → 国府宮駅 → 新名古屋駅 → 金山駅 → 神宮前駅 → 知立駅 → 東岡崎駅 → 国府駅 → 諏訪町駅 → 豊川稲荷駅
20号：新可児駅 → 日本ライン今渡駅 → 西可児駅 → 犬山駅 → 江南駅 → 岩倉駅 → 新名古屋駅 → 金山駅 → 神宮前駅 → 知立駅 → 東岡崎駅 → 国府駅 → 諏訪町駅 → 豊川稲荷駅
22号：新岐阜駅 → 笠松駅 → 新一宮駅 → 国府宮駅 → 新名古屋駅 → 金山駅 → 神宮前駅 → 知立駅 → 東岡崎駅 → 国府駅 → 諏訪町駅 → 豊川稲荷駅
- 国府駅停車のライナーは国府駅より全車一般席車となり、座席確保券なしでの乗車が可能。

「新春ライナー」は1993年（平成5年）の正月まで設定されたが、1000系などの特急車両の増備が進んだため、1994年（平成6年）以降は姿を消している。設定がなくなった後も一部（前後駅など）の駅では2005年ダイヤ改正前まで反転フラップ式発車標に「ライナー」のコマが残っていた。

## 年表
既記の「北アルプス」・「新春ライナー」などは除く。

### 名鉄の成立まで
名岐鉄道・愛知電気鉄道共、自社路線が主要都市に達した時点から順次特急運転を開始していった。

#### 名岐鉄道
- 1894年（明治27年）6月25日 - 名鉄の母体となる「愛知馬車鉄道」が設立される。発足当初から「電気鉄道」を意図していたが、会社設立時の許認可の関係で馬車鉄道会社として発足した。2年後に動力を馬から電気に改め、社名も「名古屋電気鉄道」（名電・名鉄）と改称された。
- 1898年（明治31年）5月6日 - 笹島駅 - 県庁前駅間を開業。京都電気鉄道（後の京都市電）に次ぐ日本で2番目の電車営業を開始した。
- 1912年（明治45年）3月29日 - それまで市内線（路面電車）のみを運営していた同社は、この時初の郊外線にあたる押切駅（当時の名古屋側ターミナル、後の押切町駅） - 枇杷島橋駅（現・枇杷島分岐点）間を開業した。
- 1921年（大正10年）7月1日 - 名古屋電気鉄道の郊外線を市内線と分離し、（旧）「名古屋鉄道」（初代名鉄）へ譲渡。
- 1930年（昭和5年）8月20日 - 美濃電気軌道を合併し、社名を「名岐鉄道」（名岐）に改める。
- 1935年（昭和10年）4月29日 - 昭和天皇の天長節（天皇誕生日）に合わせ、押切町駅 - 新岐阜駅（現・名鉄岐阜駅）間が全線開業した。これに合わせてデボ800形（後の名鉄モ800形）[注釈 54]を導入し、同時に運転を開始した特急電車は同区間をは34分で走破[176]。当時の国鉄名古屋駅 - 岐阜駅間は普通列車で35 - 50分を要した。

#### 愛知電気鉄道
- 1910年（明治42年）11月21日 - 愛知電気鉄道が設立される。
- 1912年（明治45年）2月18日 - 傳馬町駅（現在は廃止、名古屋市熱田区） - 大野駅（現・大野町駅）間が開通。
- 1923年（大正12年）8月4日 - 岡崎線（現・名古屋本線の一部）が東岡崎駅まで開通した。
- 1924年（大正13年）10月 - 神宮前駅 - 東岡崎駅間を48分で走破する特急が運転を開始した。当時の国鉄熱田駅 - 岡崎駅間は普通列車で56分を要した。
- 1927年（昭和2年）6月1日 - 神宮前駅 - 吉田駅（現・豊橋駅）間が全通し、神宮前方面に1日10往復、豊橋方面に1日8往復の「急行」を設定したほか、1日1往復で途中東岡崎駅、伊奈駅のみ停車する「特急」が運行された[177]。車両は主にデハ3080形を使用し、「特急」は全線を63分、「急行」は72分で走破した。当時の国鉄線熱田駅 - 豊橋駅間は普通列車で1時間30 - 50分を要した[注釈 8]。
- 1930年（昭和5年）9月20日 - 愛電は全線の所要時間を「特急」60分、「急行」70分に短縮し、「特急」は1日3往復となる[178]。さらに全線を57分で走破する超特急が「大ドス」の愛称を持ったデハ3300形を用いて1往復で運転を開始した。

### 名古屋鉄道の成立
- 1935年（昭和10年）8月1日 - 名岐と愛電とが合併し（新）「名古屋鉄道」（名鉄）が発足した（合併の経緯は「名鉄」発足の経緯の項を参照のこと）。これにより、旧名岐の路線は「西部線」、旧愛電の路線は「東部線」と呼ばれるようになった[注釈 55]。
- 1937年（昭和12年） - 当時国鉄のC55形蒸気機関車など流線型の車両のブームが起こり、新生名鉄でも流線型電車を製造することになった。その結果、西部線向けに850系（通称「なまず」）が、東部線向けに3400系（通称「いもむし」）がそれぞれ登場した。なお、この頃には犬山線や知多線（現・河和線）にも1日に1 - 2本ずつ特急が運行されていた。

### 戦争と両路線の結合
1930年代後半から「西部線」と「東部線」を統合して1つの運行形態に改める計画が起こった。西部線のターミナルは、長らく郊外の押切町駅と名古屋市電に乗り入れた柳橋駅との二重ターミナルであったが、これを改めて鉄道省（後の日本国有鉄道）の名古屋駅付近の地下に新ターミナル駅を設けることとなった。
- 1941年（昭和16年）8月12日 - 名古屋駅地下ターミナルの新名古屋駅（現・名鉄名古屋駅）が開業した。これによって名古屋市電への乗り入れと東枇杷島信号所 - 押切町駅間の路線が廃止された。
- 1944年（昭和19年）9月1日 - 太平洋戦争の戦況が厳しくなる中、東部線の神宮前駅 - 金山駅 - 新名古屋駅間が開通し、東部線と西部線の線路が繋がった。しかし、架線電圧が西部線が直流600V、東部線が直流1,500Vと異なったため直通運転はできず、金山駅を境に運行系統が分かれていた。このころ、戦況の悪化によって「特急」は一時消滅している。
- 1948年（昭和23年）5月16日 - 西部線の1,500V昇圧工事が完成（5月12日）し、ダイヤの白紙改正を実施。3800系[注釈 56]を投入し、この日から東西路線の直通運転が開始された。新岐阜駅 - 豊橋駅間に新設された「特急」は同区間を2時間5分で結んだ[179]（国鉄の岐阜駅 - 豊橋駅間は普通列車が2時間半 - 3時間）[注釈 57]。

### 発展と名車の登場
- 1950年（昭和25年）9月17日 - ダイヤ改正。豊橋駅 - 新岐阜駅間の特急をスピードアップ。知立信号所経由で三河線に名古屋本線直通特急を設定[180]。
- 1951年（昭和26年）7月15日 - 戦後初の本格的な特急用車両3850系が、1952年（昭和27年）12月にはその改良形の3900系が登場した。1953年には3900系は3400系とともに4両編成となり、同年名古屋本線特急の最高速度を100km/hに引き上げた[注釈 58]。
- 1954年（昭和29年）7月 - 次期新型車（5000系）開発の一環として新型制御器などをテストするため、2904F（ク2904-モ3955-モ3954-ク2905、5000系設計用テスト車）を製造し、各種試験の後に営業運転へ投入する。
- 1955年（昭和30年）
  - 9月25日 - ダイヤ改正。特急・急行、特に支線直通列車を増発した。
  - 12月 - 日本初の中空軸並行型カルダン駆動方式を採用した電車となる5000系が登場した。設計最高速度125km/hの当時における日本最先端といえる高性能電車であり、これ以後のパノラマカーなどの基本となった。
- 1957年（昭和32年）10月 - 5000系電車の改良形として増・解結が可能な貫通型の前頭形状とした5200系が登場した。
- 1959年（昭和34年）4月1日 - ダイヤ白紙改正。知立駅の配線改良が完成し、日本初の大衆向け冷房車である5500系を投入した[181]。5500系は特急から普通列車まで広範に用いられ、日本でいち早く一般車（特別料金不要）の冷房サービスを始めた[注釈 59]。また、名古屋本線の最高速度を105km/hにするなど、各線でスピードアップを実施[181]。
- 1960年（昭和35年）10月2日 - ダイヤ改正。新設された休日ダイヤに、名鉄初の座席確保制列車である特急「ながら号」が設定され、5500系6両による豊橋駅 - 新岐阜駅間の運行を開始。豊橋側2両を「ファミリーカー」と称する家族専用車両として座席を確保したが、座席確保に別途料金は発生しなかった[182]。
- 1961年（昭和36年）
  - 6月1日 - 「パノラマカー」と称された国内初前面展望電車7000系が営業運転を開始。
  - 6月12日 - ダイヤ改正。同時に最高速度110km/hの営業運転も認可され、新岐阜駅 - 豊橋駅間のスピードアップも行われた。この時の名古屋本線全区間の特急所要時分は上り83分、下り85分[183]。
  - 7月23日 - 名鉄初の有料座席指定特急となる「内海号」（5500系を使用。新岐阜駅 - 河和口駅間）を季節運行で開始した。
- 1963年（昭和38年）12月1日 - ダイヤ改正。7000系の改良型7500系が登場。本線特急（新岐阜駅 - 豊橋駅間特急）を毎時2本運転に増発[184]。
- その後、7000系と7500系の増備を続け、本線特急・支線直通特急の増発（7000系列への置き換え）を行う。

### 自動車との競争の中で
- 1964年（昭和39年）
  - 2月 - 特急列車の一部を7両編成とする。新岐阜駅 - 豊橋駅間の特急・急行はほとんどが7000・7500系を使用するようになる。
  - 9月14日 - ダイヤ改正。本線特急を毎時3本に増発し、西尾線、河和線に定期特急を設定[52]。
- 1965年（昭和40年）
  - 3月21日 - ダイヤ改正。犬山線に定期特急新設[73]。
  - 9月15日 - ダイヤ改正。本線特急を毎時4本に増発し、犬山線特急も毎時2本になる[85]。その他、津島線、蒲郡線など支線特急の設定を増強[53]。
  - 12月30日 新名古屋駅 - 豊橋駅間に「たかやま」の間合い運用特急（前述）が設定されたが、同列車は本格的に座席確保制度を採用した名鉄初の列車となった。この列車はその特殊性から他の列車と区別するために、“ディーゼル特急”と呼ばれた。
- 1966年（昭和41年）
  - 3月25日 - ダイヤ改正。豊川線、挙母線に特急新設。三河線直通の“快速特急”が三河線内でも特急運転を開始[54]。
  - 12月25日 - ダイヤ改正。特急の増発で本線・犬山線の特急が昼間毎時4本となり、津島線・常滑線・河和線・西尾線・蒲郡線・広見線・八百津支線の特急も毎時2本となった[185][186]。
- 1967年（昭和42年）8月22日 - ダイヤ改正。本線系の路線では急行が廃止され、すべて特急か準急に統合された。これにより、名古屋本線の新岐阜駅 - 新安城駅間では西尾線の直通特急が新設され、特急が毎時6本になった[187]。結果的に本線系のほとんどの路線では、特急が新設されるか増発されることとなった。
- 1968年（昭和43年）8月26日 - ダイヤ改正。本線特急は7500系の110km/h定速度運転（S速度。7000系はA速度）を基準としたダイヤを組みスピードアップされる。この時7500系による8両固定編成の特急も登場した。
- 1969年（昭和44年）7月6日 - ダイヤ改正。毎時4本走る特急のうち1往復を知立駅通過とする。知立通過の列車は普通の特急が新名古屋駅 - 豊橋駅間を52分で走るところを50分で走破し[188]、列車種別を快速特急とした[91]。
- 1970年（昭和45年）12月25日 - ダイヤ改正。快速特急を廃止し、すべての本線特急が再び知立駅停車になる。所要時分も7000系基準に戻り、名古屋本線全区間の所要を81分として1990年までほぼそのまま推移する。7500系は6両編成に短縮された代わりに編成数が増えた。犬山線特急では岩倉駅が停車駅に追加された[189]。またこの時にディーゼル特急以外にも通勤時間帯に何本かの座席確保特急が新設された。現在のJRの「ホームライナー」にも通じる列車となった。
- 1973年（昭和48年）4月 - 7000系の前頭形状を貫通型とした7700系が登場。
- 1974年（昭和49年）9月17日 - ダイヤ白紙改正。オイルショックの影響で鉄道利用客が増加したのを受け、ダイヤを「地域密着型」に転換した。急行が大幅に増加し、本線特急4往復のうち2往復が急行に格下げられたが、代わりに美合駅・東岡崎駅 - 新岐阜駅間に特急が2往復、座席指定特急が全区間に毎時1・2往復設定された。座席指定特急を除き、国府宮駅と古知野駅（現・江南駅） が特急停車駅となる[190][141]。
- 1975年（昭和50年）9月16日 - ダイヤ改正。犬山線特急の半分に当たる2本、尾西線の森上駅へ直通する特急、河和線の特急をそれぞれ急行へ格下げ[148]。

### 「高速」の新設

特急系統図（クリックで拡大、1985年3月14日改正）。

- 1977年（昭和52年）3月20日 - ダイヤ改正。列車種別の整理により特急をすべて座席指定とし、座席指定特急以外の特急を「高速」に改称した[191]。名古屋本線では特急2往復（新岐阜駅 - 豊橋駅間に1往復、新岐阜駅 - 蒲郡駅間に1往復）、高速は新岐阜駅 - 豊橋駅間に2往復、新岐阜駅 - 美合駅間に2往復の計4往復、急行は2往復となる（いずれも昼間毎時）。高速は6000系の使用や特別停車を考慮して、新岐阜駅 - 豊橋駅間の基本所要時分を86分とした（特急はこの時期80分運転となっている）。
- 1980年（昭和55年）6月5日 - 知多新線全通。新名古屋駅 - 内海駅間の特急を設定[192]。
- 1982年（昭和57年）3月21日 - ダイヤ改正。特急を毎時2本に増発し、新岐阜駅 - 美合駅間運転の高速2往復は急行に格下げされる[142]。同時に座席指定特急用に設備をグレードアップさせた7000系が登場、その改造を施された電車は白帯をまとっていたため「白帯車」と呼ばれた。同年5月17日のダイヤ改正で国鉄東海道本線に117系が快速列車「東海ライナー」として登場するため、それに対する事前策といえる。
- 1983年（昭和58年）
  - 3月18日 - ダイヤ改正。知多奥田駅が特急停車駅に昇格。西尾線、津島線に毎時1本特急新設[193]。
  - 6月10日 - 女性乗客掛「パノラマメイツ」が、名鉄特急の接客サービスを行うようになる。
  - 11月24日 - 特急の座席指定券を12月1日乗車分からコンピュータによるオンライン販売とする。
- 1984年（昭和59年）12月15日 - 8800系「パノラマDX」がデラックス特急として運行開始[194]。
- 1985年（昭和60年）9月15日 - ダイヤ改正。明治村口駅始発着特急を新鵜沼駅始発着に変更[195]。

### 国鉄民営化に対抗
- 1986年（昭和61年）
  - 6月 - 高速・急行用の車両として、5300系・5700系が登場。
  - 11月1日 - 国鉄としては最後の大規模ダイヤ改正が行われ、快速・普通列車が大幅に増発される。それまで名鉄特急が独占していた中京地区の鉄道輸送シェアを奪い始める第一歩となった。
- 1987年（昭和62年）
  - 2月2日 - 支線直通ネットワーク増強を図ったダイヤ白紙改正を実施[196]。
  - 4月1日 - 国鉄民営化に伴い東海旅客鉄道（JR東海）が発足。
- 1988年（昭和63年）7月8日 - ダイヤ改正。名鉄は名古屋本線の新岐阜駅 - 豊橋駅間直通運転開始40周年に合わせ、東海道本線の新快速に対抗すべく、座席指定特急用の1000系「パノラマsuper」を登場させ、この時のダイヤ改正から運転を開始した。なお、このダイヤ改正でディーゼル特急の社線内運用は一旦消滅。
- 1989年（平成元年）7月15日 - ダイヤ改正。本線特急を1000系電車に統一[197]。
- 1990年（平成2年）10月29日 - ダイヤ改正。「高速」を再び「特急」に統合し、名古屋本線で一般席（自由席）車と指定席車を併結した一部指定席特急を運行開始した。また、1000系のみで編成した列車（全車指定席）では最高速度も120km/hに引き上げられた[198]。
  - 特急には全車指定席・一部指定席・全車一般席の3種類ができた[注釈 60]。
  - 日中の本線特急はすべて一部指定席特急となった結果、それまでの特急と高速を合わせた毎時4本となった。
- 1991年（平成3年）10月21日 - ダイヤ改正。1000系にデザインを合わせ、指定席車の通り抜けと一般席車のグレードアップを図る目的で、従来の1000系と固定編成を組む1200系と、その増結用で2両編成の1800系を登場させた[注釈 61]。
- 1992年（平成4年）11月24日 - ダイヤ改正。一部指定席特急の編成を1000系+1200系（+1800系）に統一し、すべて最高速度120km/hとなった。JRとの対抗のため、本線特急毎時4本のうち1本を知立駅通過にしてさらなるスピードアップを図った[199]。
- 1993年（平成5年）8月12日 - ダイヤ改正。豊川線に定期特急を再設定。西尾線の特急を吉良吉田駅まで延長した[200]。
- 1995年（平成7年）4月5日 - ダイヤ改正。全車一般席の特急の種別を「快速急行」に改める[201]。
- 1997年（平成9年）4月5日 - ダイヤ改正。JR発足以降、積極的に進められた名古屋本線特急のスピードアップが頂点をきわめる。最速で新岐阜駅 - 新名古屋駅間23分30秒（表定速度82.5km/h）、新名古屋駅 - 豊橋駅間47分30秒（同85.9km/h）、全区間所要71分30秒運転（同83.7km/h）となり、これが名鉄としての最速記録となっている[注釈 62]。
- 1999年（平成11年）
  - 4月1日 - 男女雇用機会均等法の制定に伴い、「パノラマメイツ」の名称が「乗客係」に改称され消滅。
  - 5月10日 - ダイヤ改正。1600系「パノラマsuper」が登場し、専用車両（1000系・8800系・1600系）のみが使用されるようになったため、すでに急行・普通列車でも使用されるようになっていた7000系と7700系の白帯車が特急運用から離脱した[202]。これに伴い「指定席券」を「特別車両券」（ミューチケット）に、「指定席車」を「特別車」に、「一般席車」を「一般車」にそれぞれ名称を変更した。この時点では英語表記の「RESERVED」の変更はなかったが、近年では「RESERVED」「FIRST CLASS」の両方の表記がある。また、JRとのスピード競争から地域中心輸送に方針を改め、知立駅通過の特急を廃止し、国府宮駅にすべての特急が停車するよう改めた。
- 2000年（平成12年）3月21日 - ダイヤ改正。毎時4本の本線特急のうちかつての高速の流れを汲む新安城駅停車の2本が国府駅にも停車するようになる。
  - これは豊川線との接続を考慮に入れたものであり、同時に輸送形態をそれまでの都市間高速輸送重視である「点輸送」から地域相互間輸送重視である「線輸送」へ変容させる第一歩となった。
- 2001年（平成13年）10月1日 - ダイヤ改正。木田駅と勝幡駅が特急停車駅に昇格[203]。
- 2003年（平成15年）3月27日 - ダイヤ改正。「快速急行」を全廃（2005年に別形態で種別は復活）。また、可児川駅が特急停車駅に昇格し[173]、広見線内では西可児 - 新可児間の各駅に特急が停車するようになった。

### 空港線の開業と一部特別車運用の拡大
- 2005年（平成17年）
  - 1月29日 - 空港線の開業に伴うダイヤ白紙改正。2000系「ミュースカイ」と2200系が投入された。また、停車駅ごとに種別の再整理が行われ、新種別として「快速特急」が登場した。
    - 名古屋本線においては新安城駅と国府駅を通過する列車を「快速特急」、この2駅に停車する列車を「特急」とした。
    - また、同時に開業した空港線と直通する常滑線では、神宮前駅 - 中部国際空港駅間ノンストップの列車を「快速特急」、太田川駅・常滑駅など線内の主要駅に停車する列車を「特急」とした[注釈 63]。
    - 運行系統では、新鵜沼駅・名鉄岐阜駅 - 中部国際空港駅間に毎時1本ずつ全車特別車の「快速特急」が新設され、代わりに新鵜沼駅 - 河和駅・内海駅間に毎時各1本あった特急のうち1本が名鉄名古屋発着となった[注釈 64]。

  - 3月22日 - 空港線の利用客数が予想を上回り混雑がひどくなったことから、急遽ダイヤの一部改正を行い列車を増発した。この改正で中部国際空港駅発の終電に全車一般車特急が新設された[123]。
- 2007年（平成19年）6月30日 - ダイヤ改正。本線特急では一部列車が2200系使用に変更された。また、河和駅 - 新鵜沼駅間の系統の大部分が一部特別車化された。
- 2008年（平成20年）
  - 6月29日 - ダイヤ改正。西尾、津島線の全車特別車の特急を快速急行に格下げ（その後の改正でさらに急行に格下げ）。津島線特急を一旦廃止。西尾線の特急を一部特別車化。それに伴い1600系が運用を一旦離脱[204][205]。
  - 12月27日 - ダイヤ改正。1700系が登場。また、空港発着の2000系を使用した全車特別車「快速特急」・「特急」が新種別「ミュースカイ」に統一され、その他の快速特急・特急はすべて一部特別車となった[25]。この変更に伴い、早朝と深夜に走っていた「全車一般車」の特急が快速急行に変更された[25]。
    - 阿久比駅と青山駅が特急停車駅に、柏森駅と太田川駅が快速特急停車駅に昇格した[206]。
    - このダイヤ改正により1000系4連（全車特別車）と元特急車の7000系が運用を離脱。
- 2009年（平成21年） - 特急政策見直しに伴い、1000系のうち全車特別車である15編成60両が2009年度までに廃車となった。また1000系の機器を流用した通勤形車両、「新5000系」が2009年度までに14編成56両新製された。
- 2011年（平成23年）3月26日 - ダイヤ改正。平日朝の中部国際空港行き特急の一部をミュースカイと快速急行に変更するとともに、同時間帯に名古屋本線・犬山線・河和線から名古屋方面へ向かう特急系統の列車を増発。また、河和線・知多新線（以上の2路線は平日昼間帯のみ）・名古屋本線（東岡崎駅以西）・常滑線・空港線（以上の3路線は深夜のみ）において全車一般車特急が設定された。
- 2021年（令和3年）
  - 2月10日 - 2200系増備車の導入により、特別車1700系が運行を終了。
  - 3月15日 - 急行で初めて、特別車の営業を開始。対象は平日朝の新鵜沼駅発6時台の2本。なお、駅の行先表示器や時刻表では対象列車が一部特別車である案内はせず、当該列車の特別車の側面には『締切』と表示されるが、ミューチケットを購入のうえ乗車が可能となっている[132]。
  - 5月22日 - ダイヤ改正。名鉄岐阜駅発22時台（名鉄名古屋駅23時発）の国府行き特急を豊橋行き快速特急に変更の上、豊橋駅への終電を繰り下げるとともに、新安城駅に特別停車するようになる。また、夜間の広見線直通の新可児行きのミュースカイを全て新鵜沼行きに変更するとともに、平日深夜の柏森駅に特別停車するミュースカイを廃止する[6]。各務原線三柿野駅を発車するミュースカイを新鵜沼駅発に短縮することにより各務原線からミュースカイが消滅。
- 2023年（令和5年）
  - 3月18日 - ダイヤ改正。平日朝に行われていた新木曽川駅、笠松駅の特急特別通過を中止。平日朝の豊橋駅 - 名鉄岐阜駅の特急1往復を一部特別車急行に格下げ。土休日運行の広見線新可児駅発の特急を新鵜沼駅発に変更し広見線から特急が消滅。知多新線でワンマン運転が開始されることに伴い、特急の大半を河和駅発着に変更し知多新線の特急が朝と深夜を除いて再び消滅。西尾線の特急は全車一般車となり、下りのみの設定となる。
- 2024年（令和6年）
  - 3月16日  - ダイヤ改正。上ゲ駅が快速急行停車駅に昇格した。これにより、一部特別車急行が上ゲ駅にも停車するようになる。